# Cmentarz żydowski w Warszawie (Wola)
Cmentarz żydowski w Warszawie – największy cmentarz żydowski w województwie mazowieckim, drugi co do wielkości w Polsce (po nowym cmentarzu żydowskim w Łodzi) i jeden z największych na świecie. Cmentarz jest położony na warszawskich Powązkach przy ul. Okopowej 49/51, w dzielnicy Wola, obok nekropolii innych wyznań.
Cmentarz zajmuje powierzchnię ok. 33,5 ha, znajduje się na nim około 200 tysięcy nagrobków (macew) stanowiących jeden z najcenniejszych zabytków małej architektury Warszawy i Polski. Teren cmentarza jest podzielony na kwatery: ortodoksyjną, postępową, dziecięcą, porządkową, wojskową i gettową, a w ortodoksyjnej jeszcze na kobiecą i męską oraz specjalną do chowania świętych ksiąg.
Nekropolia jest czynna i służy żydowskiej społeczności Warszawy i okolic.

## Historia cmentarza

### W latach 1806–1918

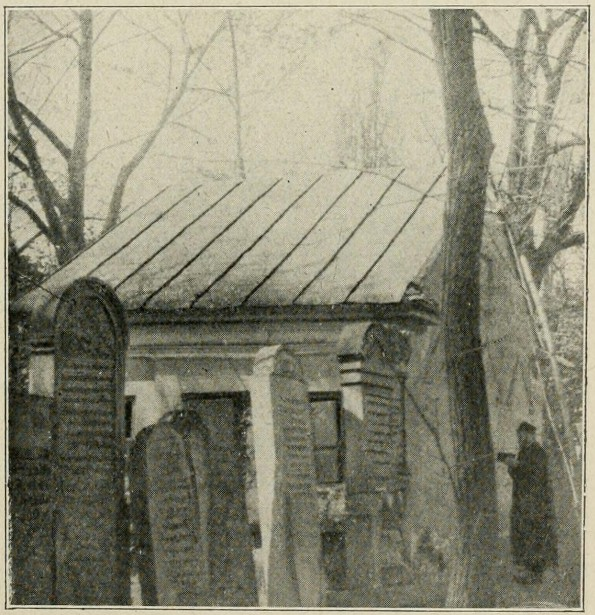
Fragment nekropolii podczas I wojny światowej

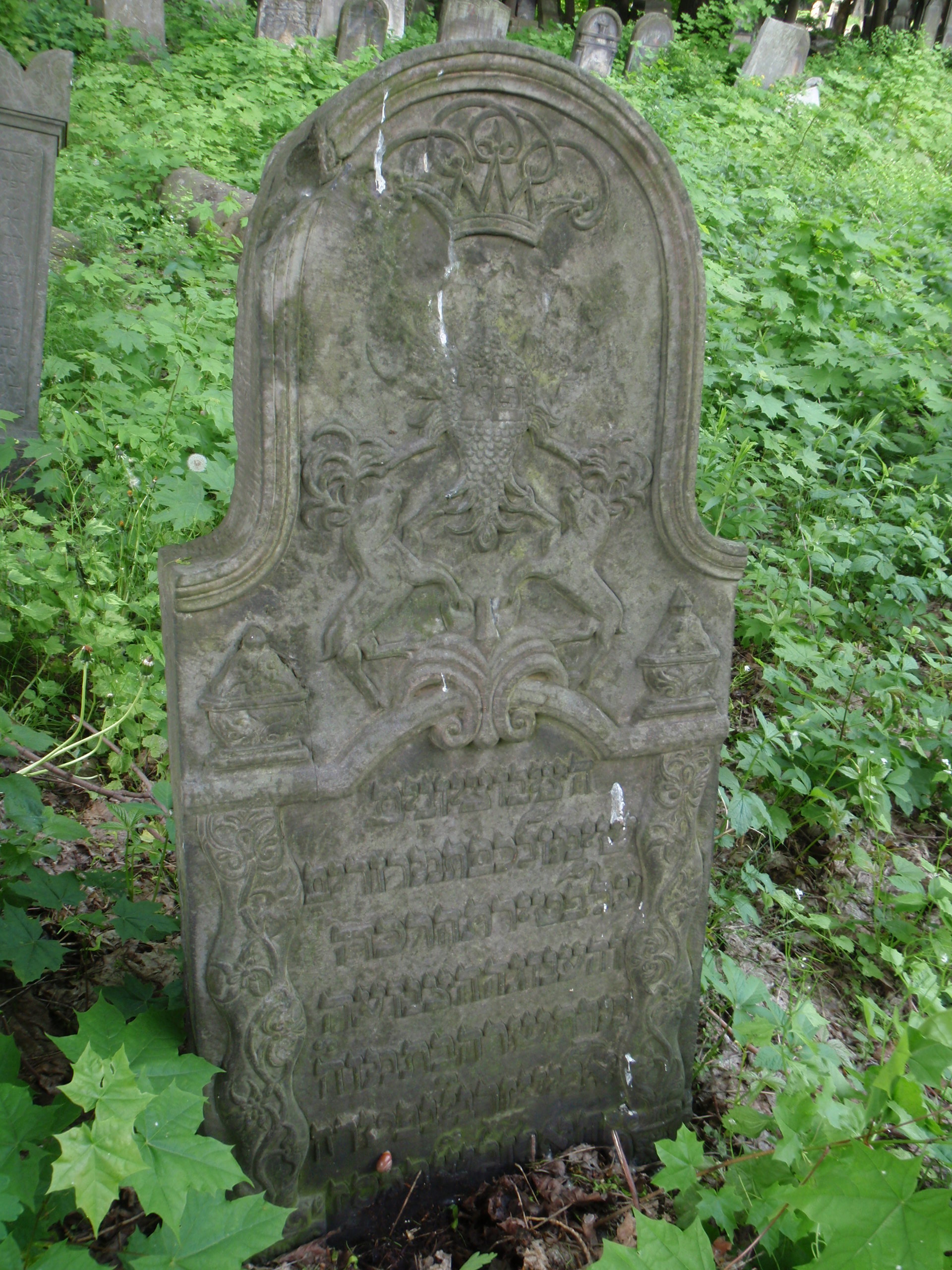
Najstarszy zachowany nagrobek na cmentarzu

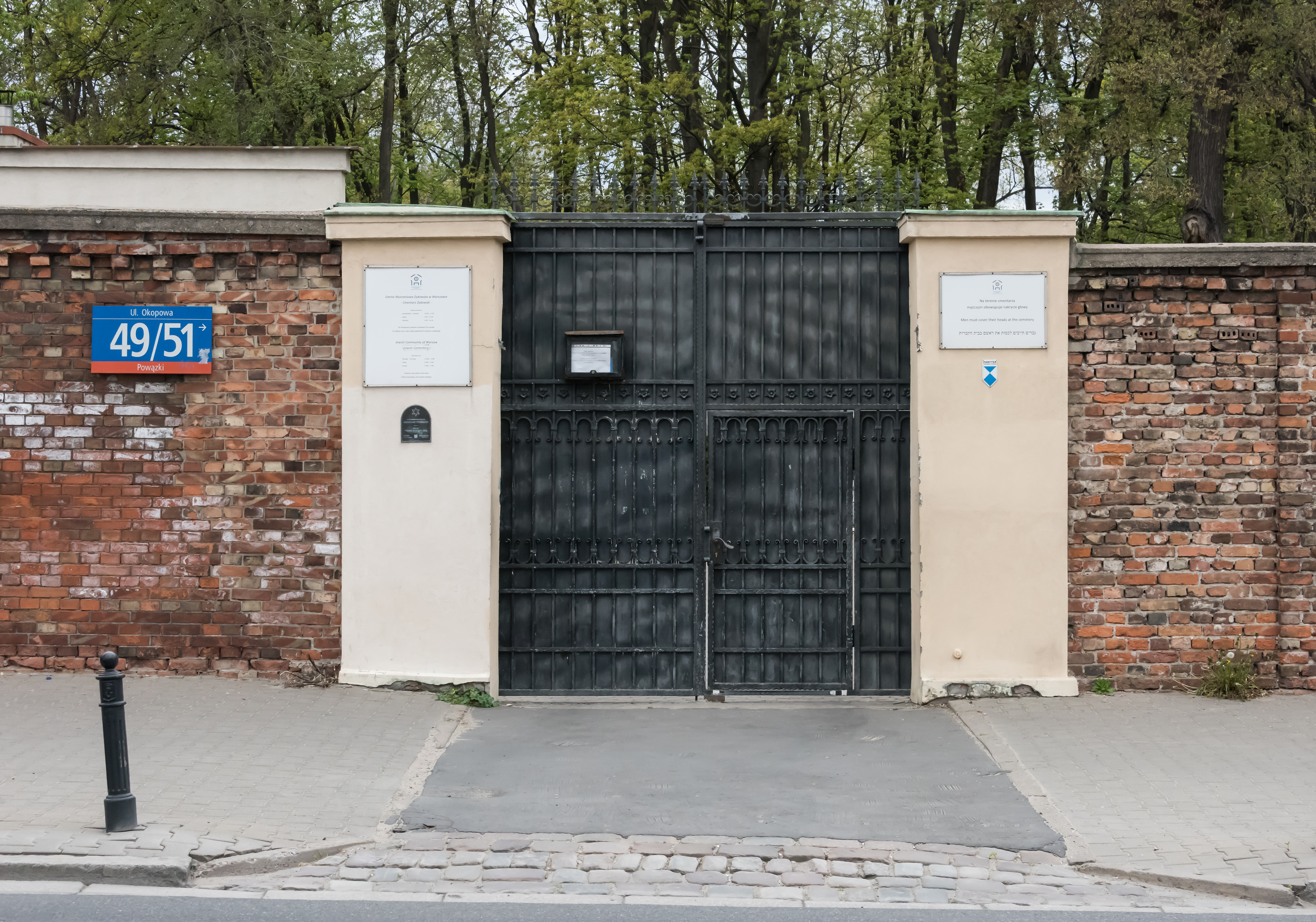
Nowa brama na cmentarz

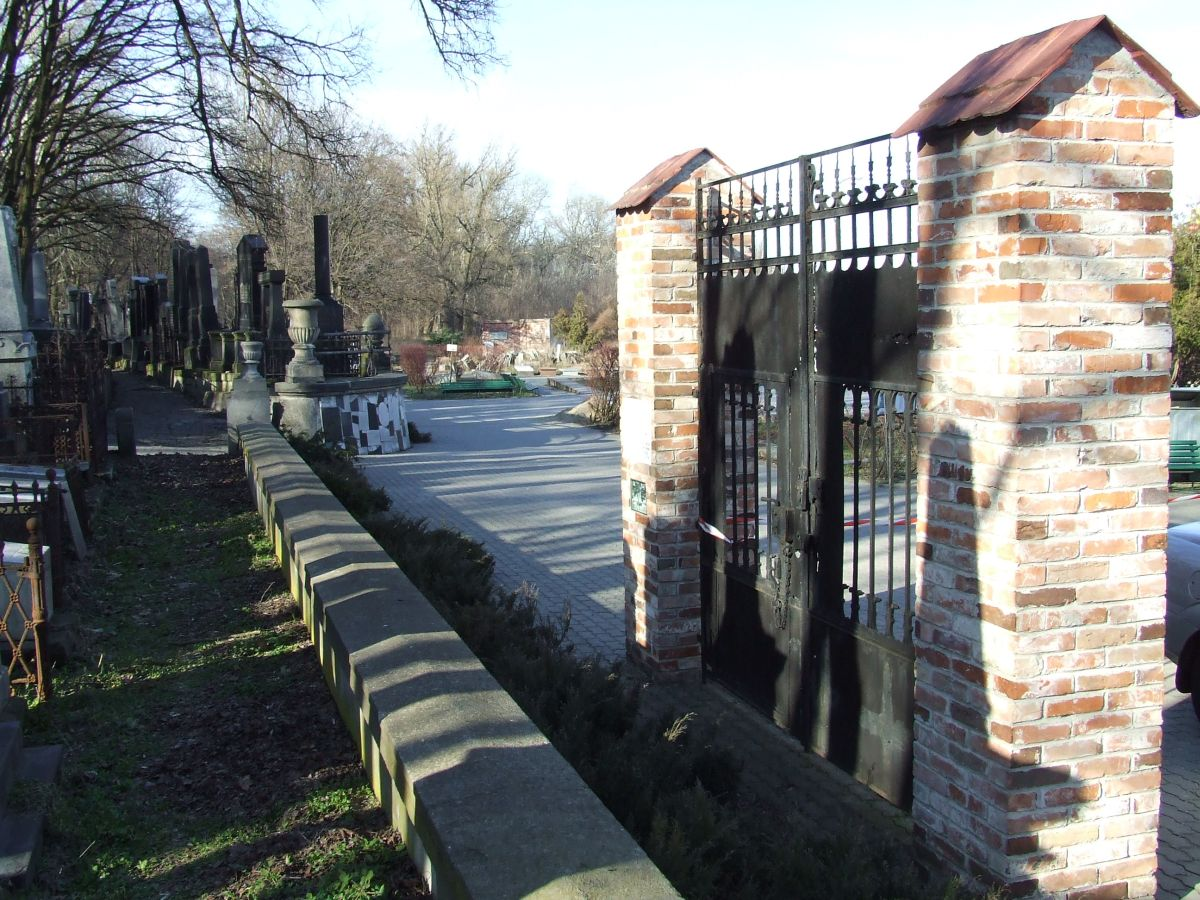
Stara brama na cmentarz

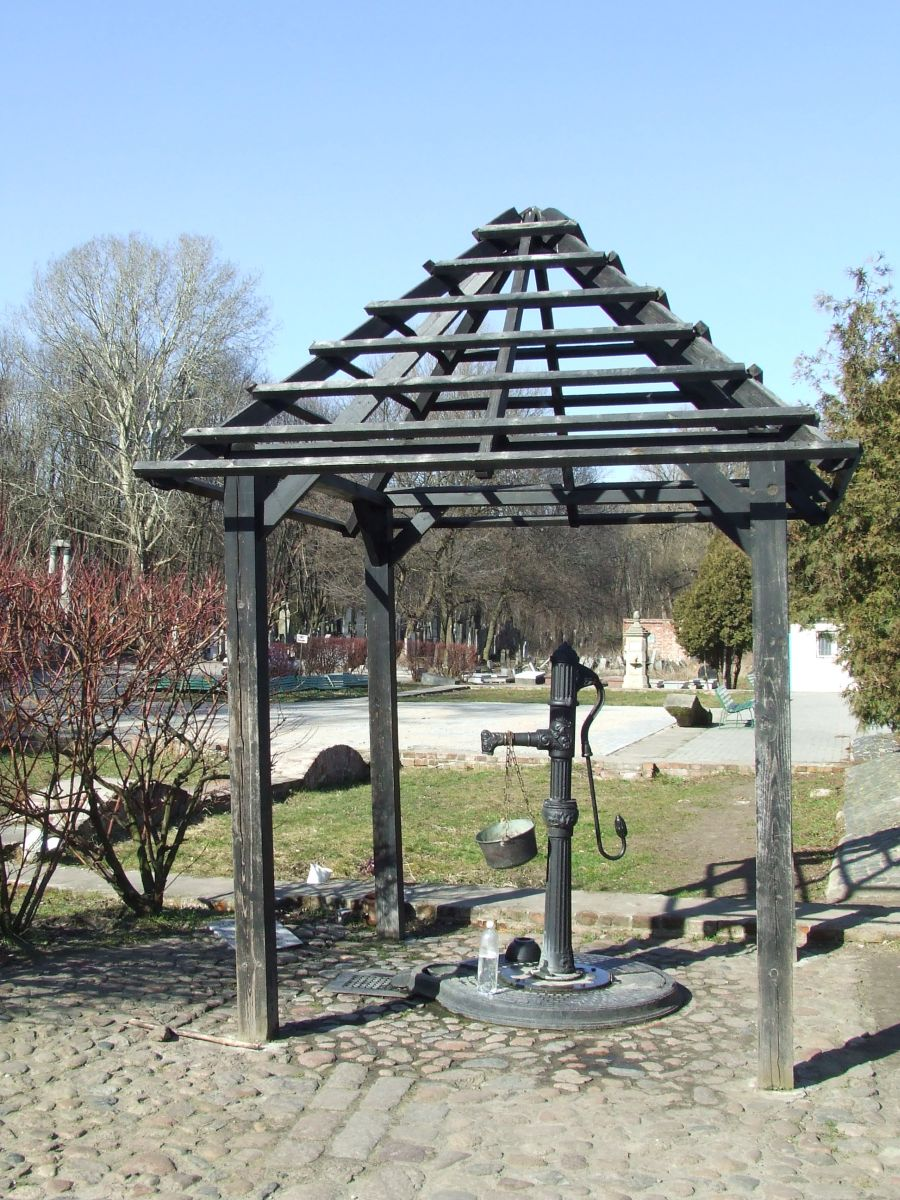
Pompa przy wejściu

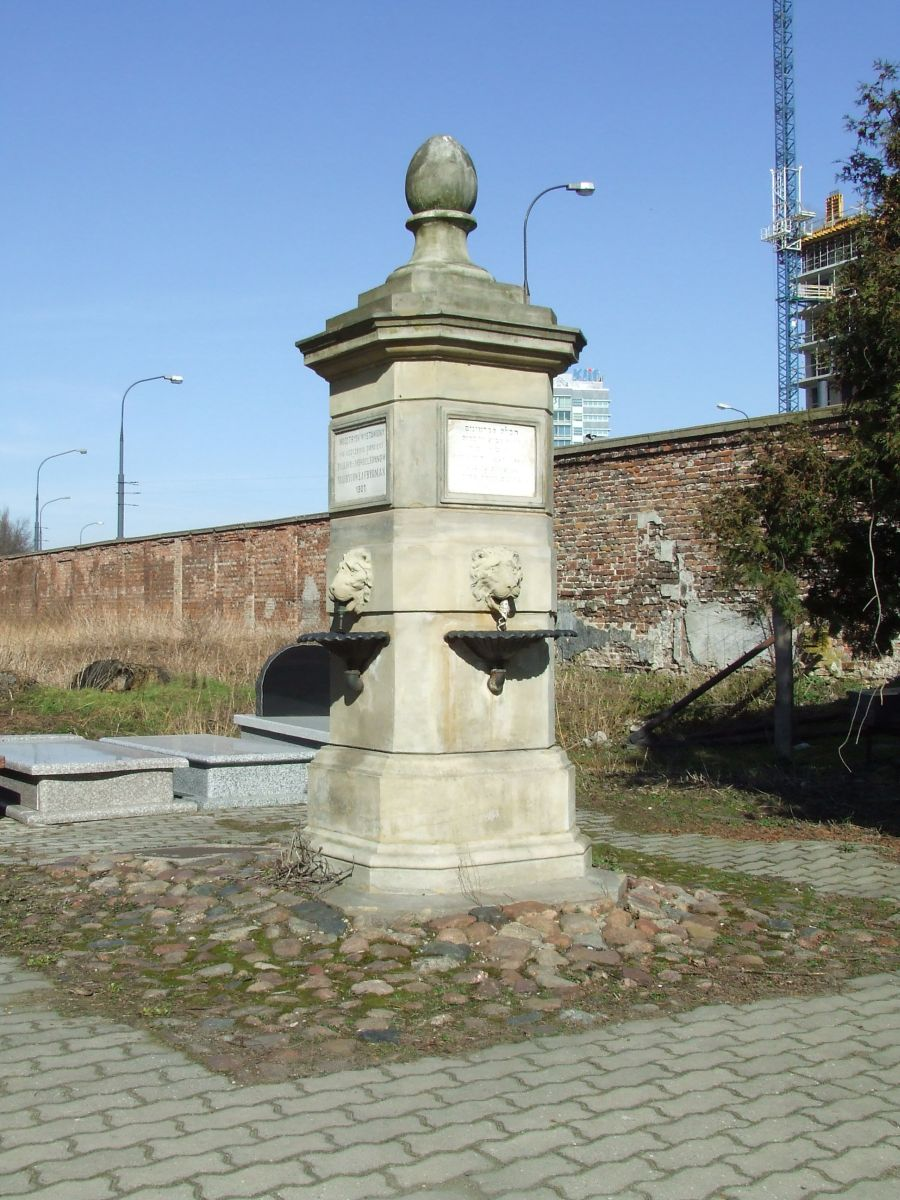
Zabytkowy wodotrysk

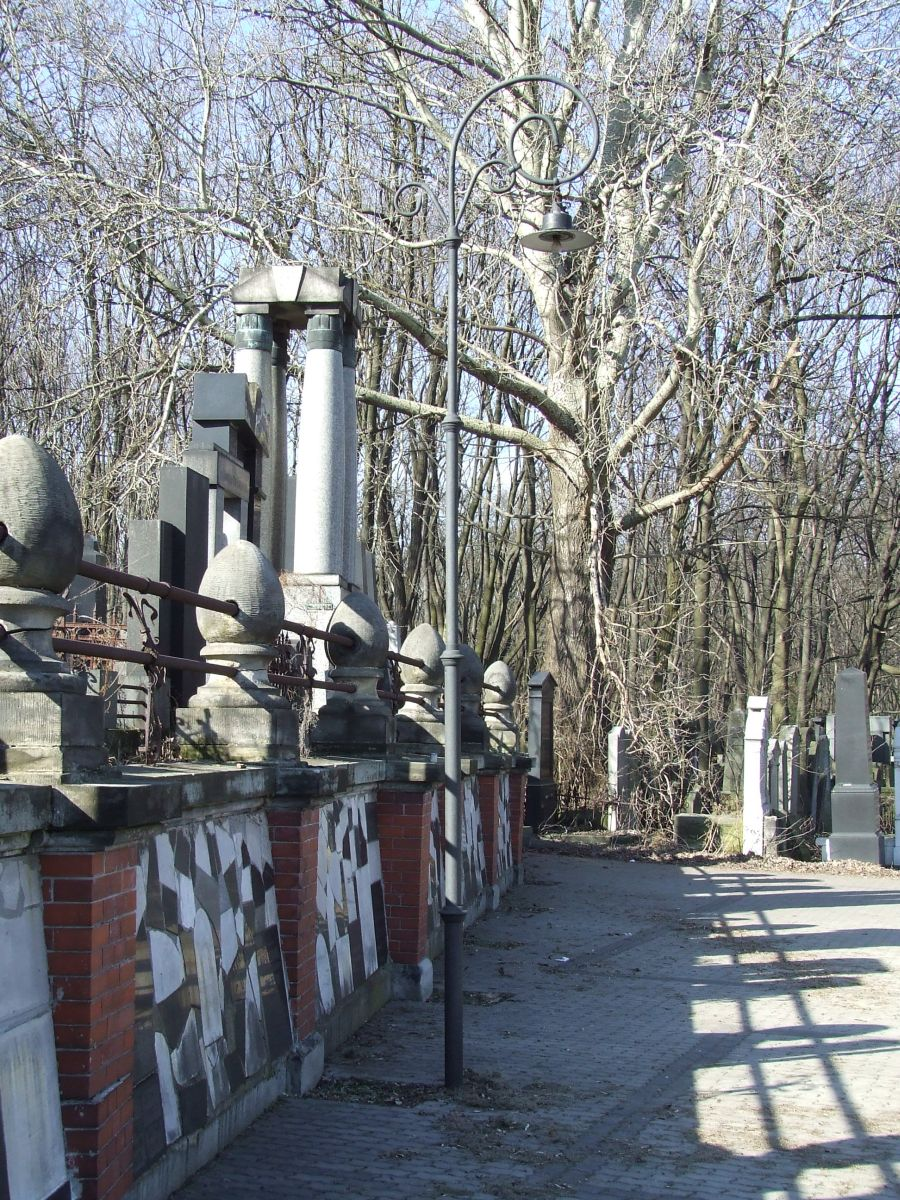
Zabytkowa latarnia

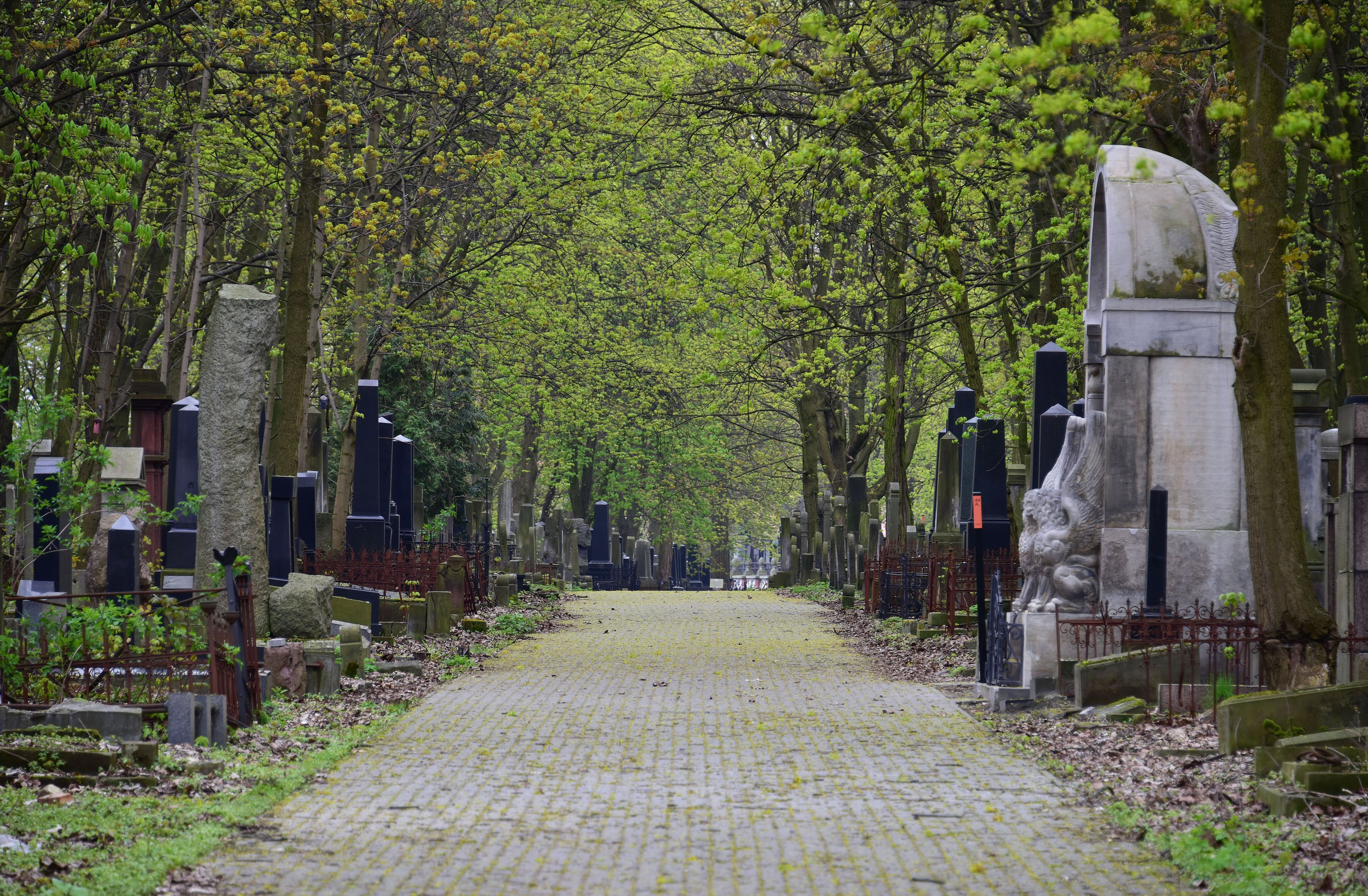
Aleja główna, po prawej Mauzoleum Trzech Pisarzy

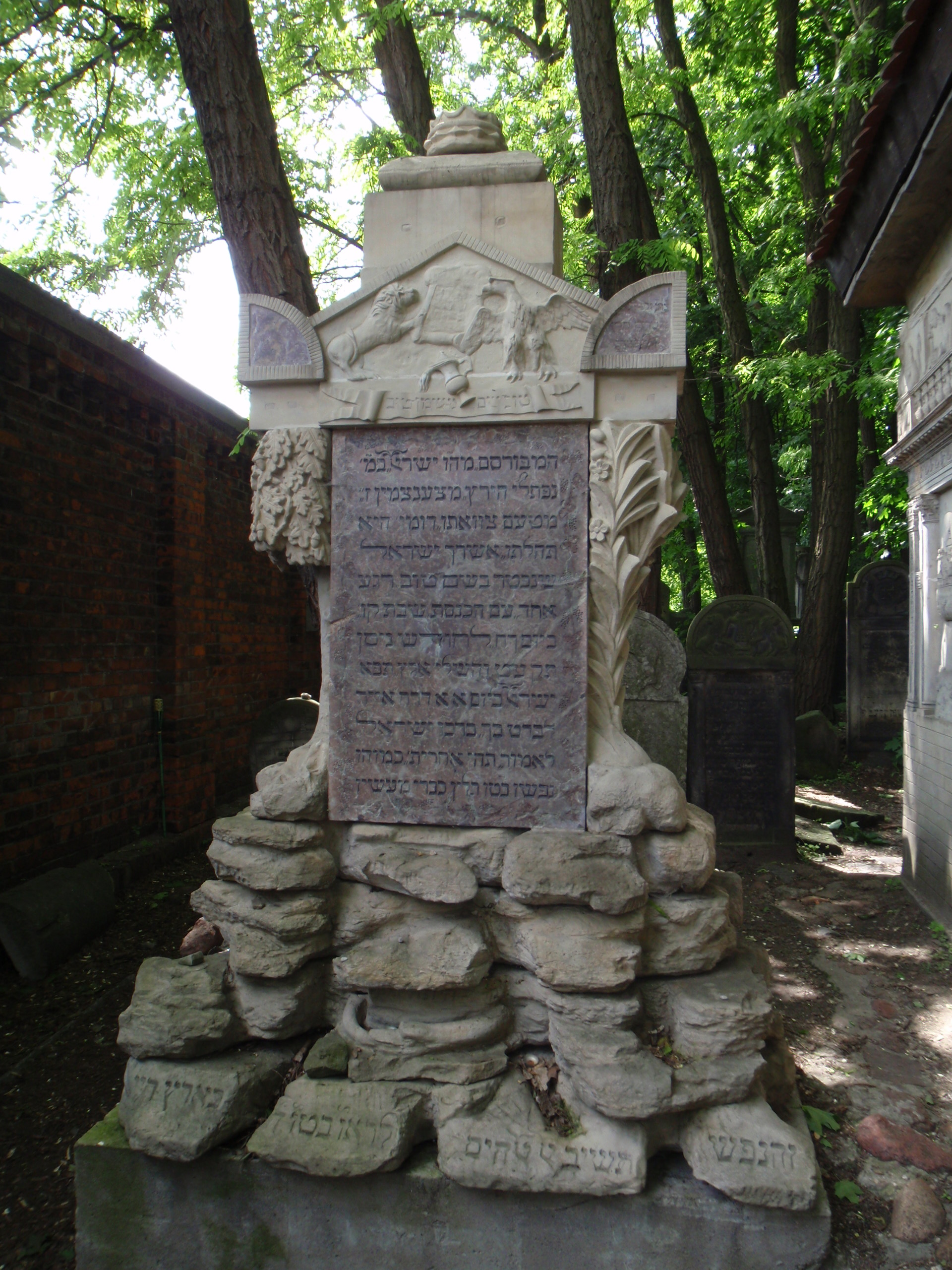
Grób Israela Cenceminera, jednego z fundatorów cmentarza

W 1806 zarząd warszawskiej gminy żydowskiej wystąpił do rządu z prośbą o zgodę na urządzenie za rogatkami Wolskimi cmentarza dla ludności żydowskiej. Zgoda została wydana w tym samym roku, po czym natychmiast przystąpiono do urządzania cmentarza. Powołano wówczas bractwo pogrzebowe Chewra Kadisza, które administrowało nekropolią, a w swoich decyzjach było niezależne i w pełni autonomiczne. Do celów pochówkowych cmentarz został otworzony pod koniec tego samego roku.
Pierwszą oficjalnie pochowaną osobą był Nachum, syn Nachuma z Siemiatycz (zm. 6 grudnia 1806). Jego nagrobek, wykonany prawdopodobnie w 1807 nie zachował się do dziś. Pierwszą kobietą pochowaną była Elka Junghoff z domu Mulrat, córka Jehudy Leiba Mulrata z Kalisza, żona kupca Kacpra Jezechiela Junghoffa. Data śmierci wyryta na jej nagrobku, 26 listopada 1804, jest prawdopodobnie błędna, gdyż wówczas pochówek odbyłby się dwa lata przed oficjalnym otwarciem cmentarza. Najstarszy znany zachowany nagrobek należy do Sary, córki Eliezera (zm. 8 września 1807).
Przez wiele lat cmentarz był traktowany jako elitarny i był wykorzystywany przez bogatszą społeczność żydowską. Pochówki uboższych Żydów kierowano na cmentarz na Bródnie. W 1824 dokonano pierwszego rozszerzenia cmentarza. W latach 20. XIX wieku władze carskie powołały Dozór Bożniczy, któremu podporządkowano Administrację Pogrzebową spełniającą dokładnie te same zadania co bractwo pogrzebowe. Sytuacja mocno zbulwersowała członków Chewra Kadisza, który nie chcieli dopuścić do oddania funkcji administrowania cmentarzem. Cała procedura przejęcia cmentarza przez Administrację trwała do 1850.
Po tym roku dokonano skromnej estetyzacji cmentarza, posadzono nieliczne drzewa, ogrodzono niektóre kwatery, a całość ogrodzono prowizorycznym, drewnianym parkanem. W latach 1856–1857 powołano specjalną komisję, która postulowała budowę nowego domu przedpogrzebowego, wyznaczenie alejek oraz posadzenie drzew.
W 1828 został wzniesiony pierwszy dom przedpogrzebowy, ale już po trzech latach w 1831 został doszczętnie spalony przez wojska rosyjskie. Rok później wzniesiono nowy, murowany dom przedpogrzebowy, który rozbudowano w 1854. W 1840 i 1848 po raz kolejny dokonano rozszerzenia nekropolii. W 1873 za zgodą władz miejskich wybudowano mały most nad okopami, co ułatwiło konduktom pogrzebowym dotarcie na cmentarz prosto z ulicy Gęsiej. W 1860, 1863 i 1869 dokonano ostatnich rozszerzeń cmentarza. W 1885 postanowiono przenieść bezpłatne pogrzeby na cmentarz na Bródnie, co miało zaoszczędzić powierzchnię cmentarza oraz finanse, które przeznaczano na tego typu pochówki.
Po zniwelowaniu w 1875 wału Lubomirskiego i przeprowadzeniu w jego miejscu ulicy Okopowej w 1887 nekropolia została włączona w granice administracyjne Warszawy.
W 1877 z inicjatywy zamożnych członków warszawskiej gminy żydowskiej, wybudowano okazały, późnoklasycystyczny budynek mieszczący synagogę oraz dwa domy przedpogrzebowe. Lewy przeznaczony dla zmarłych mężczyzn, a prawy dla kobiet. Na piętrze mieszkał rabin z rodziną. Całość zaprojektował architekt Adolf Schimmelpfennig. W 1882 przed budynkiem wzniesiono studzienkę.
W drugiej połowie XIX wieku otworzono specjalną szkółkę ogrodniczą, dzięki której na cmentarzu posadzono wiele pięknych i ozdobnych drzew. W 1913 potwierdzono zapis dzielący cmentarz na cztery części, co przynajmniej w małym stopniu zmniejszyło konflikty między Żydami ortodoksyjnymi a postępowymi. Między tymi grupami dochodziło również do kilku innych konfliktów, m.in. w sprawie niehebrajskich napisów na nagrobkach, długości przetrzymywania zwłok w domu przedpogrzebowym czy wystawiania ciała zmarłego na katafalku.

### W latach 1918–1939
Kiedy po zakończeniu I wojny światowej cmentarz został zupełnie zapełniony, wykorzystano system nasypów polegający na usunięciu nagrobków w kwaterze dziecięcej i usypaniu minimum 1 metra nowej warstwy ziemi na miejscach pochówku mających powyżej 50 lat. Było to konieczne z powodu ciasnoty i braku możliwości powiększenia terenu cmentarza. Jak dotąd dokonano 14 takich nasypów.
W okresie międzywojennym cały cmentarz ogrodzono wysokim ceglanym murem. W 1936 dokonano ostatniego nasypu. W 1939 rozpoczęto budowę Mauzoleum Żydów Bojowników o Niepodległość Polski.

### W okresie II wojny światowej
Podczas okupacji niemieckiej, w listopadzie 1940 nekropolia znalazła się w granicach getta, z którego została wyłączona w październiku 1941. Teren cmentarza stanowił ważną drogę szmuglu żywności do dzielnicy zamkniętej.
Cmentarz został częściowo zdewastowany. Przeprowadzano na nim masowe pochówki osób zmarłych w getcie oraz zamordowanych w czasie wielkiej akcji deportacyjnej latem 1942 roku.
15 maja 1943 po likwidacji getta warszawskiego Niemcy wysadzili w powietrze wszystkie budynki znajdujące się na cmentarzu, w tym dom przedpogrzebowy z synagogą. Ocalała jedynie studzienka.
W 1944 teren cmentarza był polem zaciętych walk powstańców z batalionów „Zośka” i „Parasol”.

### Okres powojenny i czasy współczesne
Po zakończeniu wojny na cmentarzu ponownie zaczęły odbywać się pochówki. W międzyczasie władze państwowe planowały przeprowadzić nową ulicę przez środek cmentarza i usunięcie przy okazji ponad 5400 nagrobków. Owe plany nie zostały zrealizowane, dzięki czemu teren cmentarza ocalał.
Cmentarz jest jednym z cennych zabytków Warszawy. W latach 90. Fundacja Rodziny Nissenbaumów, Gmina Wyznaniowa Żydowska w Warszawie oraz inne organizacje dokonały odnowienia cmentarza, m.in. odrestaurowano studzienkę, wodotrysk z 1907, liczne groby, bramy wejściowe, oraz ocalałą z pożogi wojennej XIX-wieczną żelazną latarnię, która dziś po rekonstrukcji stoi na dziedzińcu przy wejściu na cmentarz. W międzyczasie wystawiono również kilka pomników. Od kwietnia 2010 działa Ochotniczy Hufiec Porządkowania Cm. Żydowskiego im. J. Rajnfelda, którego celem jest renowacja cmentarza. Jego spotkania odbywają się co miesiąc od kwietnia do listopada. W pracach Hufca uczestniczy zwykle kilkanaście osób. W dniu 14 kwietnia 2013 w akcji porządkowania cmentarza wzięło udział około 150 wolontariuszy. W drugiej dekadzie marca 2012 na długości kilkudziesięciu metrów zawalił się mur oddzielający nekropolię od Cmentarza Powązkowskiego.
Gmina Wyznaniowa Starozakonnych w RP starała się o odbudowanie budynku synagogi oraz domów przedpogrzebowych, lecz Gmina Wyznaniowa Żydowska w Warszawie nie wyraziła na to zgody. Jak dotąd odkopano tylko fundamenty bożnicy oraz przedmioty tam znalezione, które są eksponowane na specjalnie do tego przeznaczonych wystawach.
Cmentarz jest cały czas czynny i służy społeczności żydowskiej z Warszawy i okolic. Średnio odbywają się tutaj dwa pogrzeby w miesiącu. W latach 1960–1983 opiekunem cmentarza był Pinkus Szenicer, następnie jego syn Bolesław Szenicer. W 2002 zastąpił go Przemysław Szpilman, odwołany ze stanowiska w 2020. Obecnie dyrektorem cmentarza jest genealog i hebraista Witold Wrzosiński. Cmentarz jest udostępniony do zwiedzania.
Od kilkudziesięciu lat w dzień Wszystkich Świętych i Dzień Zaduszny na cmentarzu odbywają się kwesty w celu pozyskania środków na renowację cmentarza. W 2011 odbyła się trzydziesta taka kwesta. Kwestują ludzie kultury i sztuki, to jest m.in. Maja Komorowska, Gołda Tencer, Marcin Święcicki, Jacek Dehnel, Józef Duriasz, Sławomir Holland, Emilia Krakowska i inni.
Podczas odbywającego się rokrocznie w maju z inicjatywy Warszawskiej Gminy Wyznaniowej Żydowskiej festiwalu Otwarta Twarda organizowane są zarówno dzienne, jak i nocne wycieczki po terenie cmentarza.
W lipcu 2014 cmentarz, razem z pięcioma innymi nekropoliami tworzącymi zespół zabytkowych cmentarzy wyznaniowych na Powązkach, został uznany za pomnik historii.
W grudniu Sejm uchwalił ustawę o dotacji dla Fundacji Dziedzictwa Kulturowego, zgodnie z którą otrzymała ona 100 mln zł na uzupełnienie kapitału wieczystego. Dochody z inwestowania części kapitału wieczystego pochodzącej z dotacji ma ona przeznaczać na prowadzenie prac renowacyjnych, konserwatorskich i inwestycyjnych na cmentarzu.
W 2019 wojewódzki konserwator zabytków wydał zgodę na wycięcie 716 (z ok. 8 tys.) znajdujących się na cmentarzu drzew, w większości chorych i stwarzających zagrożenie dla zabytkowych obiektów i pomników nagrobnych robinii akacjowych i klonów zwyczajnych.
W 2021 na cmentarzu odbywał się średnio jeden pogrzeb w miesiącu.

## Położenie
Cmentarz żydowski jest jedynym z niewielu zachowanych fizycznych śladów wielowiekowej obecności Żydów w tym mieście. Zgodnie z judaistyczną tradycją, umiejscowiony był poza murami miejskimi.
Cmentarz zajmuje powierzchnię ok. 33,5 ha. Jest to pierwszy pod względem powierzchni cmentarz żydowski w województwie mazowieckim i drugi pod względem powierzchni w Polsce. Największy to cmentarz żydowski w Łodzi – 41,3 ha, ale jest uboższy, jeżeli brać pod uwagę liczbę zachowanych macew. Całość jest ogrodzona ceglanym murem.

## Pochowani i nagrobki

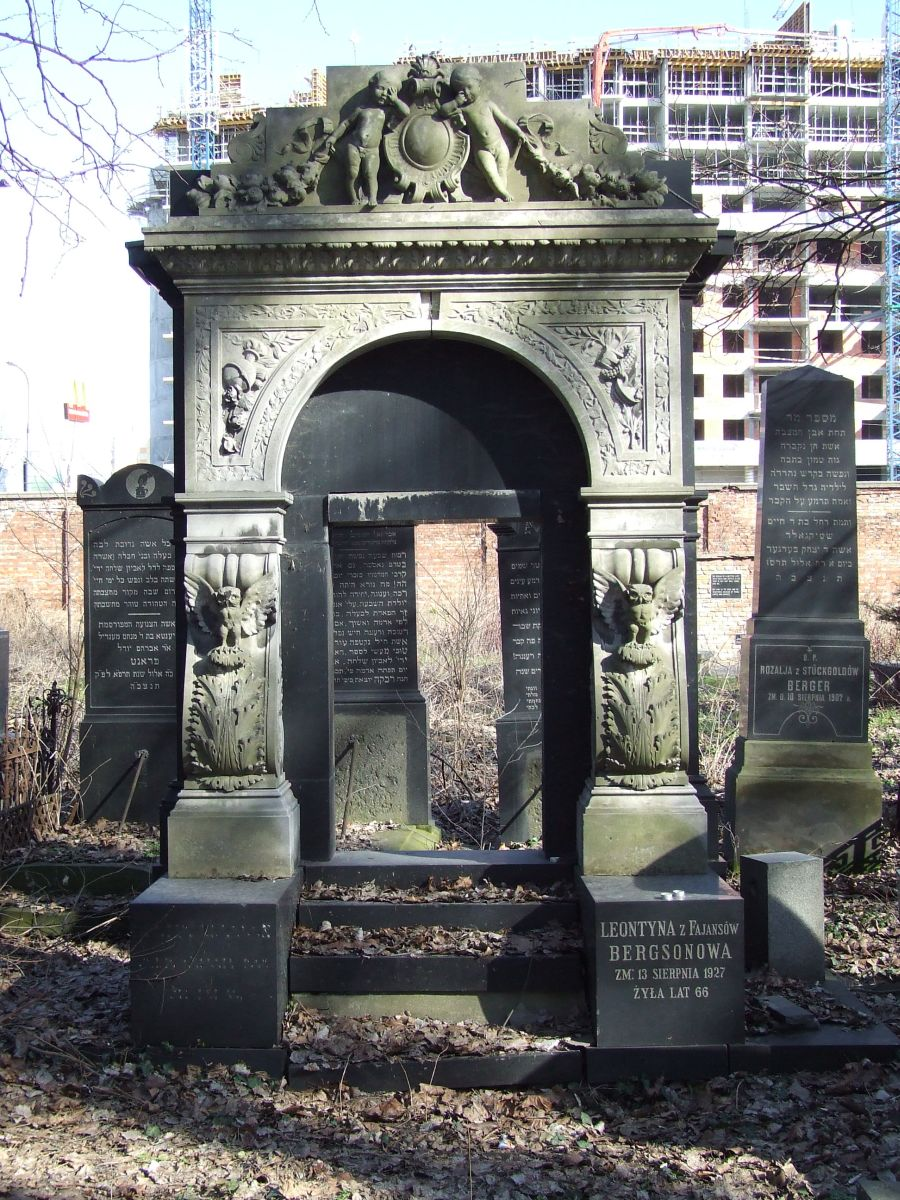
Grób rodziny Bergsonów

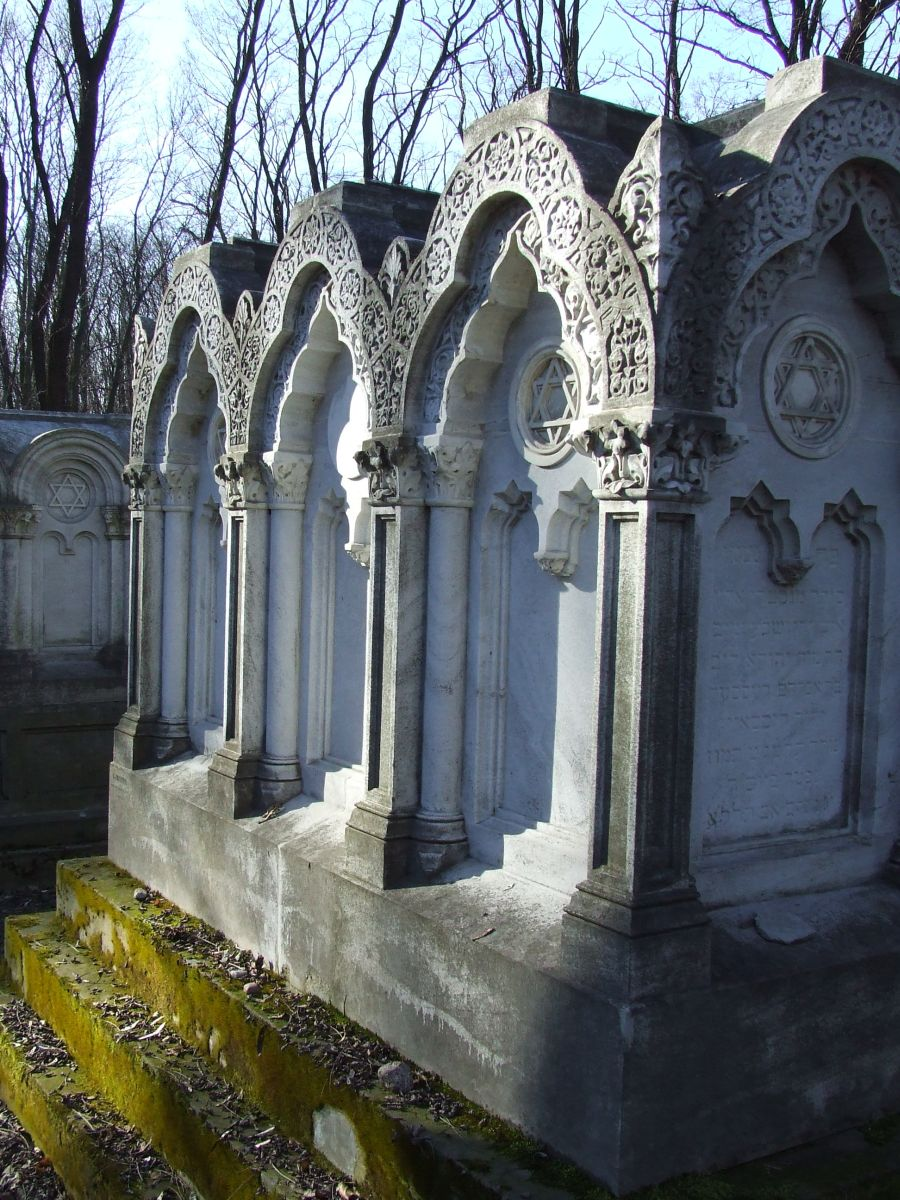
Grób rodziny Lesserów

Na cmentarzu znajduje się około 200 tysięcy nagrobków (macew), z których najstarszy pochodzi z 1807. Większość nagrobków, mierzących od kilkudziesięciu centymetrów do nawet 2 metrów wysokości, wykonanych jest z bogato zdobionych materiałów, m.in. granitu, różnokolorowego piaskowca czy kamienia. Zakończone są najczęściej trójkątnie lub półkoliście.
W części reformowanej można dostrzec szereg monumentalnych grobów, sarkofagów, mauzoleów o bardzo bogatej stylistyce w których spoczywają liczni przedsiębiorcy, przemysłowcy, bankowcy, ludzie kultury i sztuki, lekarze czy politycy. Ich groby znacznie odbiegają od tradycyjnych macew, wykonane są w stylu empire czy mauretańskim. Są przeważnie przyozdobione w kolumny, portyki, rzeźby oraz czasami są ogrodzone metalowymi, kutymi ogrodzeniami. Do ciekawszych należą m.in.:
- Grobowiec Samuela Poznańskiego z motywami korony, ksiąg, orła i innych
- Mauzoleum Bera Sonnenberga
- Sarkofag Wilhelma Landaua
- Grobowiec rodziny Lesserów
- Grobowiec rodziny Czerniakowów
- Grobowiec rodziny Eilsteinów
- Grobowiec rodziny Lewenfiszów
- Grobowiec rodziny Bergsonów
- Grobowiec rodziny Lichtenbaumów
- Grobowiec Gustawa i Leontyny Bergsonów
- Grób Ester Rachel Kamińskiej
- Mauzoleum Trzech Pisarzy

Pierwszy dopuszczony przez władze napis w języku polskim został wykonany w 1855 na grobie dyrektora Warszawskiej Szkoły Rabinów Antoniego Eisenbauma, jednak zapisane po polsku imiona i nazwiska pojawiały się sporadycznie już od 1830. Po 1855 inskrypcje polskojęzyczne wykonywano coraz częściej, czasem też w języku jidysz, niemieckim i rosyjskim

### Groby rabinów
Na cmentarzu znajduje się ok. 40 oheli rabinów, cadyków i talmudystów. Są to głównie skromne prostopadłościenne, budynki bez żadnych ozdób i dekoracji. Do najstarszych należy zbudowany w 1822 bogato zdobiony ohel Berka Sonnenberga. Wśród wielu wybitnych rabinów należy wymienić:

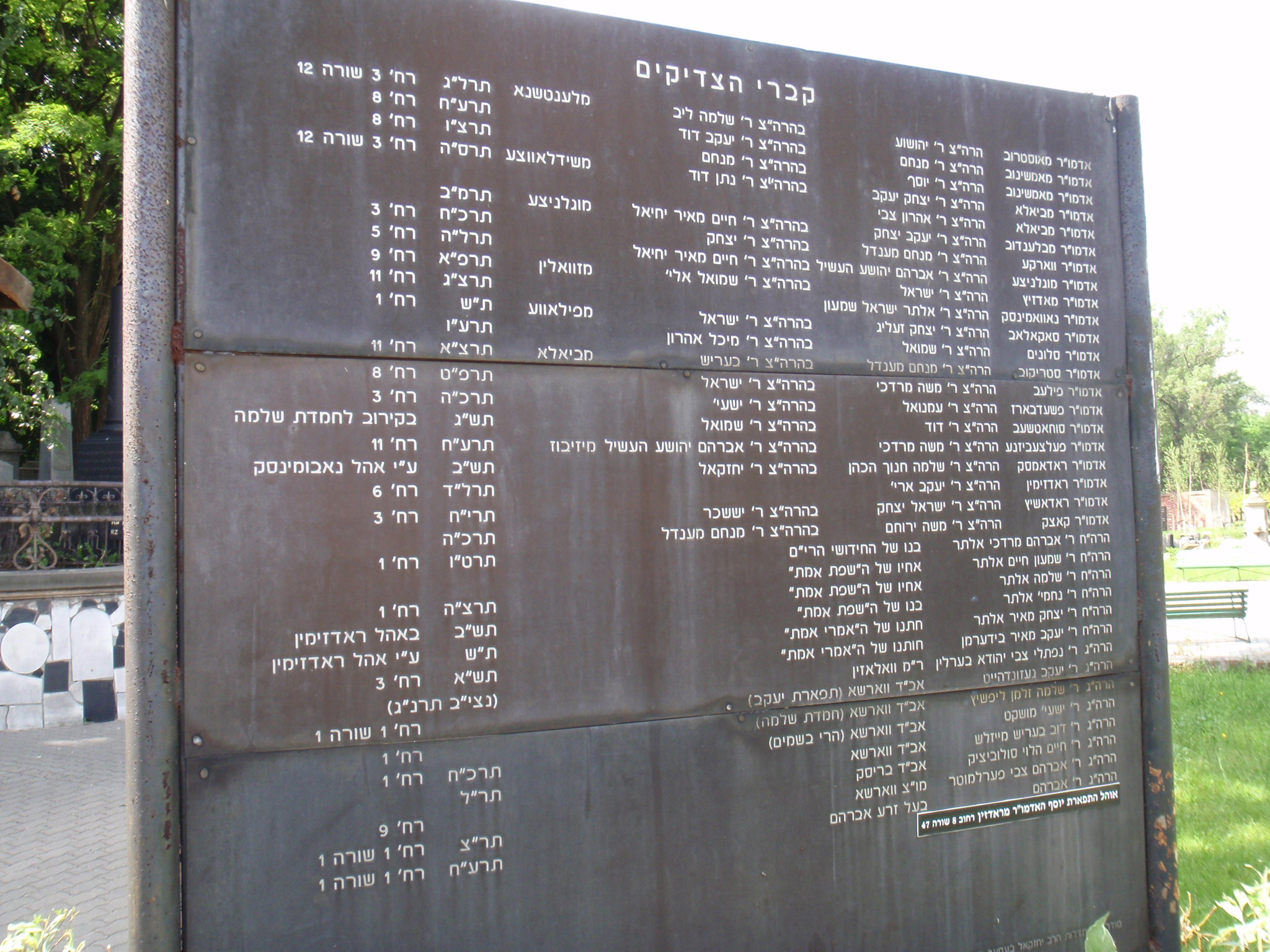
Tablica informacyjna – Groby cadyków pochowanych na cmentarzu żydowskim w Warszawie

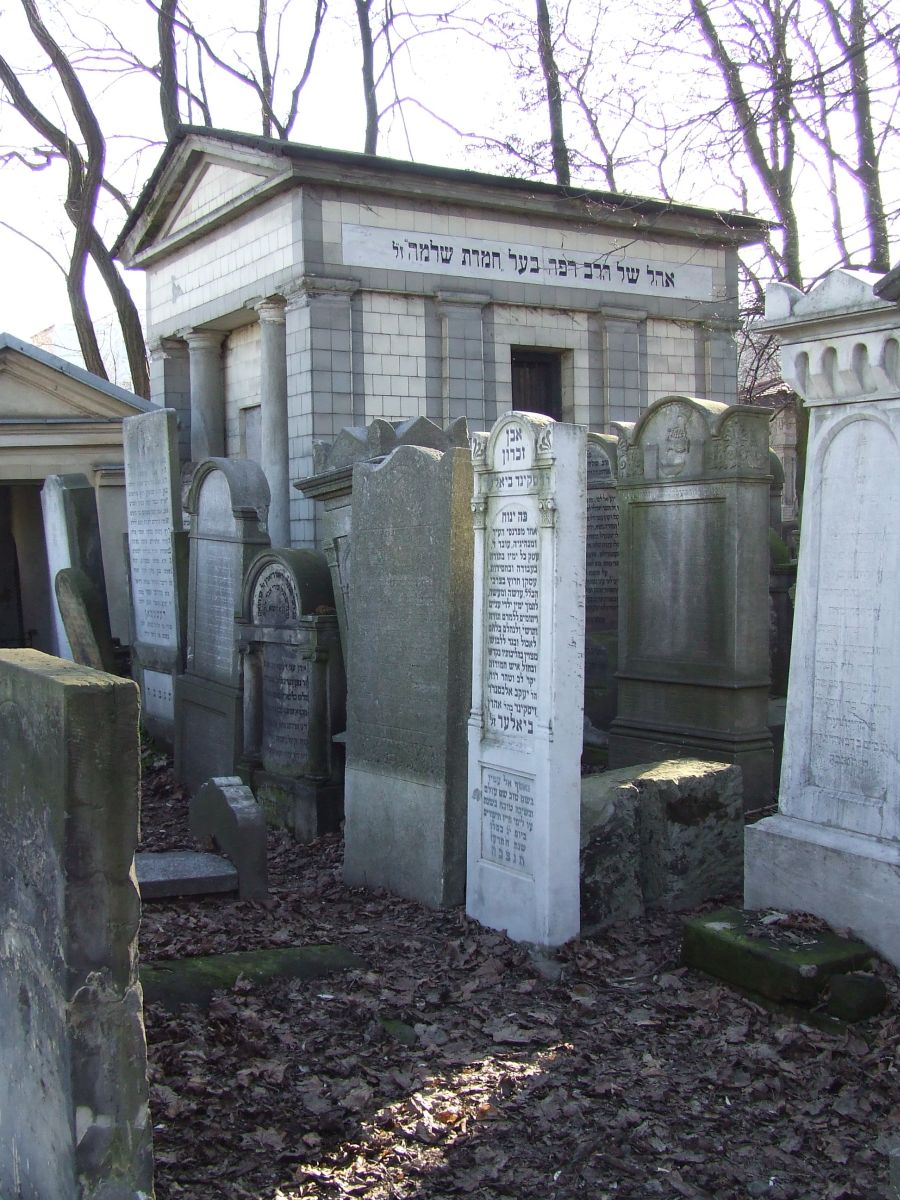
Ohel Szlomo Zalmana Lipszyca

- Izaak Cylkow (zm. 1908) – kaznodzieja i rabin Wielkiej Synagogi
- Chaim Dawidsohn (zm. 1854) – nadrabin Warszawy
- Izaak Kramsztyk (zm. 1889) – rabin postępowy, zesłaniec na Sybir
- Szlomo Zalman Lipszyc (zm. 1839) – nadrabin Warszawy
- Dow Ber Meisels (zm. 1870) – rabin krakowski i warszawski
- Jeszaja Muszkat (zm. 1866) – rabin Pragi
- Ber Percowicz (zm. 1961) – w latach 1945–1961 naczelny rabin Polski
- Abram Hirsz Perlmutter (zm. 1930) – rabin Warszawy, poseł RP
- Samuel Poznański (zm. 1921) – rabin i kaznodzieja Wielkiej Synagogi
- Chaim Pozner (zm. 1939) – rabin wojskowy
- Chaim Sołowiejczyk – rabin
- Natan Szpigelglas (zm. 1873) – rabin
- Majer Warszawiak (zm. 1941) – rabin, sekretarz generalny Związku Rabinów
- Jakub Zylbersztejn (zm. 1942) – rabin, pedagog, wychowawca, uczony
- Cwi Hirsz z Łomazów (zm. 1926) – cadyk z Radzymina
- Josef Kalisz (zm. 1936) – cadyk z Mszczonowa
- Menachem Kalisz (zm. 1918) – cadyk z Mszczonowa
- Israel Taub (zm. 1920) – cadyk z Dęblina
- Jaakow Taub (zm. 1920) – cadyk z Jabłonny
- Jaakow Dawid Taub (zm. 1926) – cadyk
- Mosze Aharon Taub (zm. 1919) – cadyk ze Zwolenia
- Chaim Biniamin Taub (zm. 1930) – cadyk ze Zwolenia
- Jaakow Jicchak Szapira (zm. 1882) – cadyk z Mogielnicy
- Alter Israel Szimon (zm. 1932) – cadyk z Mińska Mazowieckiego
- Ostrower Rebe (zm. 1873) – cadyk z Ostrowia
- Jakub Arie Guterman (zm. 1874) – cadyk z Radzymina
- Aaron Menachem Mendel Guterman (zm. 1934) – cadyk z Radzymina
- Elimelech Menachem Mendel Landau (zm. 1936) – cadyk ze Strykowa
- Jaakow Landau (zm. 1893) – cadyk z Jeżowa
- Jaakow Jicchak Dan Landau (zm. 1943) – cadyk ze Zgierza (symboliczny)
- Menachem Mendel Chaim Landau (zm. 1935) – cadyk z Zawiercia
- Mordechaj Menachem Mendel Kalisz (zm. 1868) – cadyk z Warki
- Menachem Mendel Kalisz (zm. 1919) – cadyk z Warki
- Abraham Mosze Kalisz (zm. 1938) – cadyk z Warki
- Jehoszua Łęczner (zm. 1873) – cadyk z Ostrowi Mazowieckiej
- Jicchak Zelig Morgenstern (zm. 1939) – cadyk z Sokołowa Podlaskiego
- Mosze Mordechaj Morgenstern (zm. 1929) – cadyk z Pilawy
- Jicchak Jaakow Rabinowicz (zm. 1905) – cadyk z Białej Rawskiej
- Josef Aharon Rabinowicz (zm. 1921) – cadyk z Warszawy
- Meir Szlomo Jehuda Rabinowicz (zm. 1942) – cadyk z Międzyrzeca Podlaskiego
- Salomon Henoch Rabinowicz (zm. 1942) – cadyk z Radomska
- Mordechaj Josef Twerski (zm. 1929) – cadyk ze Złotopola
- Immanuel Waltfried (zm. 1865) – cadyk z Przedborza
- Szmuel Weinberg – cadyk ze Słonimia

Na terenie nekropolii znajduje się także symboliczna kwatera Bundu oraz kwatera żydowskich żołnierzy i oficerów Wojska Polskiego, którzy polegli w obronie Warszawy w 1939 roku. Znajduje się tu pomnik Żołnierzy i Oficerów Żydowskich Poległych w II Wojnie Światowej.

### Groby innych osób
Do najsłynniejszych pochowanych na cmentarzu należą również:

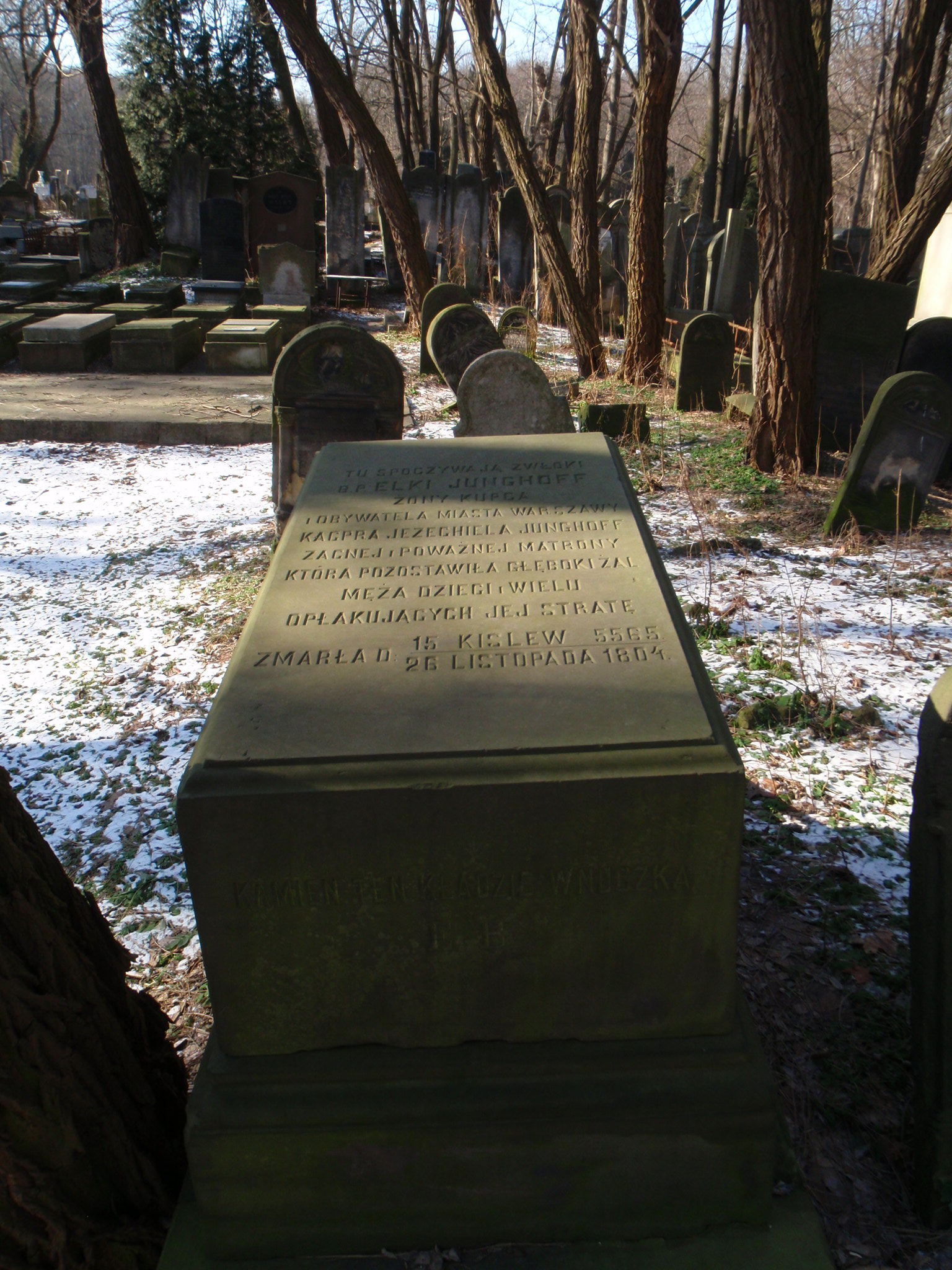
Grób Elki Junghoff – pierwszej kobiety pochowanej na cmentarzu

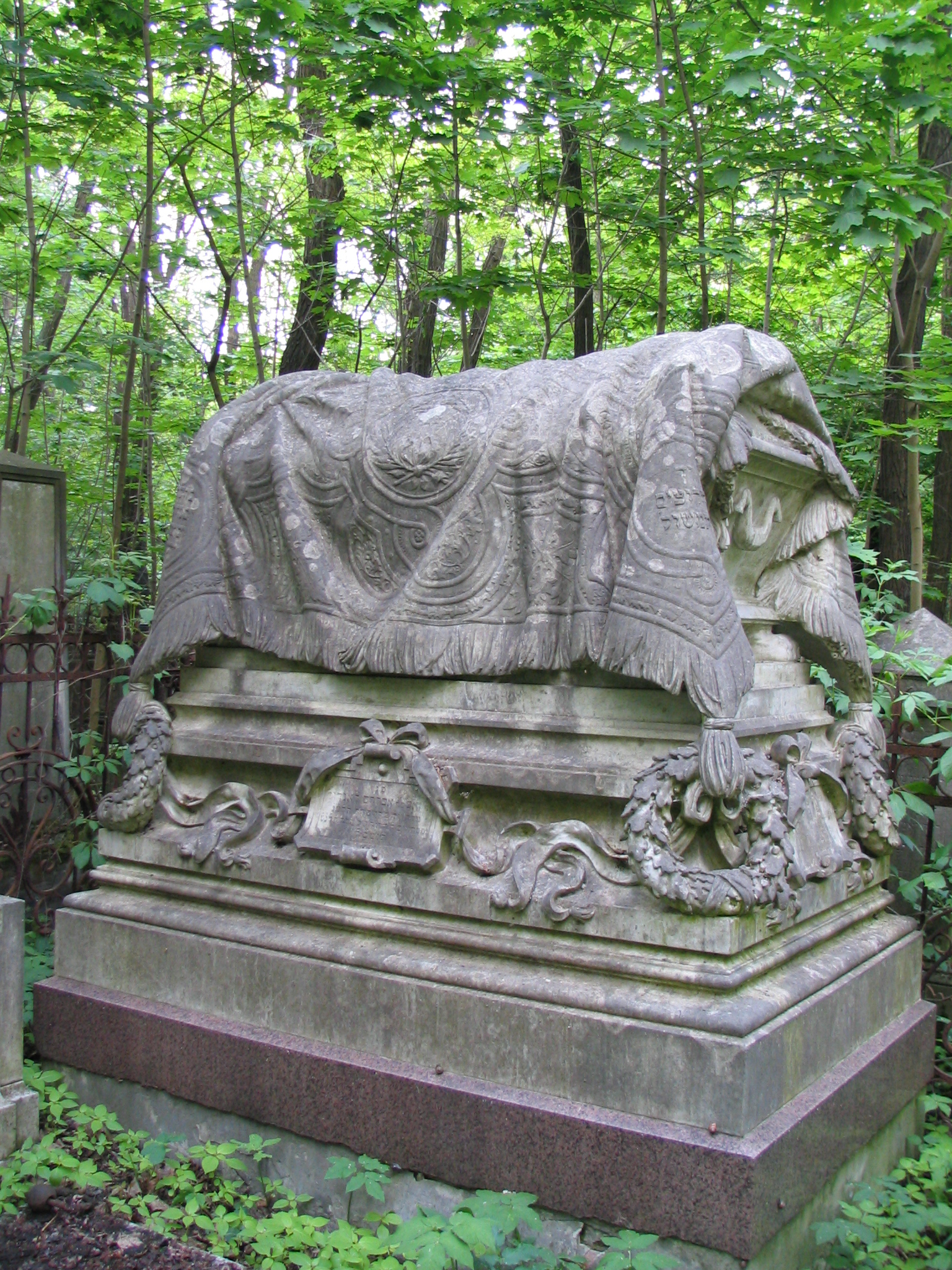
Grób Wilhelma i Ewy Landau

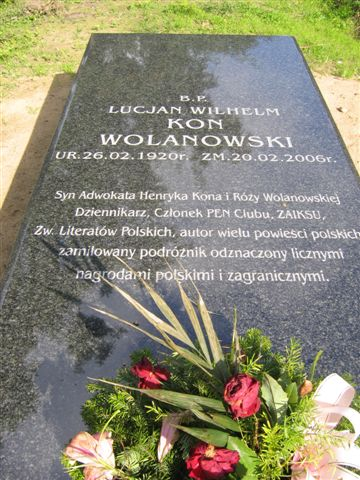
Grób Lucjana Wolanowskiego

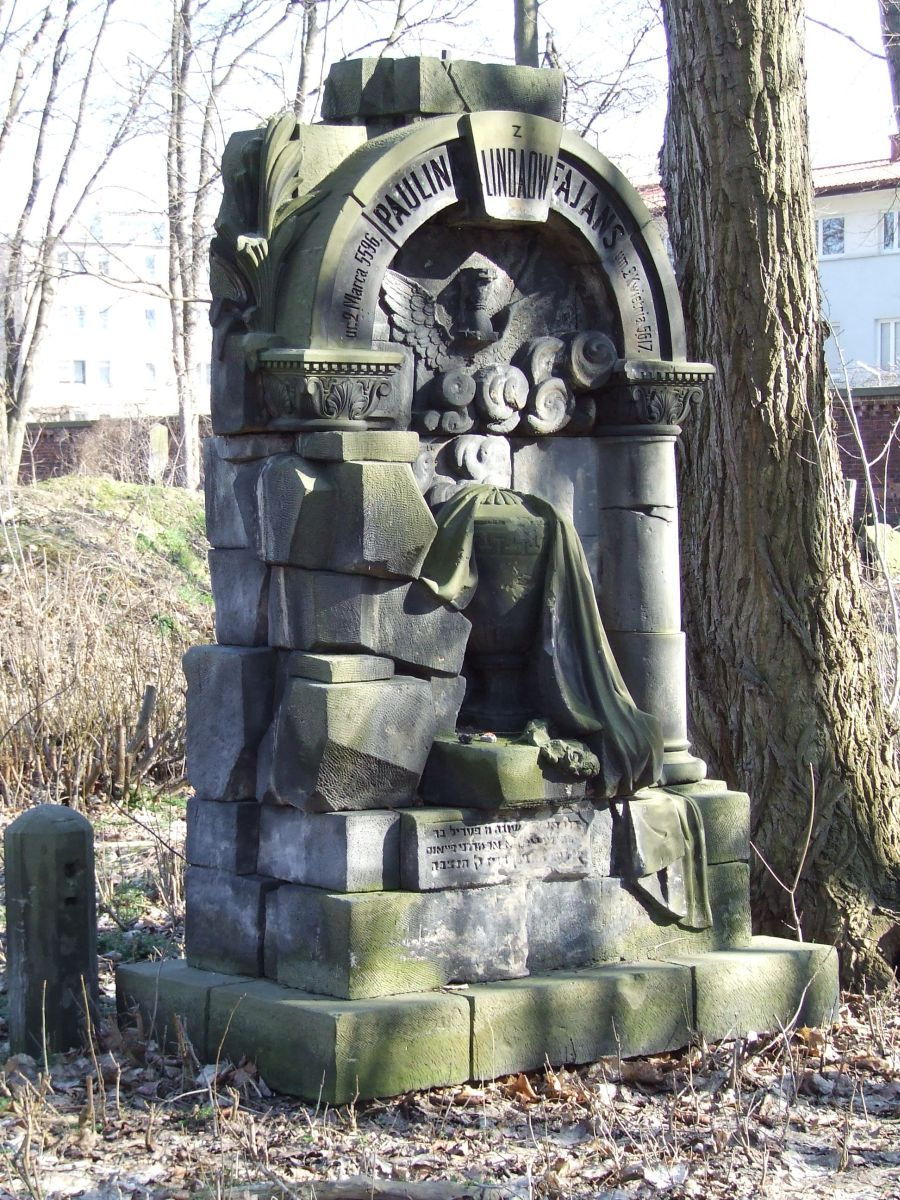
Grób Pauliny Fajans

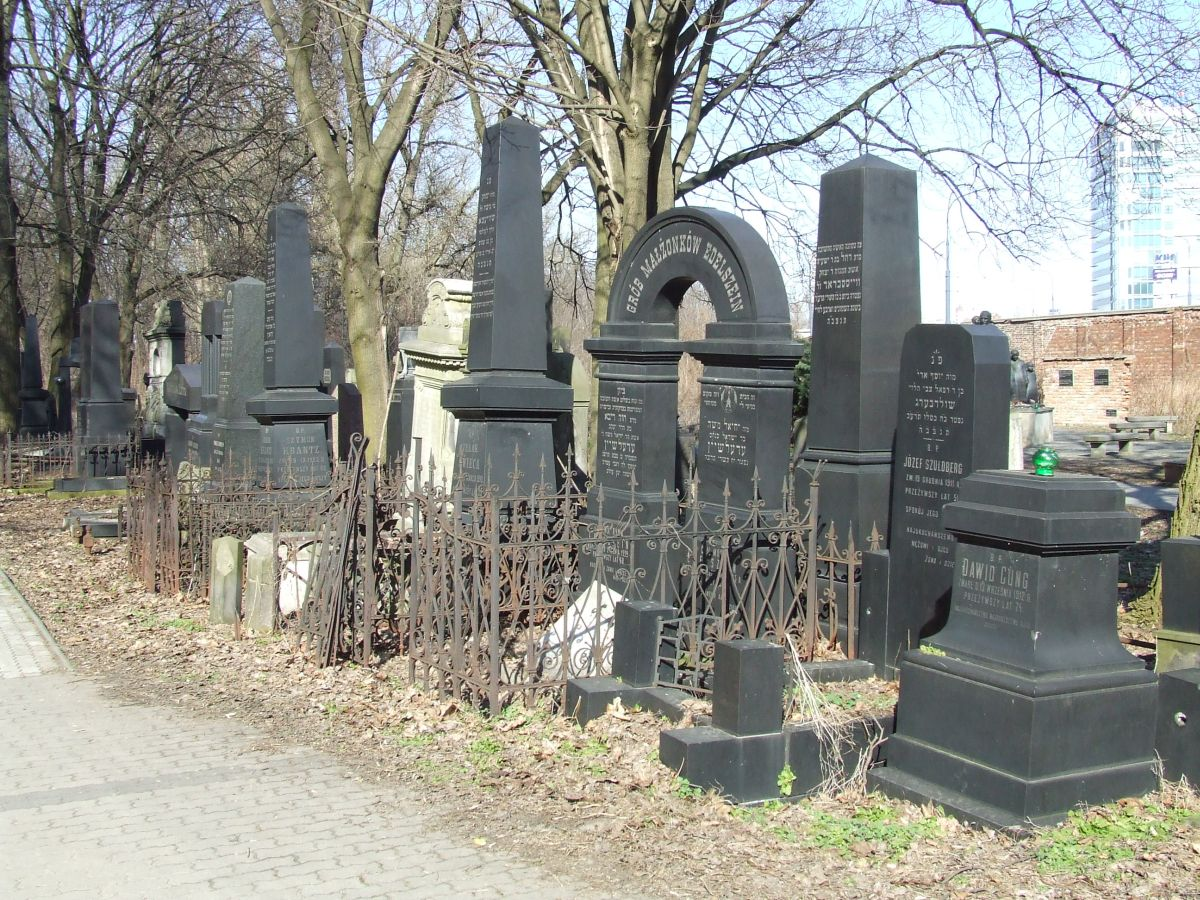
Groby przy alei głównej

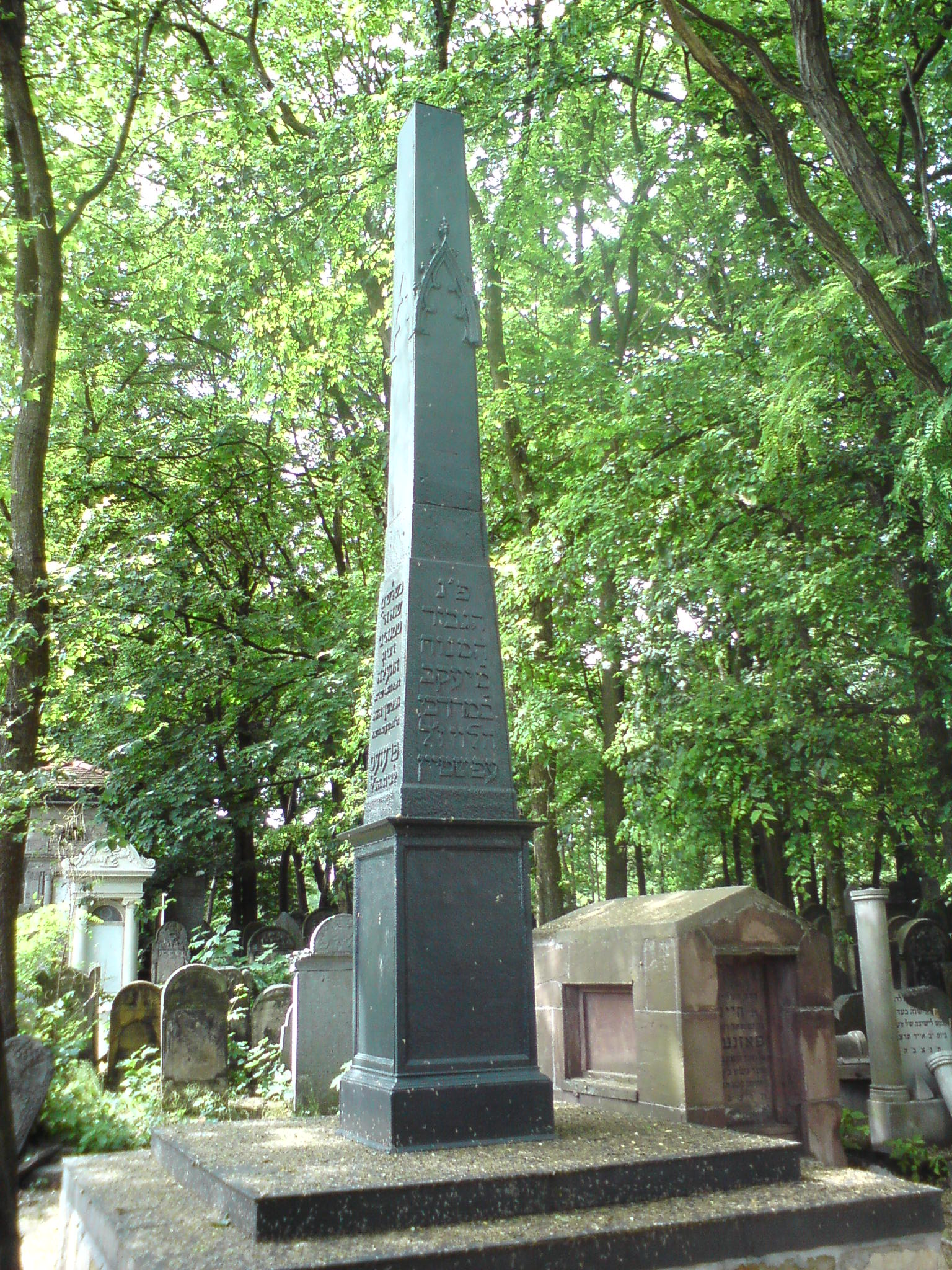
Grób Jakuba Epsteina

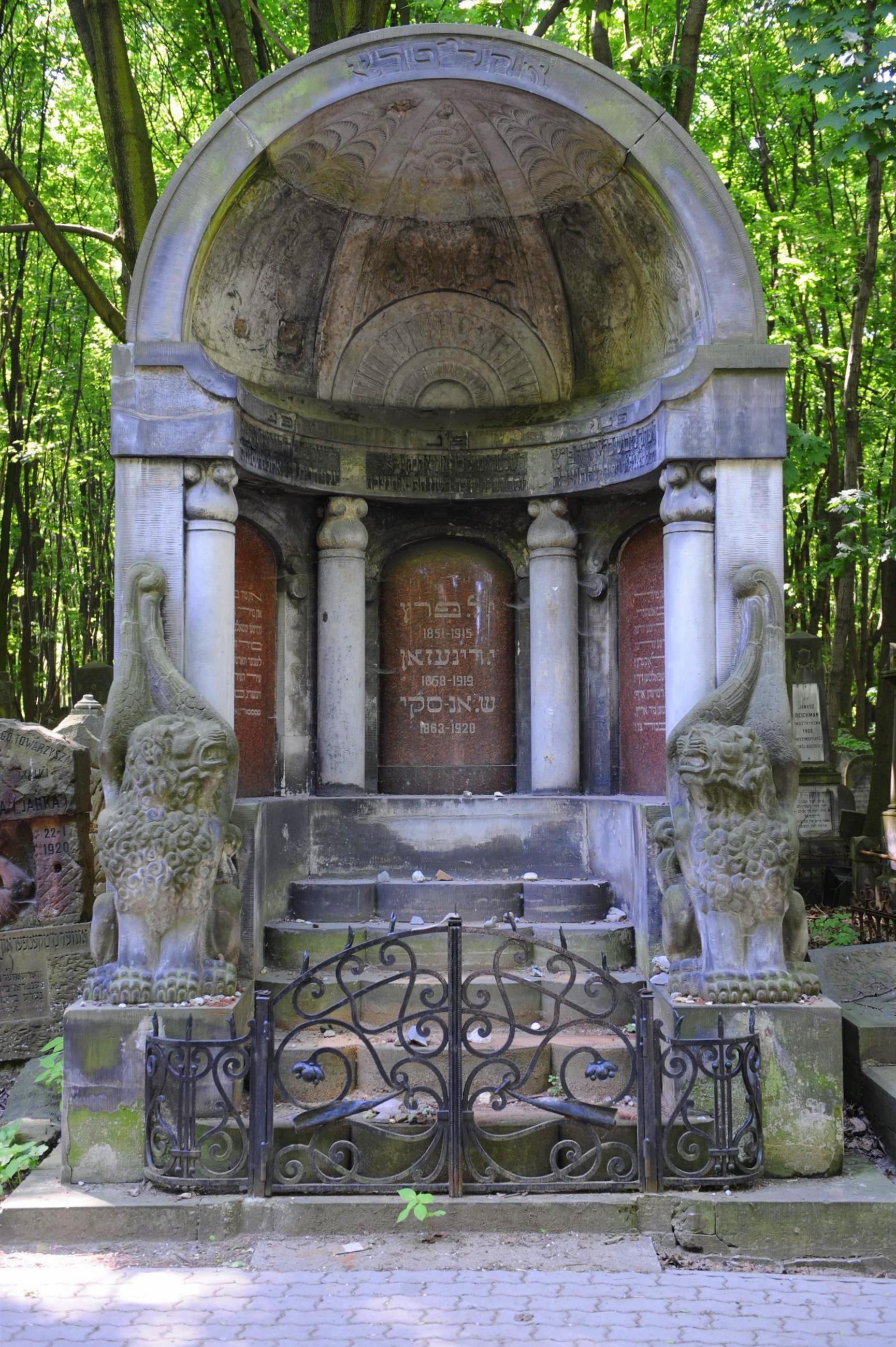
Mauzoleum Trzech Pisarzy

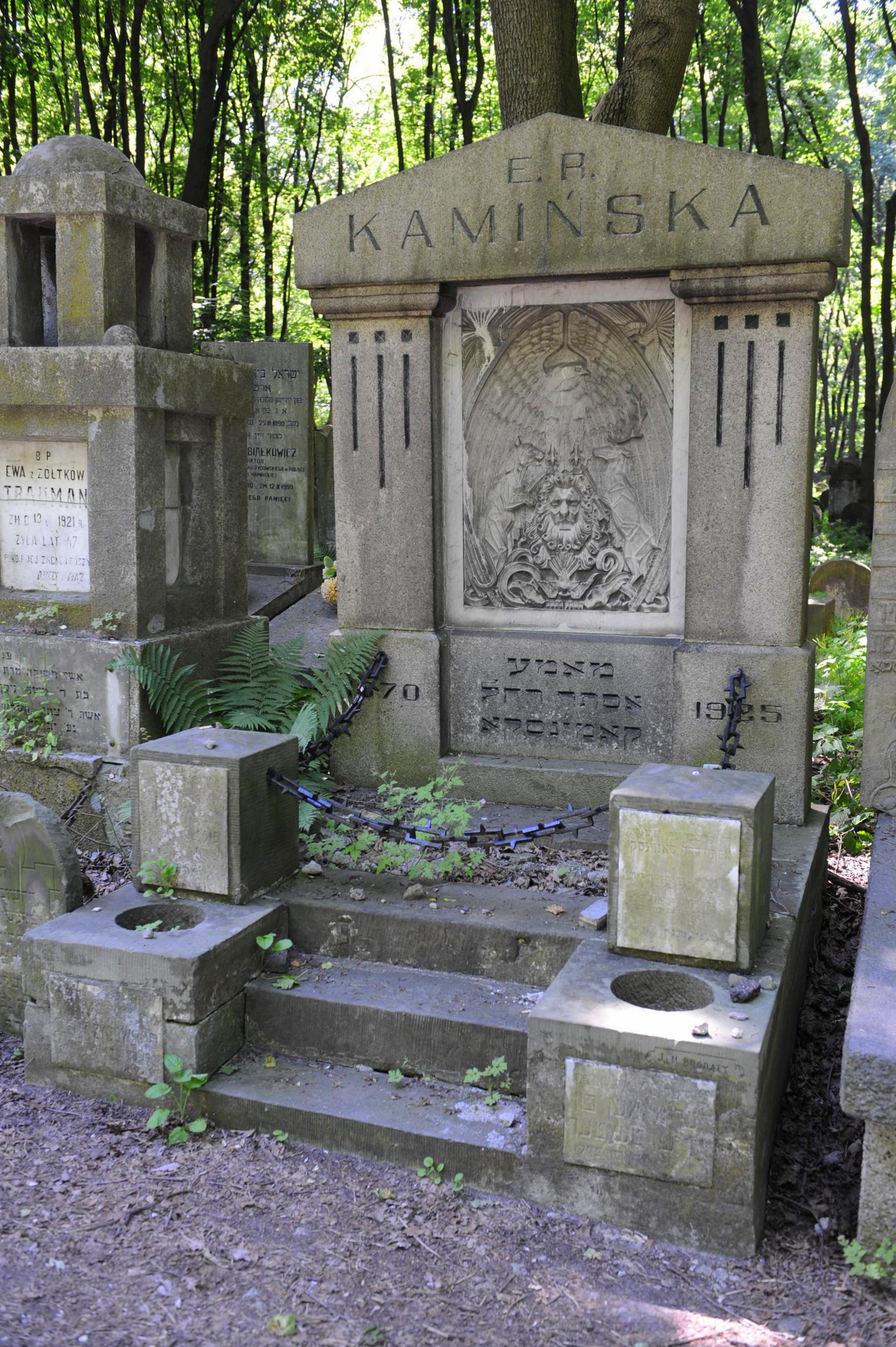
Grób Ester Rachel Kamińskiej

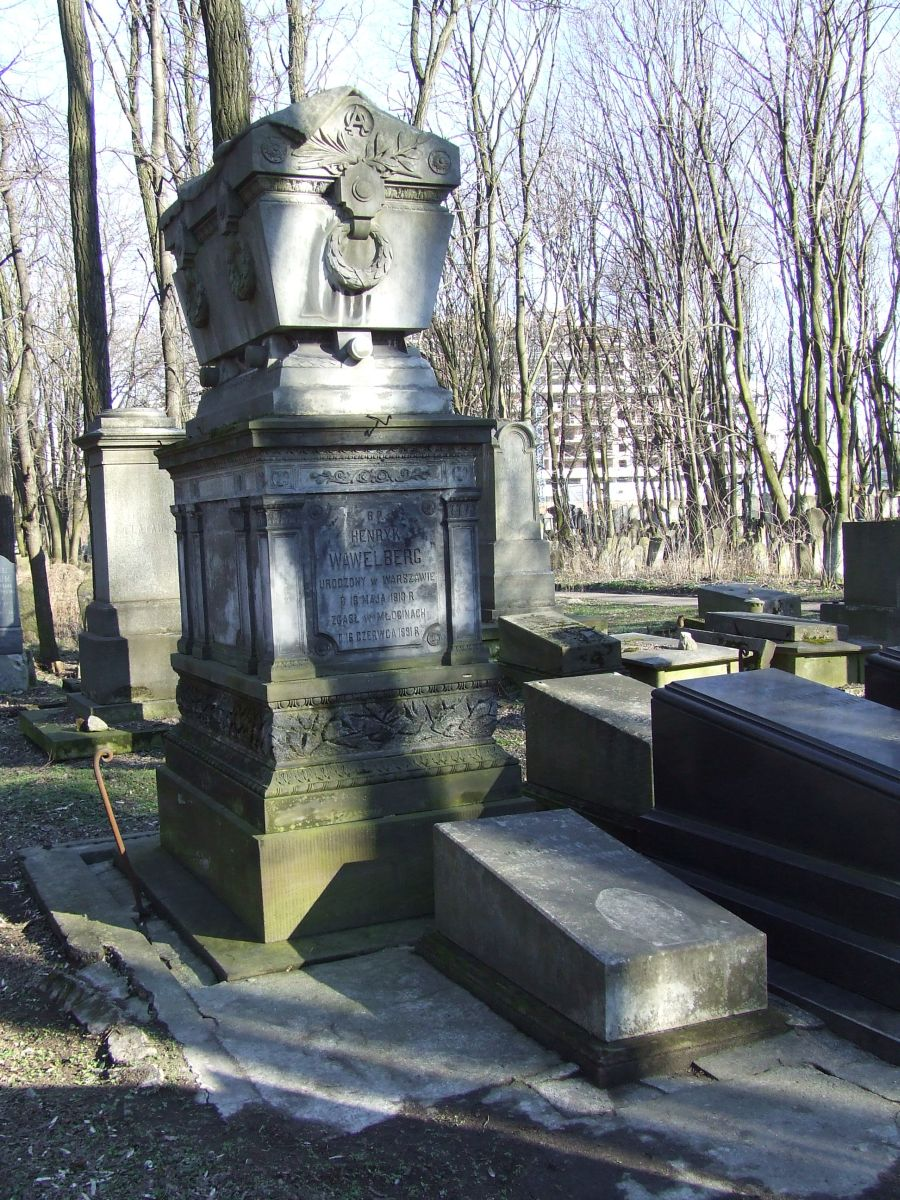
Grób Henryka Wawelberga

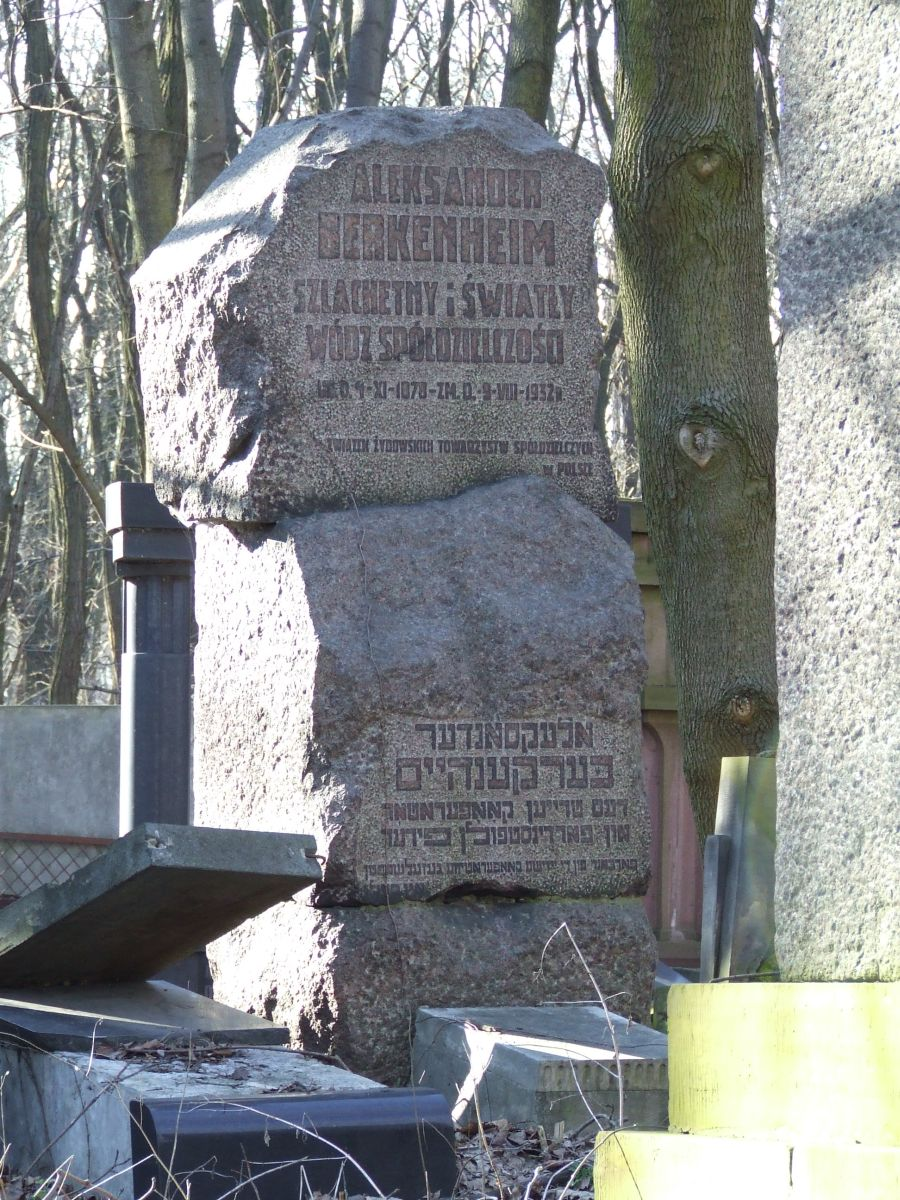
Grób Aleksandra Berkenheima

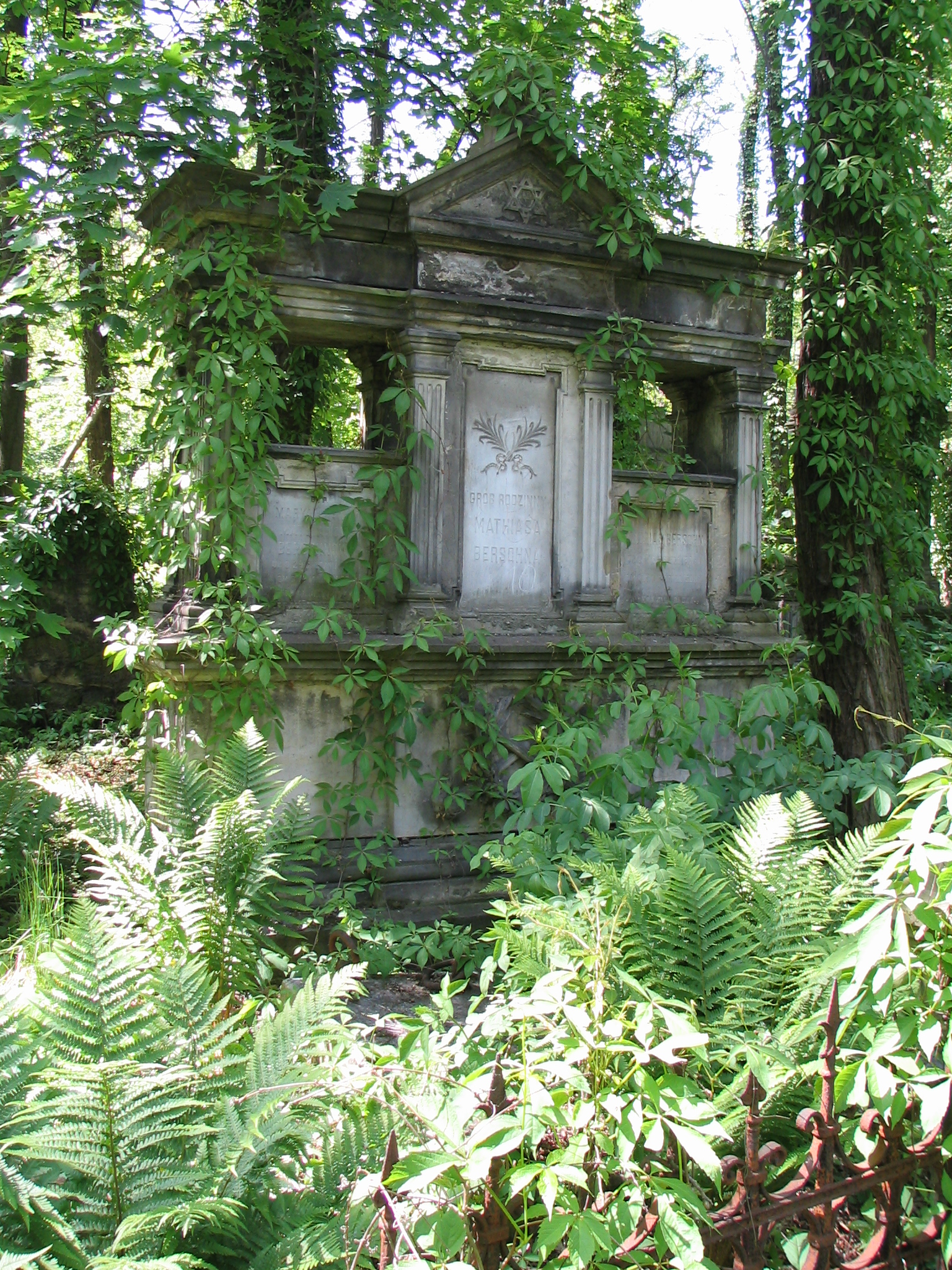
Grób Mathiasa Bersohna

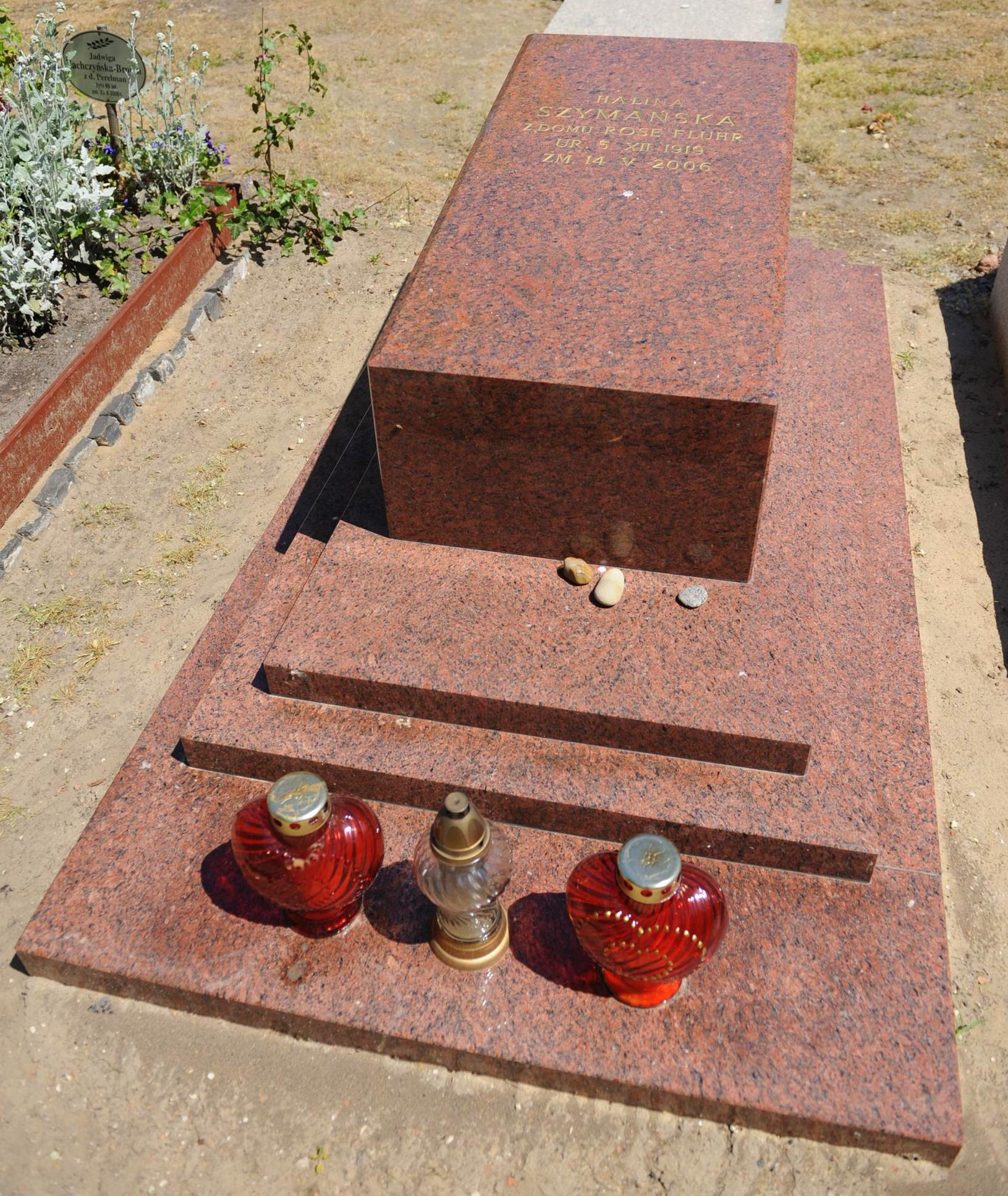
Grób Haliny Szymańskiej

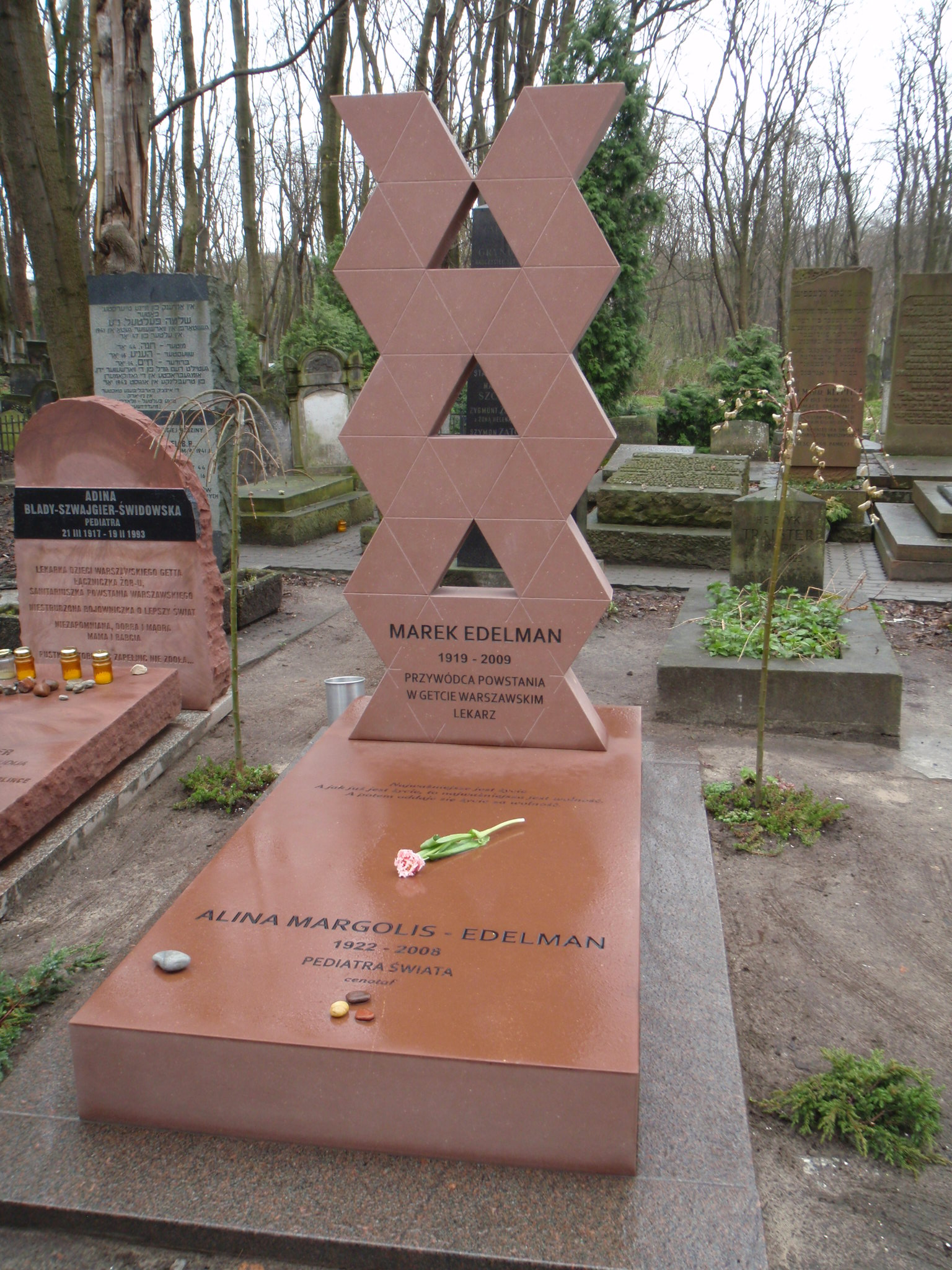
Grób Marka Edelmana

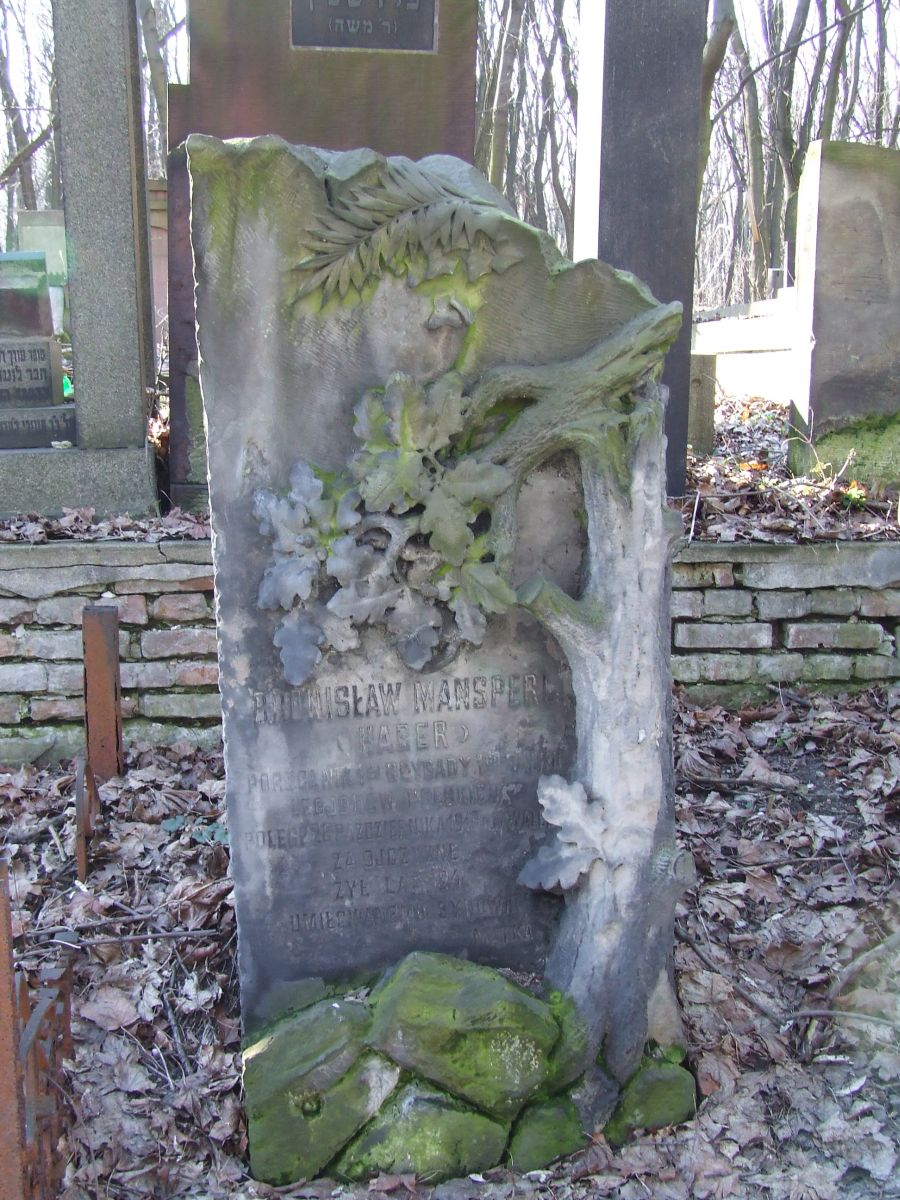
Grób Bronisława Mansperla

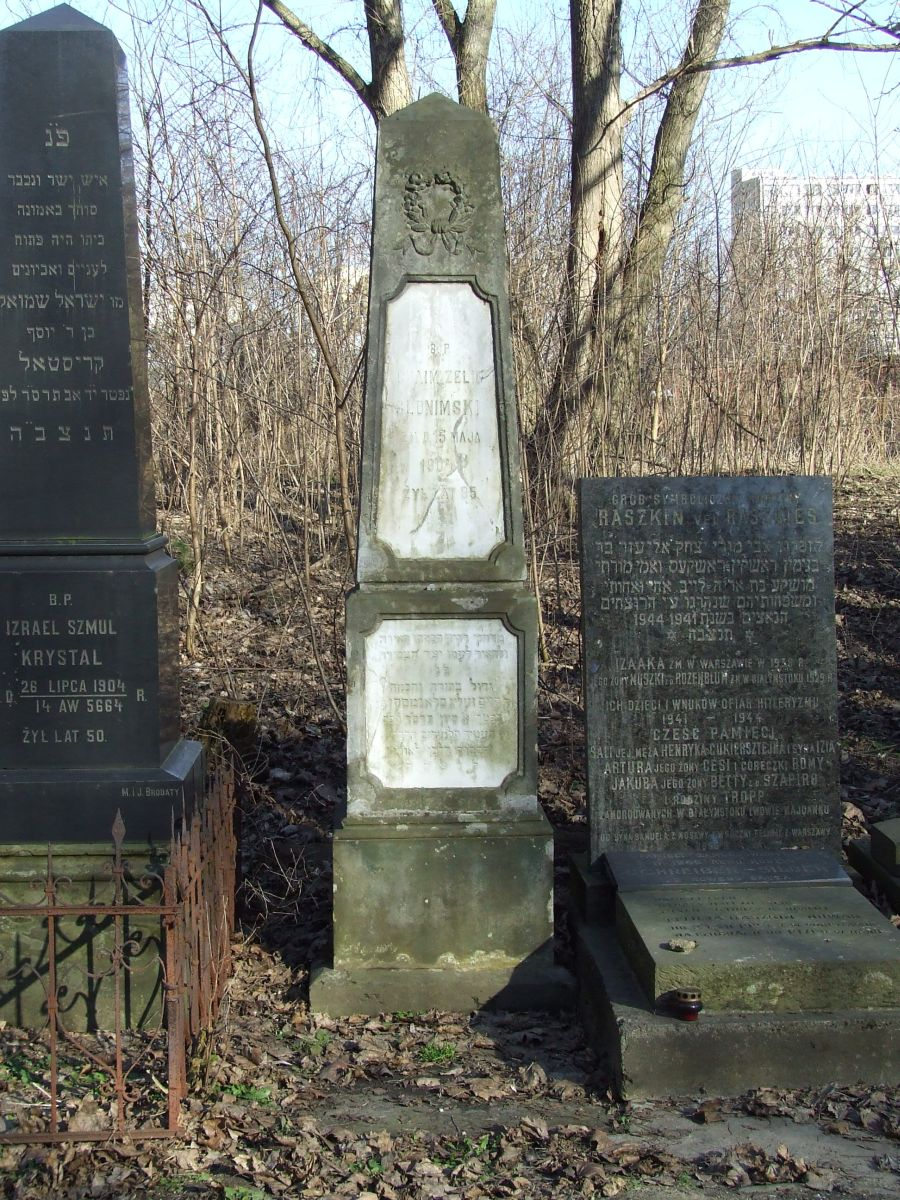
Grób Chaima Słonimskiego

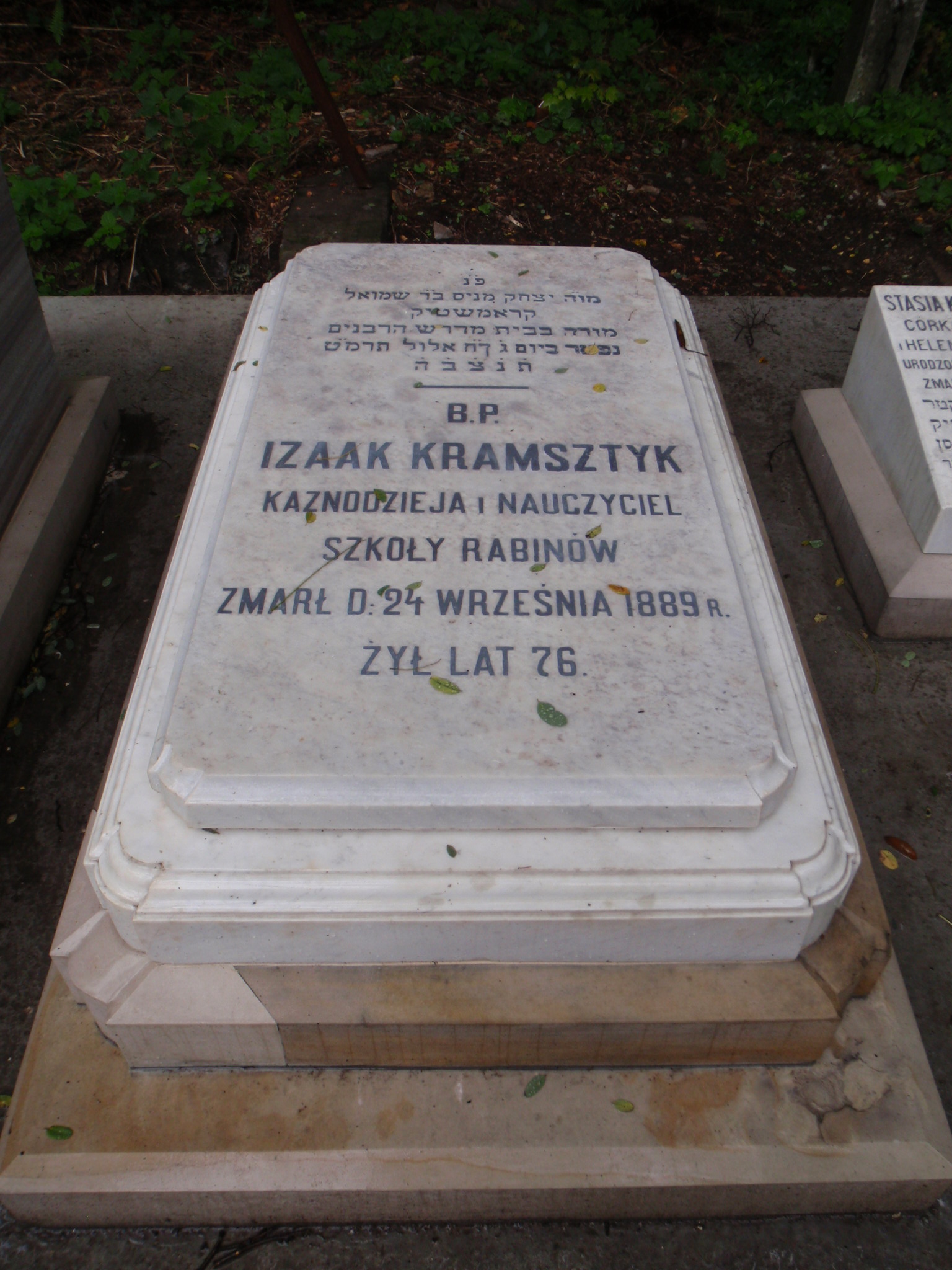
Grób Izaaka Kramsztyka

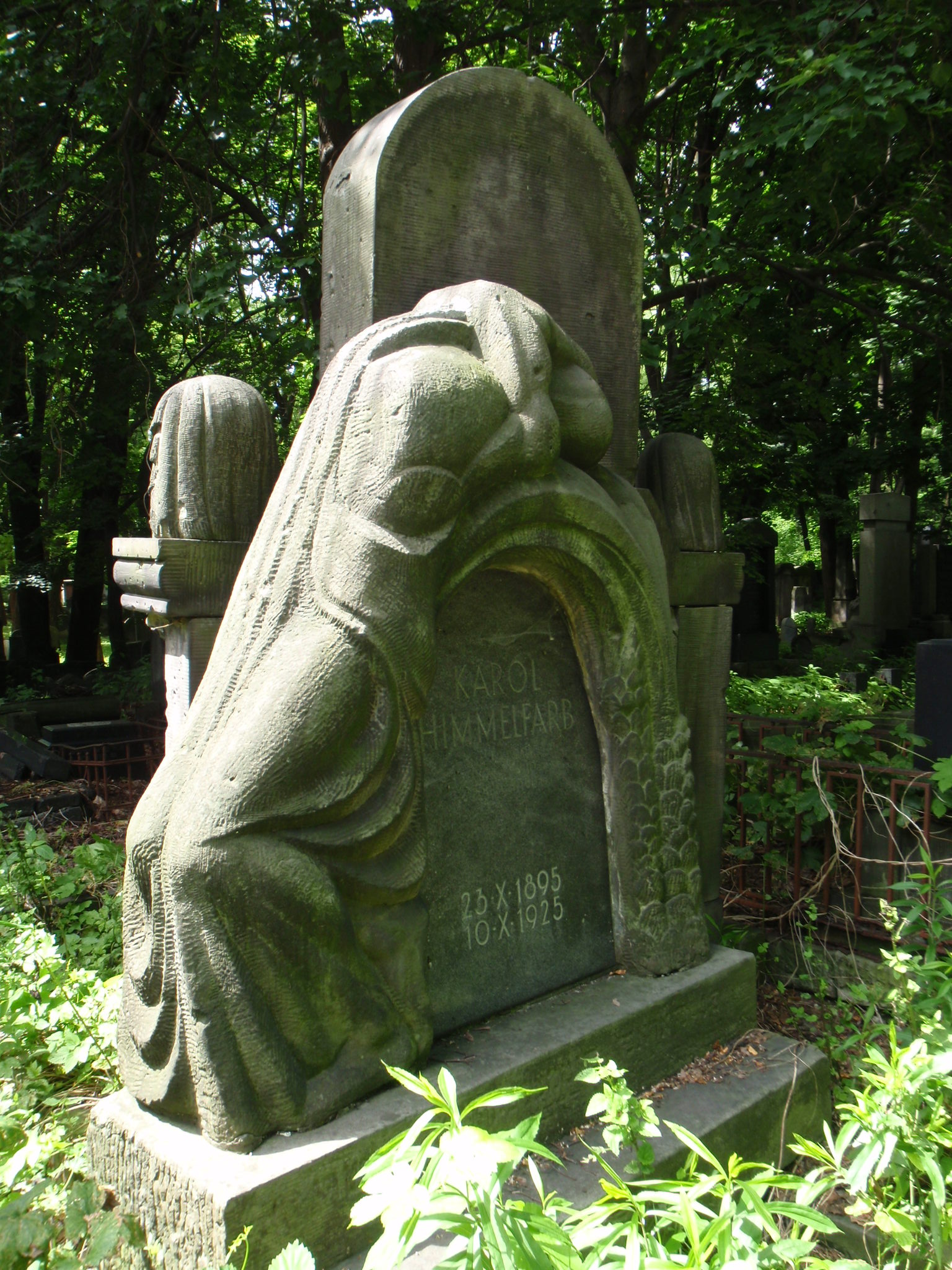
Grób Karola Himmelfarba

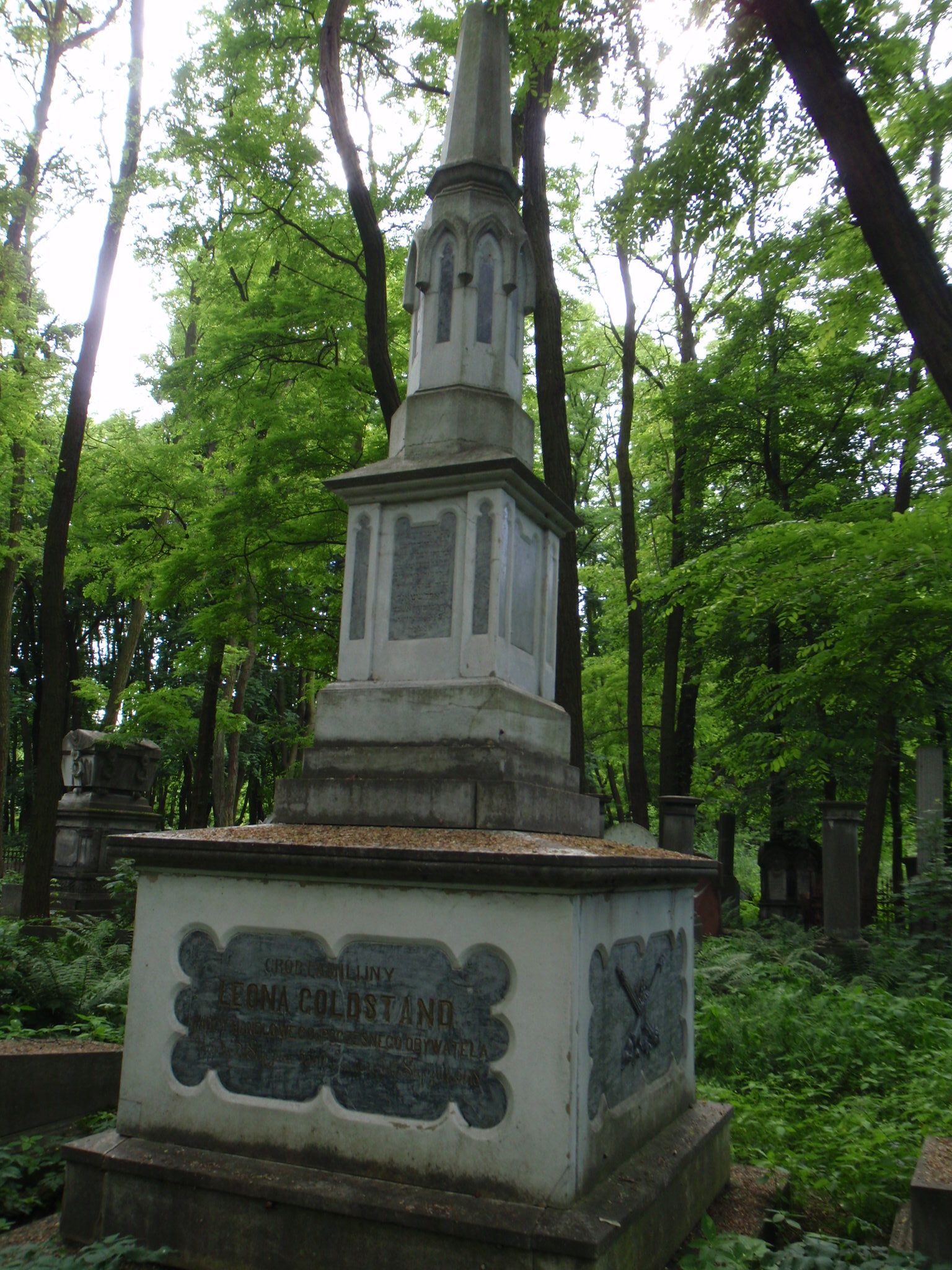
Grób Leona Goldstanda

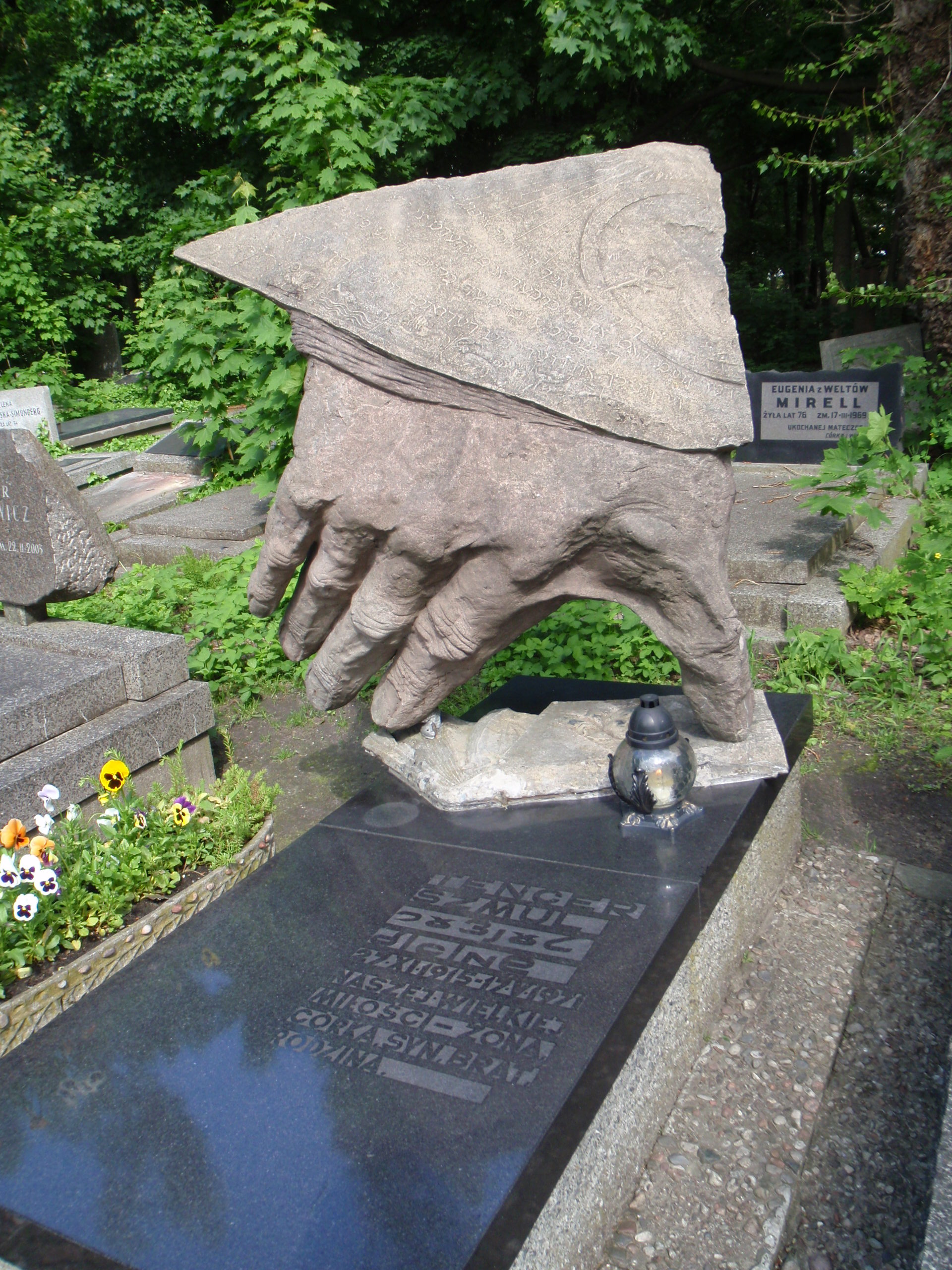
Grób Szmula Tencera

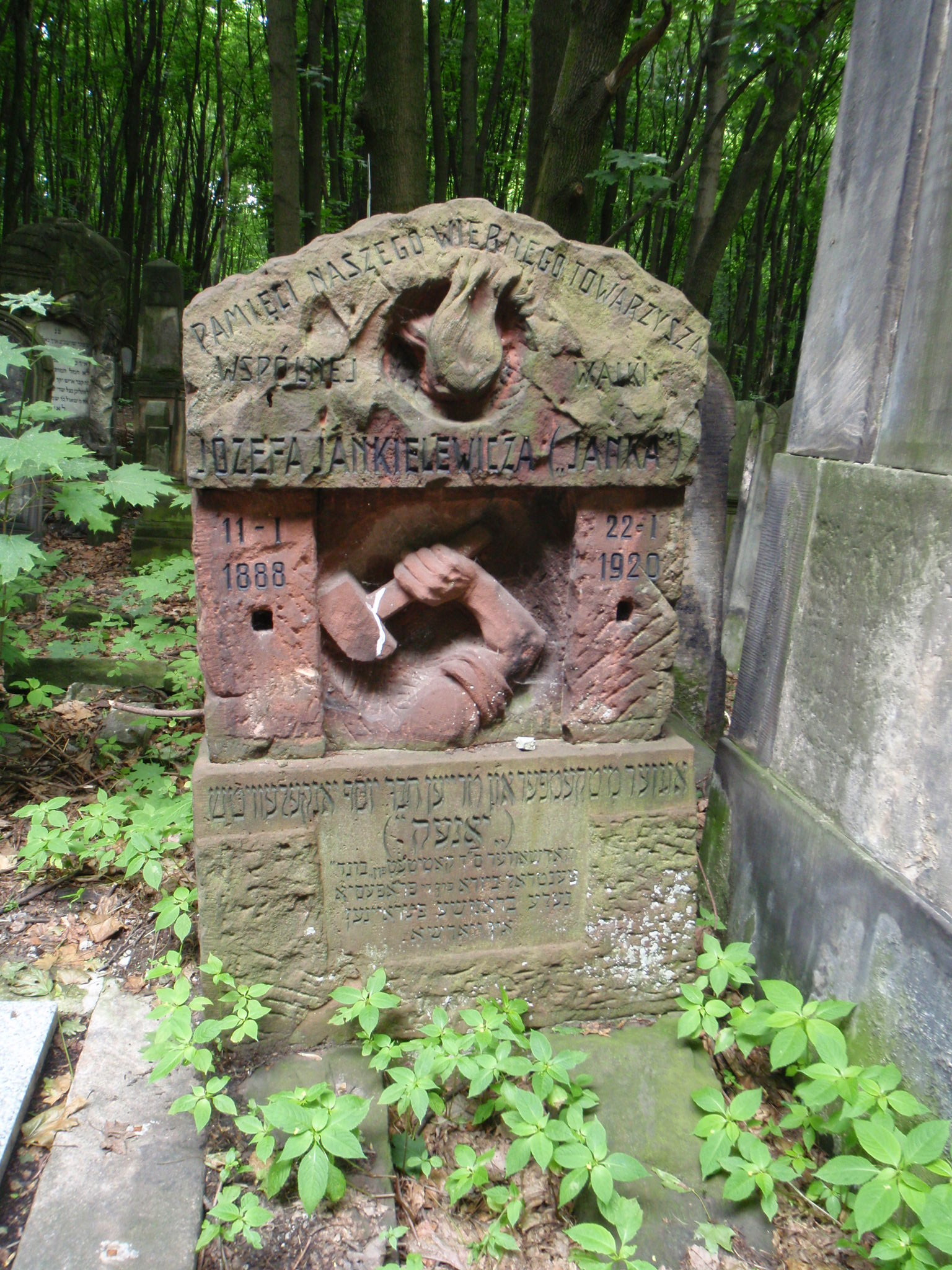
Grób Józefa Jankielewicza

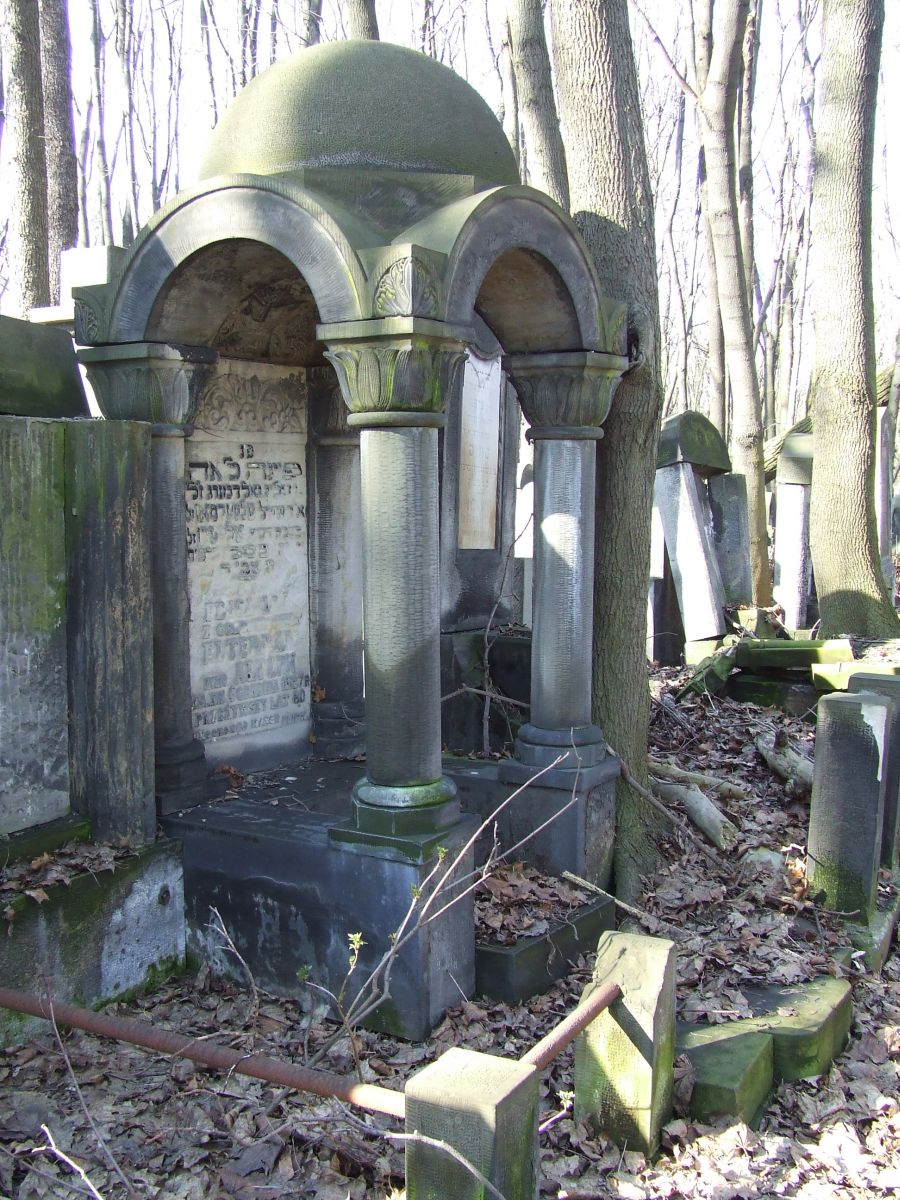
Grobowiec Fajgi Eltersonowej

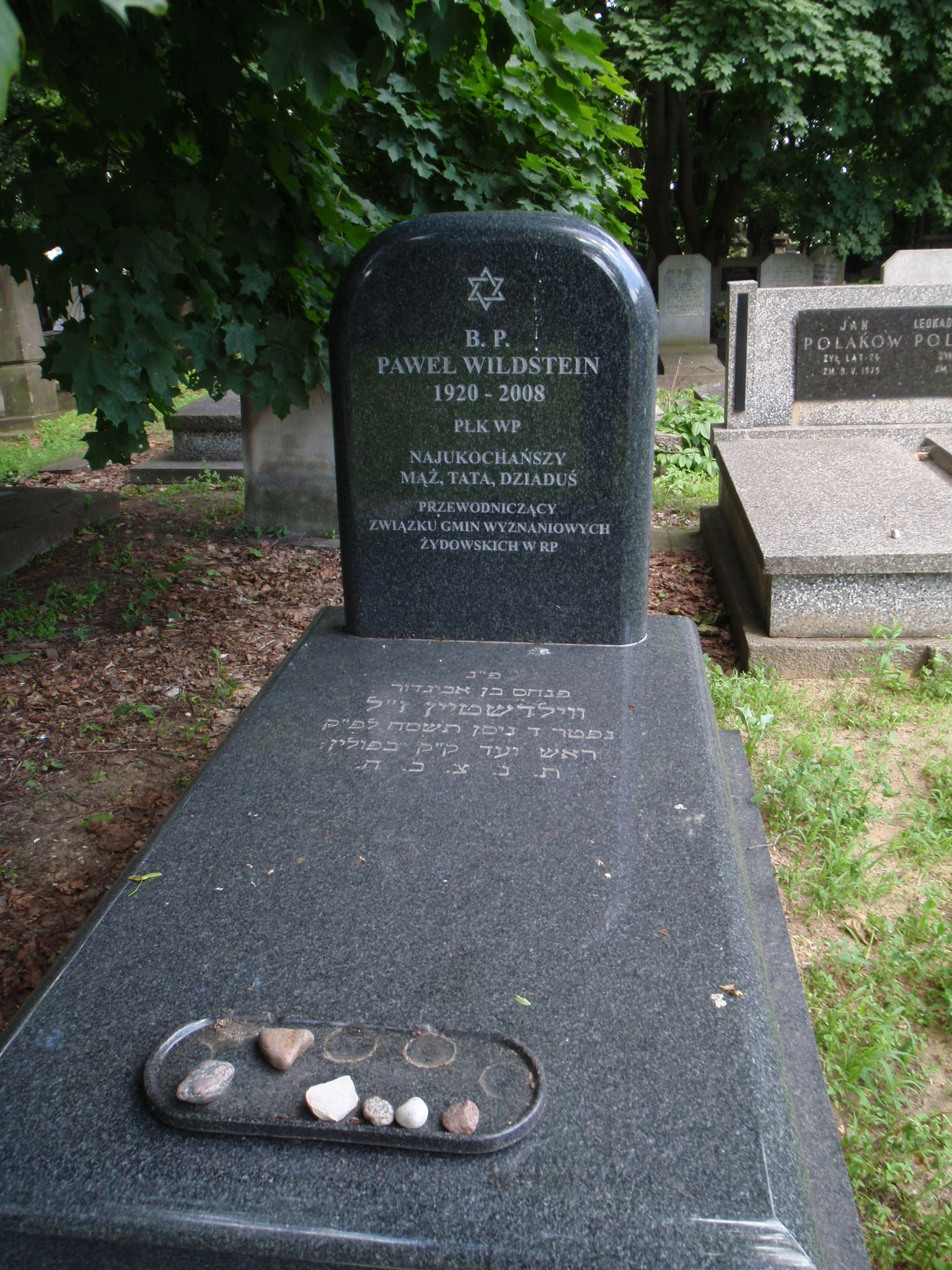
Grób Pawła Wildsteina

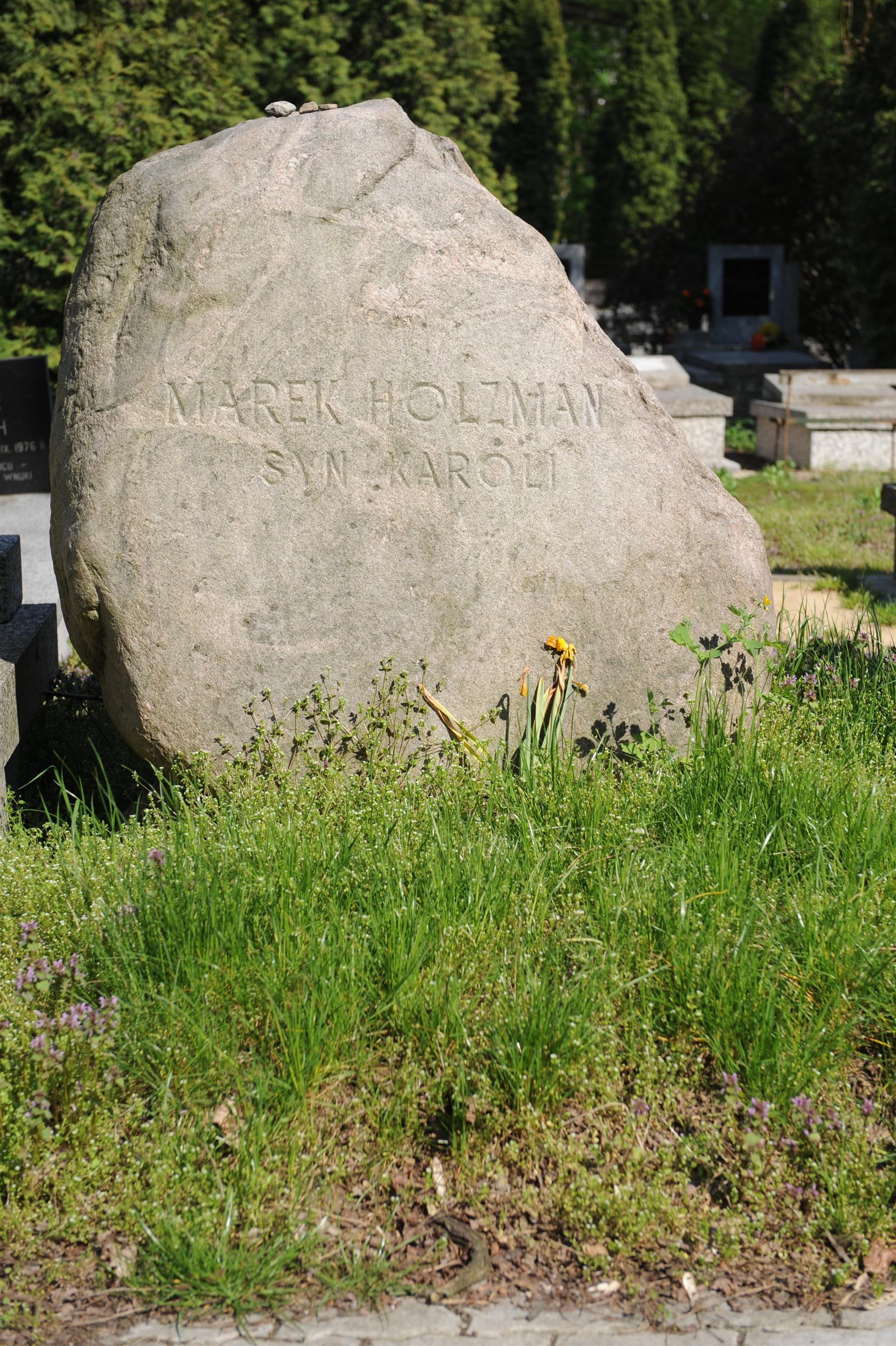
Grób Marka Holzmana

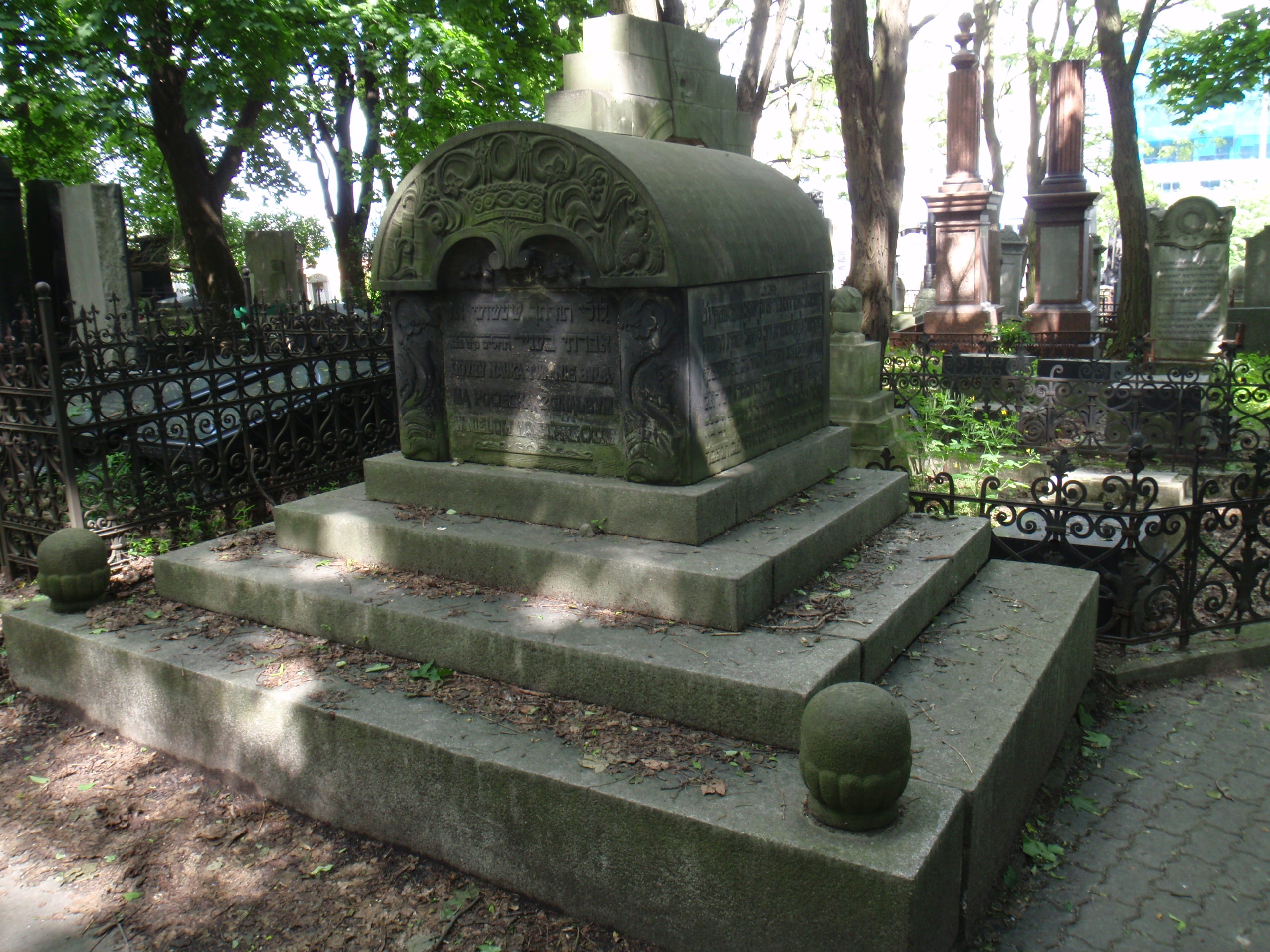
Grób Samuela Poznańskiego

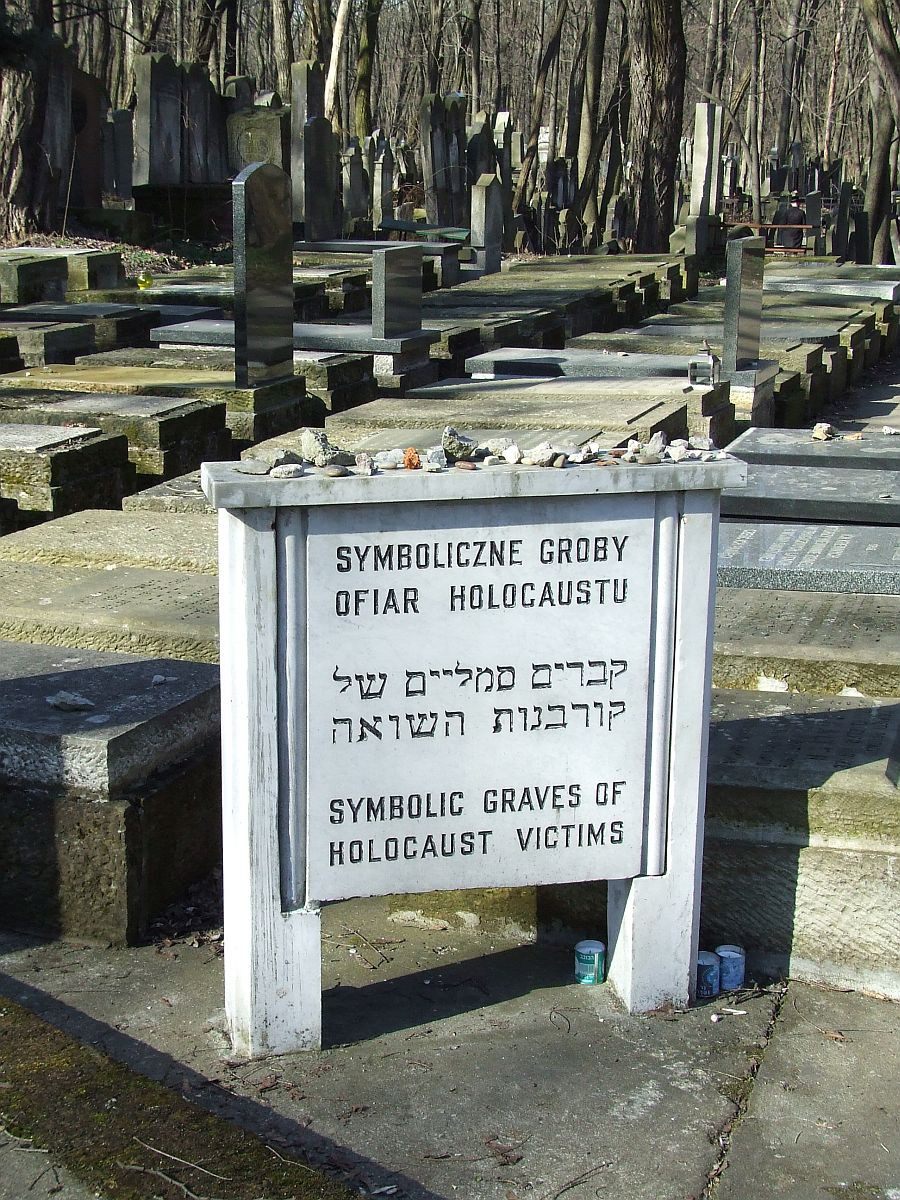
Symboliczne groby ofiar holocaustu

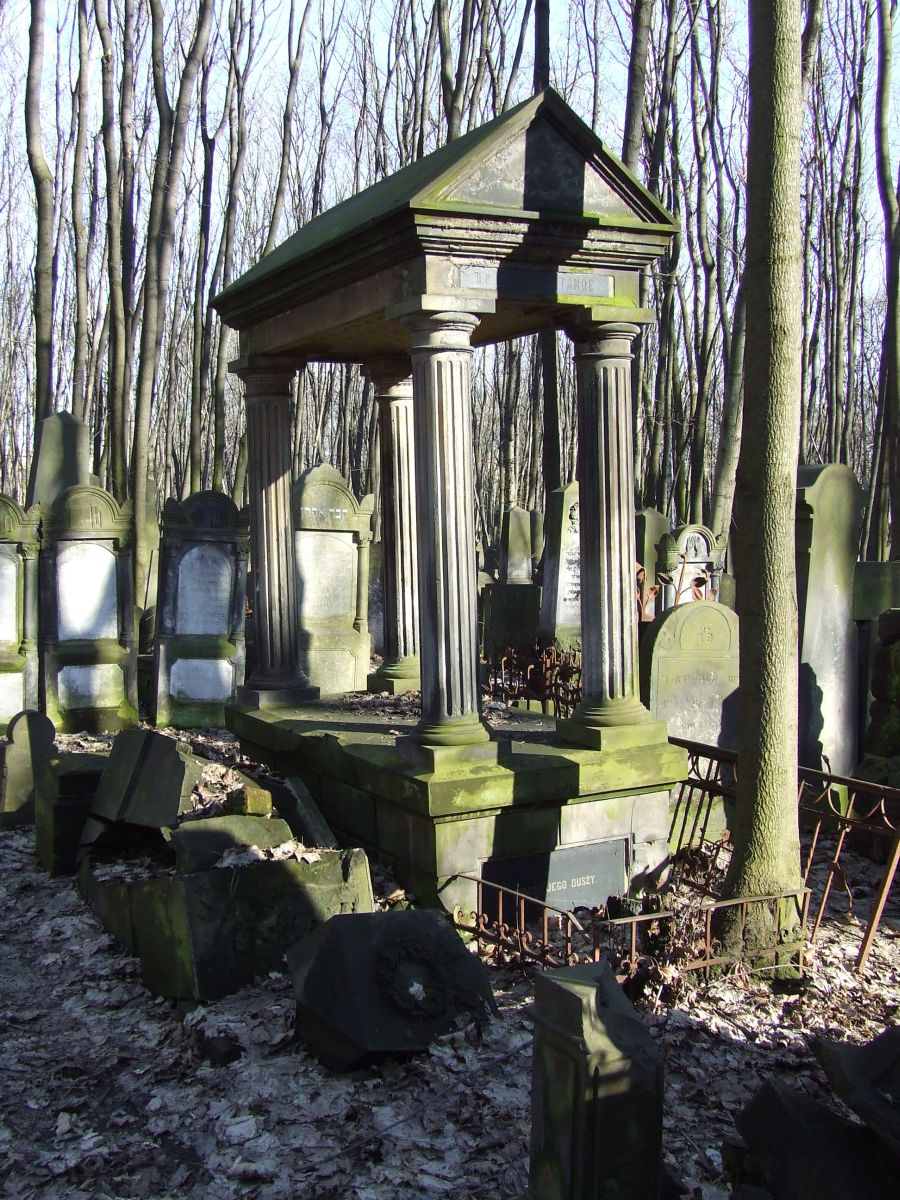
Grobowiec Henryka Sztande

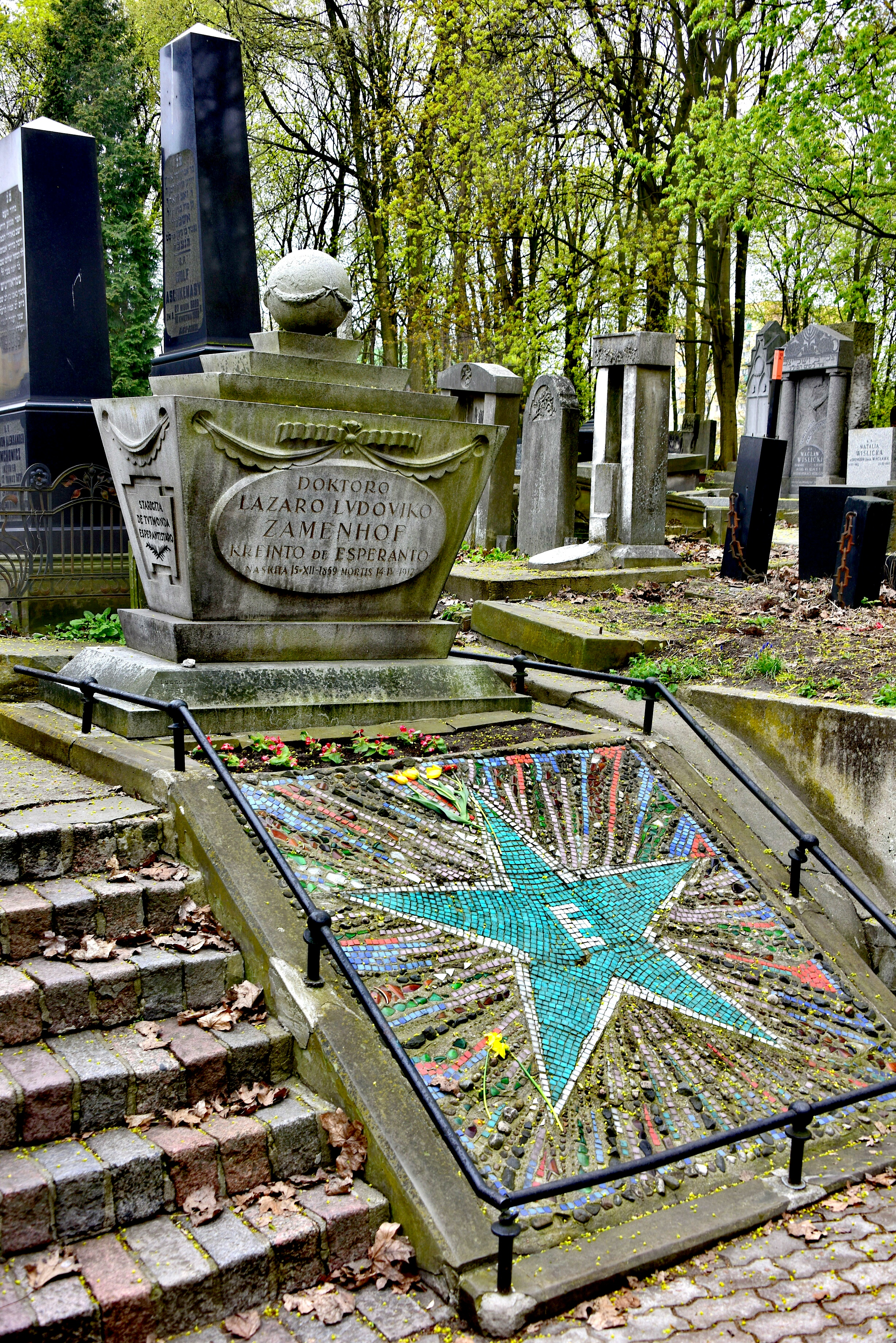
Grób Ludwika Zamenhofa

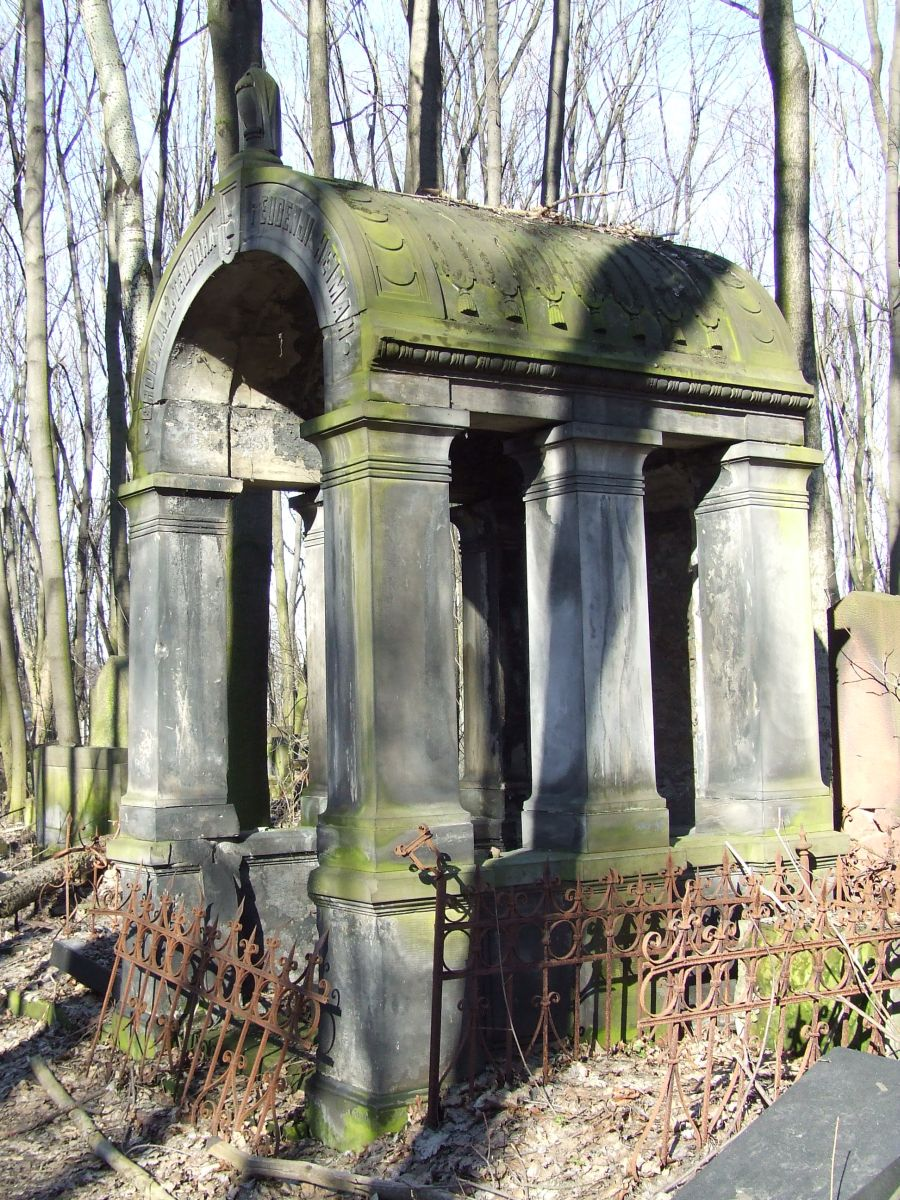
Grobowiec Teodora i Eugenji Heiman

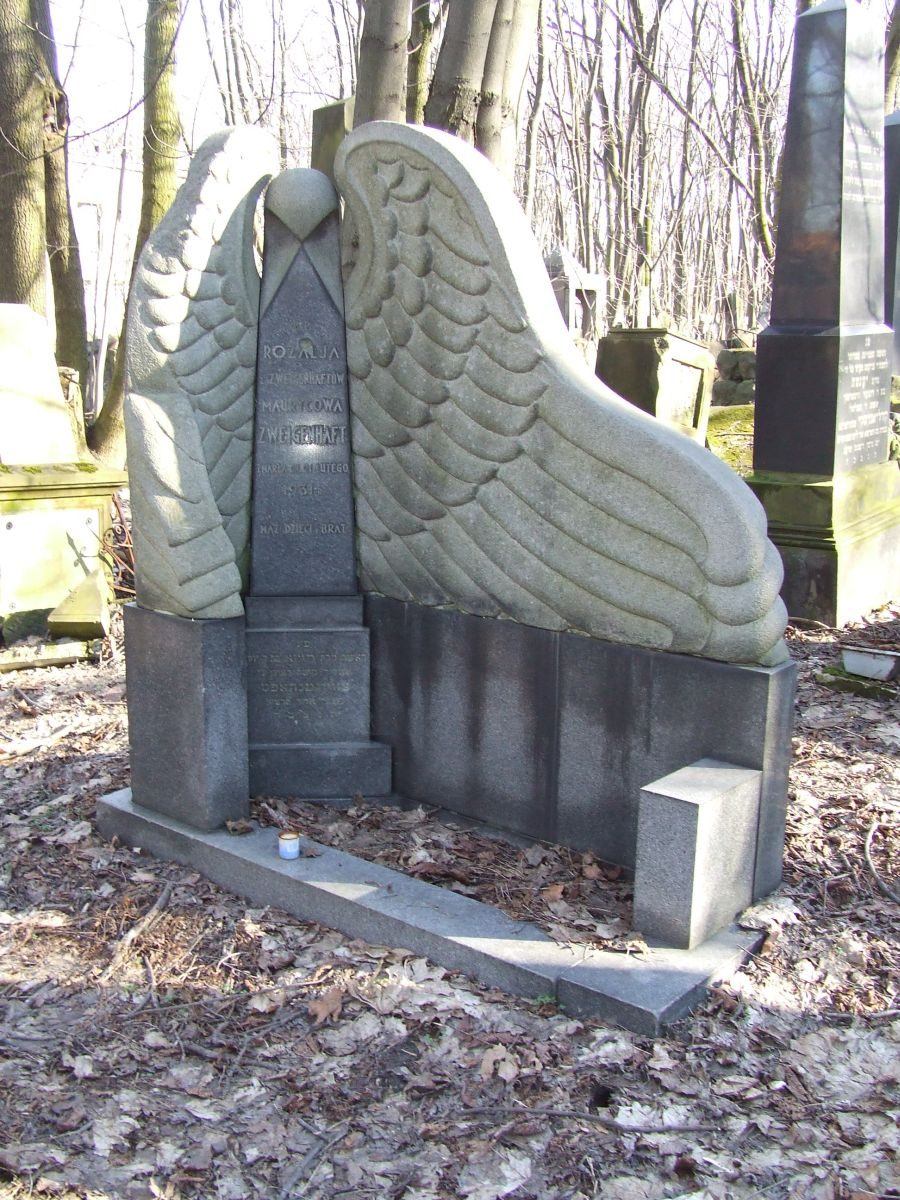
Grób Rozalii Zweigerhaft

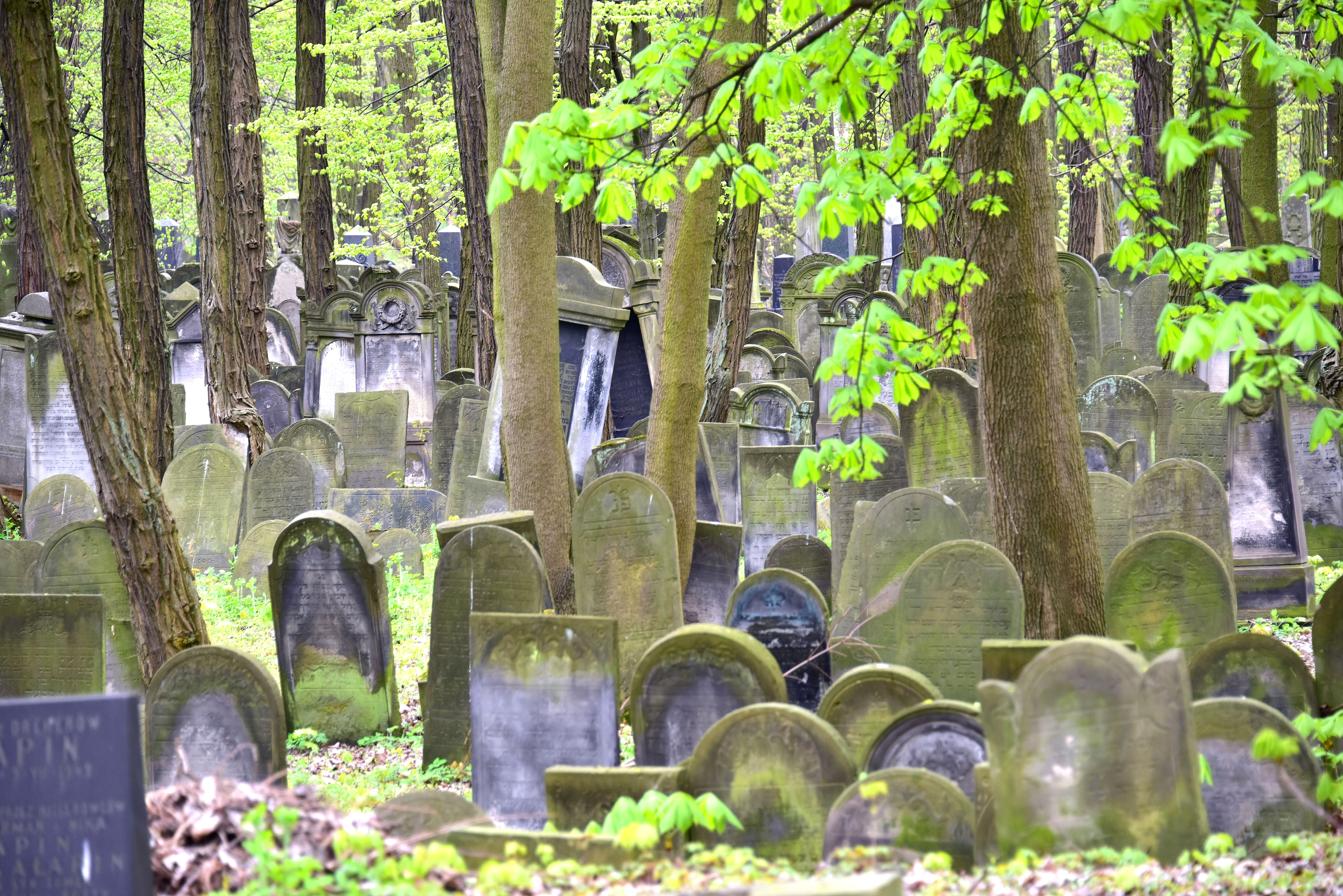
Macewy

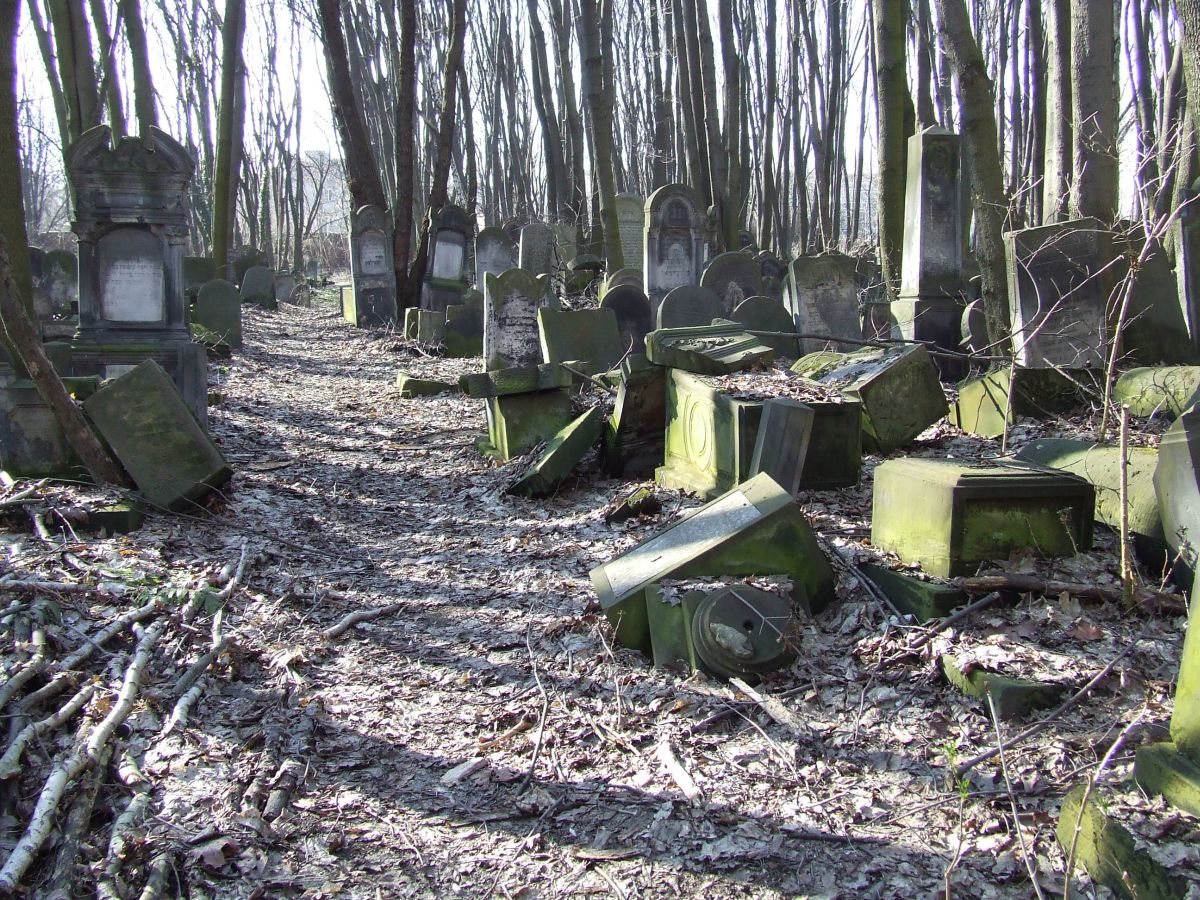
Macewy

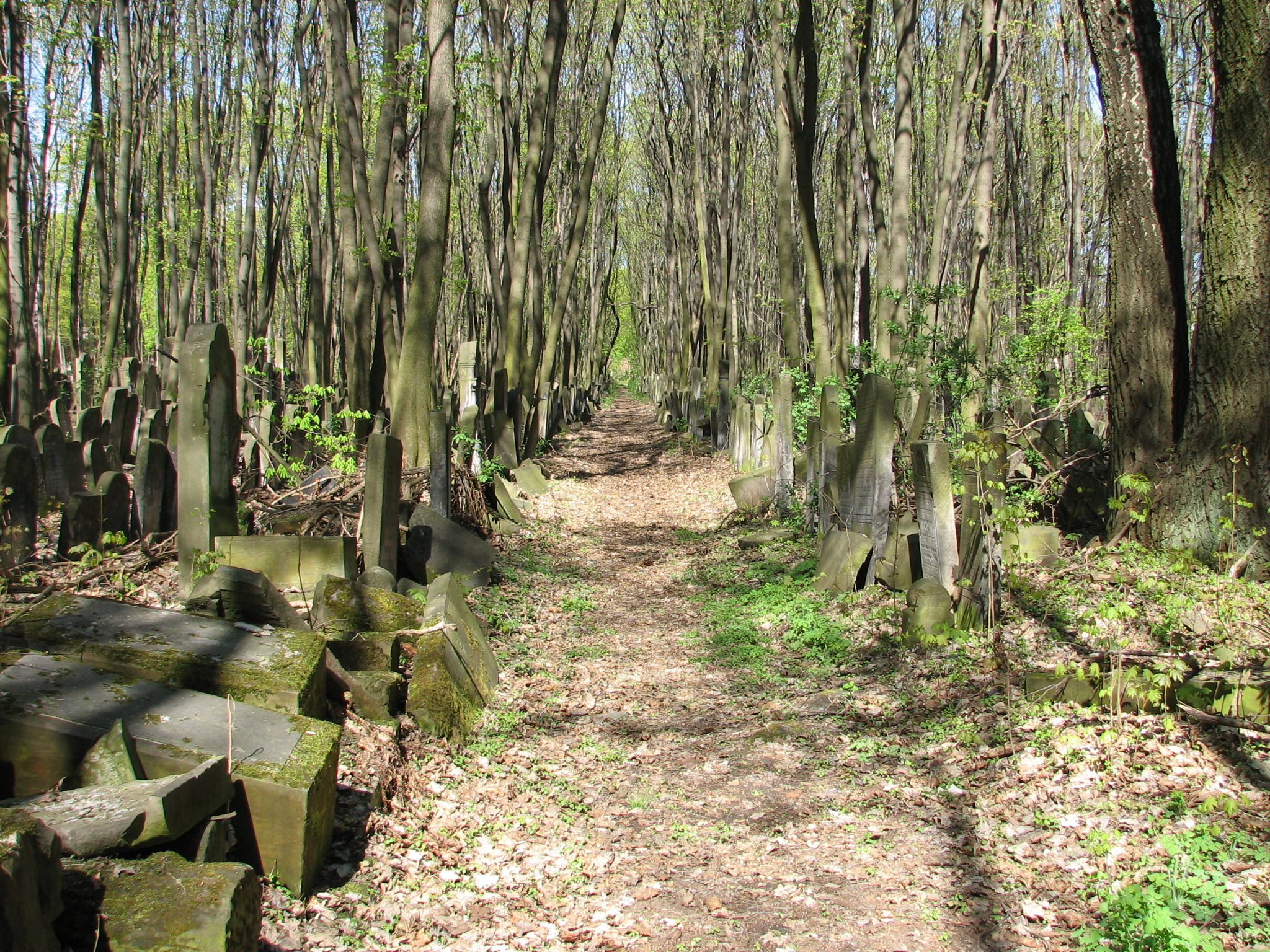
Aleja cmentarna

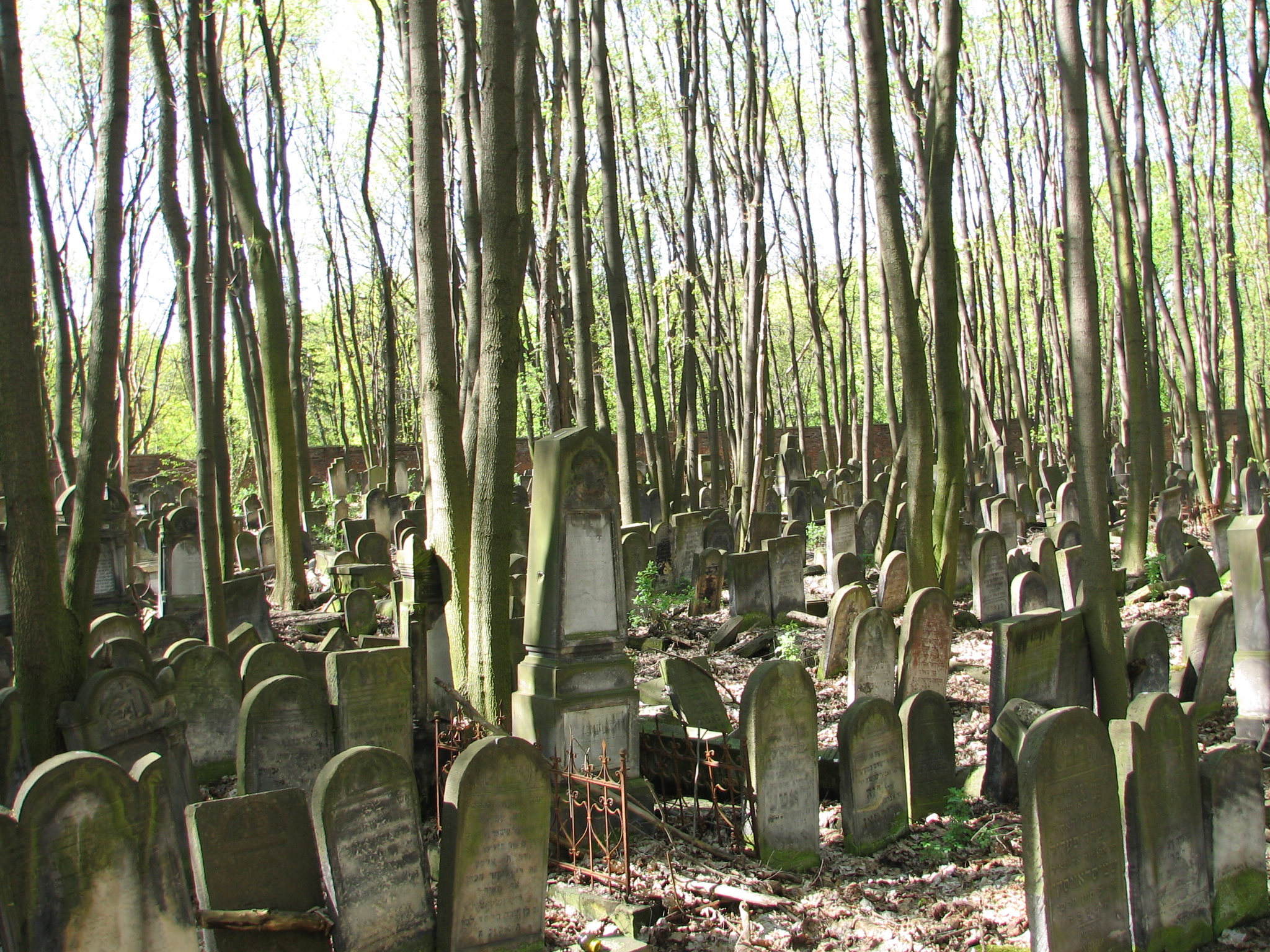
Macewy

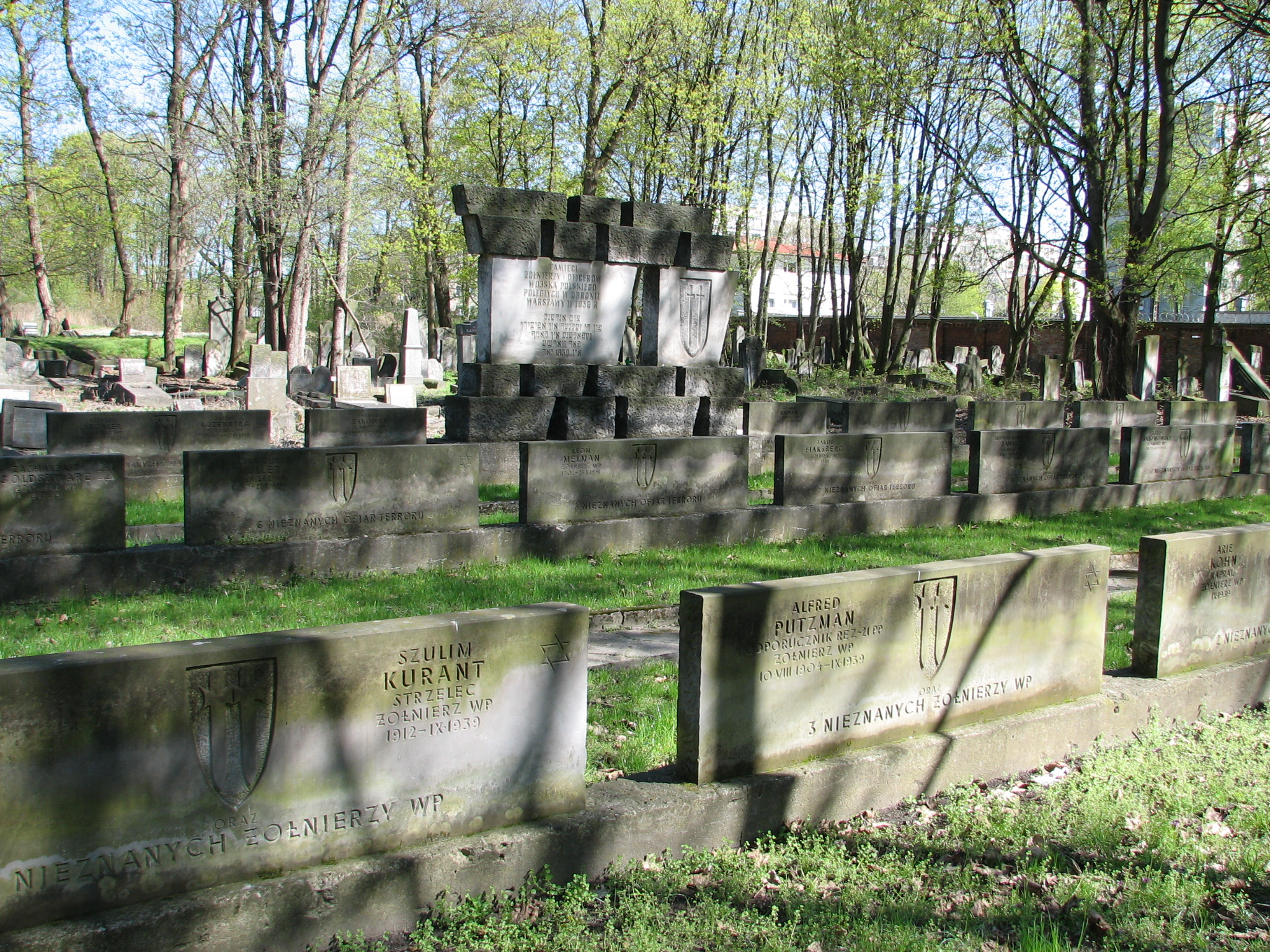
Kwatera nieznanych żołnierzy i oficerów

- Samuel Adalberg (zm. 1939) – historyk, paremiolog i folklorysta
- Ludwik Ajnsztajn (zm. 1941) – dziennikarz
- Izrael Ałapin (zm. 1907) – nauczyciel, drukarz, księgarz i wydawca
- Jan Ałapin (zm. 1943) – dermatolog
- Szymon An-ski (zm. 1920) – pisarz jidysz, publicysta, badacz folkloru
- Emil Apfelbaum (zm. 1946) – internista i kardiolog
- Wiktor Arkin (zm. 1982) – okulista
- Szymon Askenazy (zm. 1935) – historyk, głównie stosunków międzynarodowych XVIII i XIX w.

- Majer Bałaban (zm. 1942) – historyk orientalista, badacz dziejów Żydów w Polsce
- Zofia Banet-Fornalowa (zm. 2012) – historyk, esperantystka.
- Paulina Bauman (zm. 1912) – filantropka, fundatorka Szpitala Dziecięcego i szkół rzemieślniczych dla dziewcząt
- Salomon Bauman (zm. 1876) – kupiec, fundator Szpitala Dziecięcego
- Maks Baumritter (zm. 1892) – bankier
- Salomon Belis-Legis (zm. 1995) – literat
- Leon Berenson (zm. 1943) – prawnik, obrońca w procesach politycznych PPS
- Aleksandra Bergman (zm. 2005) – historyk i publicystka
- Stefan Bergman (zm. 2000) – publicysta i działacz komunistyczny
- Zofia Bergman-Zarębska (zm. 2013) – biolog
- Gabriel Bergson (zm. 1844) – kupiec
- Gustaw Bergson (zm. 1908) – kupiec
- Józef Bergson (zm. 1898) – bankier
- Ludwik Bergson (zm. 1857) – kupiec
- Ludwik Bergson (zm. 1940) – przedsiębiorca, filantrop, działacz społeczny
- Michał Bergson (zm. 1919) – prezes warszawskiej gminy żydowskiej
- Samuel Bergson (zm. 1911) – kupiec i filantrop
- Aleksander Berkenheim (zm. 1932) – działacz spółdzielczy
- Naftali Cwi Jehuda Berlin (zm. 1893) – rektor jesziwy w Wołożynie
- Szoel Berliner (zm. 1934) – matematyk
- Hersz Berliński (zm. 1944) – członek Poalej Syjon i ŻOB
- Irena Berman-Olecka (zm. 2000) – pedagog, działaczka społeczna
- Adolf Bernhardt (zm. 1870) – chirurg
- Ignacy Bernstein (zm. 1909) – zbieracz przysłów
- Majer Bersohn (zm. 1873) – fabrykant, fundator Szpitala Dziecięcego
- Mathias Bersohn (zm. 1908) – historyk i filantrop
- Jan Berson (zm. 1913) – przemysłowiec i filantrop
- Karol Bernstein (zm. 1890) – księgarz, wydawca
- Chana Białkowicz (zm. 1962) – aktorka
- Izrael Białkowicz (zm. 1959) – aktor
- Michał Białkowicz (zm. 1990) – działacz kultury, aktor
- Salomon Biber (zm. 1931) – pisarz i dziennikarz
- Michał Biberstein (zm. 1951) – prezes Komitetu Żydowskiego we Włocławku
- Mieczysław Bibrowski (zm. 2000) – prawnik, dziennikarz, poeta, tłumacz
- Adam Bielecki (zm. 2001) – historyk
- Iza Bieżuńska-Małowist (zm. 1995) – historyk starożytności
- Maksymilian Biro (zm. 1942) – neurolog
- Adina Blady-Szwajger (zm. 1993) – lekarz
- Abrasza Blum (zm. 1943) – członek Bundu i ŻOB (symbolicznie)
- Luba Blum-Bielicka (zm. 1973) – działaczka, pielęgniarka
- Eliezer Błones (zm. 1943) – uczestnik powstania w getcie warszawskim
- Guta Błones (zm. 1943) – uczestniczka powstania w getcie warszawskim
- Jurek Błones (zm. 1943) – uczestnik powstania w getcie warszawskim
- Bernard Borg (zm. 1968) – działacz komunistyczny
- Maurycy Brauman (zm. 1879) – prezes warszawskiej gminy żydowskiej
- Mieczysław Braun (zm. 1942) – poeta, adwokat
- Sebastian Bregman (zm. 1939) – prezes warszawskiej gminy żydowskiej
- Ludwik Eliasz Bregman (zm. 1941) – neurolog
- Jan Breslauer (zm. 1897) – księgarz
- Szmuel Bresław (zm. 1942) – publicysta, działacz ruchu oporu w getcie warszawskim
- Mojżesz Broderson (zm. 1956) – poeta, malarz i rysownik
- Atalia Buksdorf (zm. 2003) – dziennikarka „Trybuny Ludu” i „Głosu Wielkopolski”
- Chewel Buzgan (zm. 1971) – reżyser oraz aktor teatralny i filmowy
- Zygmunt Bychowski (zm. 1934) – neurolog, radny Warszawy

- Elchanan Cajtlin (zm. 1941) – literat, dziennikarz
- Israel Cenceminer (zm. 1819) – kupiec, fundator cmentarza
- Gabriel Centnerszwer (zm. 1917) – wydawca książek
- Jakub Centnerszwer (zm. 1880) – matematyk i pedagog
- Szmul Centnerszwer (zm. 1938) – chirurg
- Natan Ceranka (zm. 1979) – adwokat
- Ferdynand Chaber (zm. 2005) – działacz polityczny
- Seweryn Chajtman (zm. 2012) – naukowiec, inżynier organizacji zarządzania w przemyśle
- Ludwik Chwat (zm. 1914) – chirurg, ordynator szpitala żydowskiego
- Henryk Cieszyński (zm. 2002) – działacz komunistyczny
- Samuel Cunge (zm. 1942) – chirurg
- Adam Cygielstrejch (zm. 1935) – psycholog
- Adam Czarka (zm. 1987) – aktor teatralny
- Maria Czarniewicz-Eisenbach (zm. 1983) – doktor pedagogiki
- Adam Czerniaków (zm. 1942) – działacz społeczny, prezes judenratu w getcie warszawskim
- Felicja Czerniaków (zm. 1950) – filozof i pedagog

- Szymon Datner (zm. 1989) – historyk
- Noe Dawidsohn (zm. 1928) – okulista, działacz syjonistyczny
- Zygmunt Dekler (zm. 1919) – lotnik
- Samuel Dickstein (zm. 1939) – profesor, matematyk
- Jakub Dinezon (zm. 1919) – pisarz jidysz
- Bernard Dobrzyński (zm. 1938) – agronom, organizator pracy Żydów na roli
- Zofia Dromlewiczowa (zm. 1938) – pisarka, scenarzystka
- Gerszon Dua (zm. 1948) – działacz komunistyczny

- Marek Edelman (zm. 2009) – działacz społeczny i polityczny, kardiolog, ostatni przywódca powstania w getcie warszawskim, bojownik ŻOB i AL
- Bolesław Eiger (zm. 1923) – fabrykant, radny Warszawy
- Marian Eiger (zm. 1939) – lekarz fizjolog
- Antoni Eisenbaum (zm. 1852) – dyrektor Szkoły Rabinów
- Fryderyka Eisenbaum (zm. 1856) – przełożona szkoły
- Izaak Eliasberg (zm. 1929) – lekarz, społecznik
- Jakub Elsenberg (zm. 1886) – literat, pedagog
- Pola Elster (zm. 1944) – członek Poalej Syjon i KRN
- Jakub Elzenberg (zm. 1886) – działacz asymilatorski
- Adam Epstein (zm. 1870) – bankier, filantrop
- Herman Epstein (zm. 1867), bankier, przemysłowiec
- Jakub Epstein (zm. 1843) – kupiec, założyciel szpitala żydowskiego
- Mikołaj Epstein (zm. 1863) – powstaniec styczniowy
- Ilia Epsztejn (zm. 1994) – ekonomista
- Eliahu Erlich (zm. 1944) – uczestnik powstania w getcie warszawskim
- Piotr Erlich (zm. 1982) – aktor
- Abraham Essenfeld (zm. 1986) – działacz kombatancki
- Henryk Ettinger (zm. 1929) – adwokat
- Joel Ettinger (zm. 1847) – nauczyciel
- Jakub Karol Ettinger (zm. 1907) – ordynator szpitala żydowskiego

- Maksymilian Fajans (zm. 1890) – litograf, rysownik
- Maurycy Fajans (zm. 1897) – przemysłowiec i pionier żeglugi parowej na Wiśle
- Józef Fajngold (zm. 1998) – artysta, rzeźbiarz, złotnik
- Maria Falkowska (zm. 1998) – pedagog
- Leon Feiner (zm. 1945) – adwokat, działacz Bundu i Żegoty
- Moses Feinkind (zm. 1869) – kupiec, prezes warszawskiej gminy żydowskiej
- Mojżesz Abram Feldsztein (zm. 1936) – prezes warszawskiej gminy żydowskiej
- Elie Dawid Finkiel (zm. 1918) – dziennikarz
- Szachna-Benisz Fiszman (zm. 1936) – przedsiębiorca, filantrop
- Henryk Fiszel (zm. 1984) – profesor Uniwersytetu Warszawskiego
- Aleksander Flamberg (zm. 1926) – szachista
- Edward Flatau (zm. 1932) – lekarz neurolog
- Jakub Ludwik Flatau (zm. 1862) – kupiec
- Maksymilian Flaum (zm. 1933) – lekarz, publicysta, tłumacz, przyrodnik
- Adolf Forbert (zm. 1992) – operator filmowy
- Maksymilian Frankfurt (zm. 1962) – fotooperator
- Edward Natan Frenk (zm. 1924) – historyk, tłumacz
- Zalman Fridrich (zm. 1943) – uczestnik powstania w getcie warszawskim
- Michał Friedman (zm. 2006) – pedagog oraz tłumacz języka hebrajskiego i jidysz
- Roman Frister (zm. 2015) – pisarz, dziennikarz i działacz kulturalny.
- Dawid Friszman (zm. 1922) – pisarz, wydawca
- Abraham Szalom Frydberg (zm. 1902) – pisarz
- Gabriel Fryszdorf (zm. 1943) – uczestnik powstania w getcie warszawskim
- Aleksander Fryszman (zm. 1939) – urolog
- Jerzy Fryszman (zm. 1976) – urolog
- Marian Fuks (zm. 2022) – historyk, publicysta, dyrektor Żydowskiego Instytutu Historycznego, organizator Muzeum Moniuszkowskiego, pułkownik Wojska Polskiego, zasłużony dla miasta st. Warszawy
- Leon Gangel (zm. 1973) – lekarz, działacz komunistyczny
- Mieczysław Gantz (zm. 1939) – laryngolog
- Leon Garbarski (zm. 1979) – aktor
- Małgorzata Gebert (zm. 2011) – działaczka humanitarna
- Józef Gitler-Barski (zm. 1990) – ekonomista, działacz polityczny i społeczności żydowskiej
- Jan Glücksberg (zm. 1859) – księgarz, wydawca
- Maksymilian Glücksberg (zm. 1894) – adwokat, publicysta
- Michał Glücksberg (zm. 1907) – księgarz, wydawca
- Natan Glücksberg (zm. 1831) – księgarz
- Rafał Glücksman (zm. 1962) – założyciel wydawnictwa „Auriga”
- Uri Nissan Gnessin (zm. 1913) – pisarz
- Abraham Goldberg (zm. 1933) – redaktor naczelny „Hajntu”
- Adolf Goldfeder (zm. 1896) – bankier
- Samuel Goldflam (zm. 1932) – lekarz internista i neurolog
- Paweł Goldkraut (zm. 1978) – inżynier, budowniczy dróg i mostów
- Izaak Goldman (zm. 1888) – nauczyciel Szkoły Rabinów
- Cecylia Goldman-Landauowa (zm. 1935) – dyrektor gimnazjum
- Leon Goldsobel (zm. 1926) – lekarz, powstaniec styczniowy
- Leon Goldstand (zm. 1858) – bankier
- Józef Goldszmit (zm. 1896) – adwokat i ojciec Janusza Korczaka
- Fajgele Goldsztein (zm. 1943) – uczestniczka powstania w getcie warszawskim
- Henryk Górka (zm. 1942) – dziennikarz sportowy, działacz społeczny
- Maria Grinberg (zm. 1994) – historyk
- Maurycy Grodzieński (zm. 1927) – architekt
- Izrael Leon Grosglik (zm. 1904) – sekretarz gminy żydowskiej
- Zygmunt Gross (zm. 1995) – kompozytor i adwokat
- Bronisław Grosser (zm. 1912) – działacz Bundu
- Paweł Grossman (zm. 1966) – działacz anarchistyczny i socjalistyczny
- Szymon Grycendler (zm. 1917) – kantor
- Michał Grynberg (zm. 2000) – historyk
- Abe Gutnajer (zm. 1942) – marszand i antykwariusz[20]

- Adolf Hantke (zm. 1859) – kupiec
- Maksymilian Heilpern (zm. 1924) – przyrodnik
- Aleksander Hertz (zm. 1928) – producent filmowy
- Karol Hertz (zm. 1904) – matematyk, nauczyciel
- Maurycy Hertz (zm. 1931) – lekarz laryngolog
- Ludwik Maurycy Hirszfeld (zm. 1876) – anatom
- Aleksander Hochgemain-Homański (zm. 1930) – adwokat
- Zygmunt Hoffman (zm. 1992) – historyk
- Marek Holzman (zm. 1982) – fotografik
- Elżbieta Horn (zm. 2005) – historyk
- Maurycy Horn (zm. 2000) – historyk, dyrektor Żydowskiego Instytutu Historycznego
- Rachela Hutner (zm. 2008) – nestorka polskiego pielęgniarstwa

- Józef Izbicki (zm. 1928) – działacz Bundu
- Samuel Jakub Jackan (zm. 1936) – pionier prasy żydowskiej w Polsce
- Józef Janasz (zm. 1868) – kupiec
- Józef Jankielewicz (zm. 1920) – działacz Bundu
- Leon Jeannot (zm. 1997) – reżyser filmowy
- Noemi Jungbach (zm. 1986) – aktorka
- Kacper Junghof (zm. 1830) – kupiec, major ułanów

- Chaskiel Kameraz (zm. 1971) – działacz komunistyczny
- Ninel Kameraz-Kos (zm. 2011) – malarka, badaczka obyczajów Żydów polskich
- Ester Rachel Kamińska (zm. 1925) – jedna z najwybitniejszych żydowskich aktorek teatralnych
- Regina Kamińska (zm. 1913) – aktorka
- Stanisław Aleksander Kempner (zm. 1924) – profesor, ekonomista
- Menachem Kipnis (zm. 1942) – autor tekstów satyrycznych i piosenek
- Ewa Kirszbaum (zm. 1944) – działaczka Bundu
- Herman Kirszbaum (zm. 1944) – działacz Bundu
- Eliahu Kirszbraun (zm. 1931) – poseł RP, działacz Agudat Israel
- Jakub Kirszrot (zm. 1920) – adwokat, historyk, członek zarządu Gminy Żydowskiej w Warszawie
- Jan Kirszrot (zm. 1912) – nauczyciel, działacz społeczny
- Józef Kirszrot-Prawnicki (zm. 1906) – adwokat
- Fabian Klingsland (zm. 1924) – kupiec, mecenas polskich pisarzy
- Eli Kochański (zm. 1940) – muzyk, wiolonczelista
- Marek Koenigstein (zm. 1955) – lekarz, otorynolaryngolog
- Wilhelm Kohn (zm. 1882) – ordynator szpitala żydowskiego
- Chana Kolska – 106-letnia warszawianka
- Henryk Kon (zm. 1949) – adwokat
- Bernard Konieczny (zm. 1980) – inżynier, działacz komunistyczny
- Leon Konitz (zm. 1895) – ginekolog
- Samuel Konitz (zm. 1879) – przedsiębiorca, działacz społeczny, ziemianin
- Mikołaj Korenfeld (zm. 1931) – adwokat, publicysta
- Noemi Korsan-Ekert (zm. 2013) – aktorka i reżyser teatralna
- Estera Kowalska (zm. 1980) – aktorka
- Irena Jadwiga Kozłowska (zm. 1992) – pisarka, prozaik
- Feliks Kramsztyk (zm. 1918) – adwokat, publicysta
- Stanisław Kramsztyk (zm. 1906) – naukowiec, fizyk, popularyzator nauki
- Zygmunt Kramsztyk (zm. 1920) – lekarz Szpitala Starozakonnych
- Julian Kraushar (zm. 1928) – inżynier, działacz społeczny
- Samuel Eleazar Kronenberg (zm. 1826) – kupiec i bankier
- Tekla Kronenberg (zm. 1848) – żona Samuela Kronenberga
- Henryk Kroszczor (zm. 1979) – historyk, publicysta
- Maria Krych (zm. 2005) – tłumaczka
- Klementyna Krymko (zm. 2006) – reżyser radiowy
- Magnus Kryński (zm. 1916) – publicysta
- Bronisław Krystall (zm. 1983) – mecenas sztuki
- Izabella Krystall (zm. 1918) – skrzypaczka
- Wiktor Kubiak (zm. 2013) – biznesmen, manager muzyczny
- Ludwika Kwart (zm. 2004) – lekarz stomatolog
- Adam Kwaterko (zm. 1993) – redaktor Fołks Sztyme

- Michał Landau (zm. 1896) – szachista i przemysłowiec
- Wilhelm Landau (zm. 1899) – bankier
- Michał Landy (zm. 1861) – uczeń, uczestnik manifestacji patriotycznej 8 kwietnia 1861 roku
- Anatol Lawina (zm. 2006) – działacz opozycji demokratycznej w PRL
- Szmul Lehman (zm. 1941) – badacz folkloru żydowskiego
- Jakub Lejkin (zm. 1942) – adwokat, kolaborant okresu II wojny światowej
- Władysław Lemm (zm. 2010) – fotografik
- Arie Lerner (zm. 2002) – działacz, więzień polityczny
- Bernard Lesman (zm. 1878) – księgarz, dziadek Bolesława Leśmiana
- Aleksander Lesser (zm. 1884) – malarz
- Lewi Lesser (zm. 1870) – kupiec
- Józef Leszczyński (zm. 1935) – działacz Bundu
- Izydor Lewak (zm. 1941) – wiolonczelista
- Joel Dawid Lewenstein-Straszuński (zm. 1850) – kantor, kompozytor i śpiewak operowy
- Aleksander Lewin (zm. 2002) – pedagog
- Jerzy Lewiński (zm. 2006) – adwokat, kierownik III Rejonu Służby Porządkowej w getcie warszawskim
- Izydor Lotto (zm. 1927) – skrzypek
- Filip Lubelski (zm. 1879) – lekarz, powstaniec listopadowy
- Stanisław Leopold Lubliner (zm. 1937) – lekarz, laryngolog i ftyzjatra
- Łazarz Łabędź (zm. 1941) – syjonista, członek Zarządu Gminy Wyznaniowej Żydowskiej w latach 1937–1939 oraz członek Rady Starszych

- Irena Majchrzak (zm. 2011) – pedagog, socjolog, autorka odimiennej metody nauki czytania
- Marian Małowist (zm. 1988) – historyk
- Bronisław Mansperl (zm. 1915) – porucznik I Brygady Legionów
- Bernard Ber Mark (zm. 1966) – historyk żydowski, działacz komunistyczny
- Joachim Markowicz (zm. 1964) – adwokat, jako prokurator Generalnej Prokuratury był oskarżycielem w „Procesie 10” po Poznańskim Czerwcu
- Stefan Marody (zm. 2005) – dziennikarz
- Rafał Medres (zm. 1934) – inżynier elektryk, ojciec W. Grosza
- Uszer Izrael Mendelson (zm. 1935) – poseł i senator RP
- Stanisław Mendelson (zm. 1913) – działacz socjalistyczny
- Helena Merenholc (zm. 1997) – pedagog, reżyser radiowy
- Samuel Henryk Merzbach (zm. 1874) – poeta, księgarz, wydawca
- Zygmunt Merzbach (zm. 1852) – księgarz, wydawca
- Szymon Methal (zm. 1921) – szachista i kompozytor szachowy
- Herman Meyer (zm. 1898) – kupiec
- Leopold Méyet (zm. 1912) – adwokat, literat, kolekcjoner
- Bolesław Milewicz (zm. 1982) – działacz oświatowy
- Salomon Mintz (zm. 1931) – lekarz
- Klara Mirska (zm. 1990) – pisarka
- Michał Mirski (zm. 1994) – dziennikarz, publicysta, działacz komunistyczny
- Alina Molska (zm. 2011) – socjolog
- Rafał Molski (zm. 2000) – matematyk i filozof
- Abraham Morewski (zm. 1964) – aktor, pisarz
- Janina Morgensztern (zm. 1970) – historyk
- Jakub Mortkowicz (zm. 1931) – wydawca książek w międzywojennej Polsce
- Mojżesz Moszkowski (zm. 1904) – bibliotekarz Wielkiej Synagogi
- Michał Mozes (zm. 2011) – artysta cyrkowy specjalizujący się w występach w charakterze człowieka-gumy
- Juliusz Mutermilch (zm. 1921) – lekarz

- Walentyna Najdus-Smolar (zm. 2004) – historyk, profesor w Instytucie Historii PAN
- Symche Natan (zm. 1946) – aktor
- Henryk Natanson (zm. 1895) – księgarz, bankier
- Jakub Natanson (zm. 1884) – profesor, chemik
- Ludwik Natanson (zm. 1896) – lekarz, prezes gminy żydowskiej
- Zelig Natanson (zm. 1879) – kupiec, bankier
- Daniel Neufeld (zm. 1874) – wydawca pisma „Jutrzenka”
- Ignacy Neufeld (zm. 1880) – uczeń
- Szymon Neuman (zm. 1927) – bankier
- Bronisław Nissenbaum (zm. 2006) – pierwszy w historii prezes Koła Sympatyków Legii Warszawa
- Hirsz Dawid Nomberg (zm. 1927) – pisarz, poseł RP
- Marian Norski-Nożyca (zm. 1980) – tekściarz i wykonawca piosenek
- Alfred Nossig (zm. 1943) – pisarz, publicysta
- Irena Nowakowska (zm. 2006) – socjolog
- Hilary Nussbaum (zm. 1895) – publicysta, historyk
- Leon Nudelman (zm. 1934) – inż. agronom, doktor medycyny

- Zofia Ochab (zm. 2011) – matematyk, córka Edwarda Ochaba
- Rudolf Okręt (zm. 1906) – redaktor „Gazety Handlowej”
- Lejb Olszaniecki (zm. 1934) – członek komitetu centralnego Cukunftu
- Samuel Orgelbrand (zm. 1868) – jeden z najsłynniejszych polskich drukarzy i wydawców

- Adolf Paprocki (zm. 1852) – nauczyciel Szkoły Rabinów
- Gertruda Pawlak-Finder (zm. 1997) – działaczka komunistyczna, żona Pawła Findera
- Samuel Peltyn (zm. 1896) – redaktor „Izraelity”
- Icchok Lejb Perec (zm. 1915) – pisarz jidysz
- Beniamin Perelmuter (zm. 1952) – architekt i inżynier
- Adolf Peretz (zm. 1933) – ekonomista, publicysta
- Feliks Perl (zm. 1927) – działacz socjalistyczny i publicysta
- Rafał Ber Perl (zm. 1848) – działacz społeczny, kupiec
- Mojżesz Pfefer (zm. 1919) – działacz społeczny, filantrop, fundator kieleckiej synagogi
- Henryk Piasecki (zm. 2003) – funkcjonariusz aparatu bezpieczeństwa PRL
- Jehoszua Piasek (zm. 1997) – dziennikarz
- Jakub Pik (zm. 1892) – optyk, działacz społeczny
- Józef Izaak Pinkiert (zm. 1998) – dyrektor Diory i RWT
- Janina Piwowarczyk-Wierzbowska (zm. 2001) – dziennikarka, literat
- Hanna Poznańska-Linde (zm. 2008) – lekarz, działaczka Stowarzyszenia Dzieci Holocaustu
- Henryk Prajs (zm. 2018) – działacz społeczny i kombatancki, ostatni żyjący żołnierz 3. Pułku Szwoleżerów Mazowieckich
- Szaja Prywes (zm. 1903) – kupiec
- Daniel Przemysław (zm. 2012) – działacz społeczny i kombatancki
- Jakub Przeworski (zm. 1935) – księgarz, wydawca
- Marek Przeworski (zm. 1943) – wydawca, księgarz
- Markus Przeworski (zm. 1894) – fabrykant, właściciel cukrowni

- Wincenty Raabe (zm. 1927) – działacz socjalistyczny
- Edward Rajber (zm. 1984) – przewodniczący TSKŻ
- Marek Rakowski (zm. 1982) – tłumacz literatury na język jidysz
- Norbert Ramer (zm. 1996) – naukowiec
- Jan Paweł Rogalski (zm. 1993) – działacz anarchistyczny, redaktor
- Izaak Szymon Rosen (zm. 1848) – bankier, powstaniec 1830
- Mathias Rosen (zm. 1865) – bankier, prezes gminy żydowskiej
- Zofia Rosenblum-Szymańska (zm. 1978) – lekarz pediatra
- Albert Rosental (zm. 1922) – ordynator szpitala Jana Bożego
- Dawid Rosenthal (zm. 1889) – lekarz naczelny szpitala żydowskiego
- Henryk Roterman (zm. 1996) – działacz społeczności żydowskiej
- Mateusz Rotwand (zm. 1898) – ordynator szpitala żydowskiego
- Jakub Rotwand (zm. 1913) – publicysta, sekretarz gminy żydowskiej
- Mordka Rozenfeld (zm. 1860) – kupiec, porucznik WP z 1830 r.
- Abraham Rozenfeld-Boncze (zm. 1942) – pisarz, literat i dziennikarz
- Samuel Rozental (zm. 1941) – neurolog
- Józef Różański (zm. 1981) – oficer NKWD i MBP
- Leon Rubin (zm. 1981) – redaktor „Fołks-Sztyme”
- Zofia Rudnicka (zm. 1981) – prawnik i sędzia, działaczka społeczna
- Majer Rundstein (zm. 1923) – prezes gminy żydowskiej, radny Warszawy

- Feliks Sachs (zm. 1935) – lekarz, działacz socjalistyczny
- Józef Sandel (zm. 1962) – historyk sztuki, publicysta
- Aron Serdyner (zm. 1865) – kupiec, filantrop, fundator synagogi
- Józef Seidenbeutel (zm. 1923) – malarz
- Paulina Seidenbeutel-Karbowska (zm. 1941) – lekarka, pianistka
- Ryszard Sielicki (zm. 2005) – kompozytor
- Wanda Sieradzka de Ruig (zm. 2008) – dziennikarka, tłumaczka, poetka, autorka tekstów piosenek i scenariuszy
- Aleksander Silbernik (zm. 1903) – kupiec
- Sara Słonimska (zm. 1897) – poetka, opiekunka kółka dramatycznego, zwolenniczka asymilacji Żydów
- Chaim Zelig Słonimski (zm. 1904) – astronom, matematyk
- Józef Słonimski (zm. 1934) – literat, lingwista
- Adam Słucki (zm. 1934) – inżynier mechanik
- Janusz Sokołowski (zm. 1997) – dyplomata, konsul RP w Rzymie
- Orko Sołowiejczyk (zm. 1942) – chirurg
- Ber Sonnenberg (zm. 1823) – sławny kupiec
- Kazimierz Sterling (zm. 1933) – adwokat
- Izaak Stern (zm. 1864) – nauczyciel Szkoły Rabinów
- Henryk Stifelman (zm. 1938) – architekt
- Emma Sunderland-Lesman (zm. 1887) – matka poety Bolesława Leśmiana
- Julian Stryjkowski (zm. 1996) – dziennikarz i prozaik
- Rachwia Szajman (1967) – działacz KZMP, KPP, KPD, KPB, PZPR
- Jerzy Szapiro (zm. 2011) – neurochirurg
- Pinkus Szenicer (zm. 1983) – wieloletni opiekun cmentarza
- Dawid Mojżesz Szeroszewski (zm. 1915) – bankier
- Chone Szmeruk (zm. 1997) – profesor literatury jidysz na Uniwersytecie Jerozolimskim
- Matatiahu Szoham (zm. 1937) – poeta hebrajski
- Michał Szuldenfrei (zm. 1965) – adwokat, członek Bundu, poseł
- Baruch Szulman (zm. 1906) – członek OB PPS, zamachowiec
- Jakub Szwajcer (zm. 1941) – lekarz
- Michał Szwejlich (zm. 1995) – aktor
- Nuchym Szyc (zm. 1990) – poeta, parasolnik
- Halina Szymańska (zm. 2006) – działaczka
- Paweł Śpiewak (1951-2023) – dyrektor Żydowskiego Instytutu Historycznego, socjolog, historyk idei, nauczyciel akademicki, publicysta

- Szymon Tenenbaum (zm. 1941) – entomolog
- Samuel Tenenblatt (zm. 1982) – redaktor „Fołks-Sztyme”
- Bonawentura Toeplitz (zm. 1905) – przemysłowiec
- Leopold Toeplitz (zm. 1865) – przemysłowiec
- Teodor Toeplitz (zm. 1838) – kupiec i działacz społeczny
- Zygmunt Toeplitz (zm. 1934) – przemysłowiec
- Adolf Truskier (zm. 1941) – przemysłowiec, senator RP
- Jakub Tugendhold (zm. 1871) – dyrektor Szkoły Rabinów
- Feliks Tych (zm. 2015) – historyk i publicysta, dyrektor Żydowskiego Instytutu Historycznego
- Lucyna Tych (zm. 2019) – historyk, reżyser teatralna i telewizyjna

- Józef Urstein (zm. 1923) – aktor rewiowy
- Akiwa Uryson (zm. 1943) – lekarz internista, działacz społeczny

- Leon Wagenfisz (zm. 1911) – powstaniec styczniowy
- Helena Wajcman (zm. 1995) – dokumentalista, pracownik ŻIH
- Symcha Wajs (zm. 1999) – stomatolog i działacz społeczności żydowskiej
- Zygmunt Warszawer (zm. 1997) – ostatni żydowski mieszkaniec pochodzący z Łaskarzewa
- Elżbieta Wassongowa (zm. 2007) – polska tłumaczka literatury pięknej, redaktor książek
- Hipolit Wawelberg (zm. 1901) – współzałożyciel Szkoły im. Wawelberga i Rotwanda
- Jakub Weinles (zm. 1938) – malarz
- Jakub Leopold Weiss (zm. 1889) – kantor
- Icchak Majer Weisenberg (zm. 1938) – pisarz dramaturg
- Aleksander Wertheim (zm. 1849) – bankier
- Mieczysław Węgierko (zm. 1933) – ogrodnik cmentarza
- Paweł Wildstein (zm. 2008) – przewodniczący Związku Gmin Wyznaniowych Żydowskich w RP
- Szymon Winawer (zm. 1919) – szachista
- Włodzimierz Winawer (zm. 1997) – adwokat
- Alfred Wiślicki (zm. 1995) – profesor Politechniki Warszawskiej
- Wacław Wiślicki (zm. 1935) – prezes Centrali Związków Kupców Żydowskich, poseł na Sejm II RP
- Mieczysław Wiśniak (zm. 2001) – podpułkownik WP, kawaler Orderu Virtuti Militari
- Szymon Wittenberg (zm. 1913) – założyciel i prezes Towarzystwa Somech Nofilm
- Estera Wodnar (zm. 1993) – reżyser teatralna
- Mieczysław Wodnar (zm. 2001) – pisarz, tłumacz, publicysta, znawca kultury i religii żydowskiej
- Henryk Wohl (zm. 1907) – skarbnik powstańczego Rządu Narodowego
- Bogdan Wojdowski (zm. 1994) – pisarz, krytyk literacki i teatralny, publicysta
- Jerzy Wolanowski (zm. 1933) – przemysłowiec
- Lucjan Wolanowski (zm. 2006) – pisarz, reporter, podróżnik, tłumacz
- Majer Wolanowski (zm. 1900) – przemysłowiec i fabrykant
- Sabina Wójcikiewicz (zm. 1941) – modelka

- Jadwiga Zachczyńska-Brojan (zm. 2006) – dziennikarka
- Zofia Zaks (zm. 2001) – historyk, przewodnicząca Stowarzyszenia Dzieci Holocaustu
- Gecel Zalcstein (zm. 1841) – antykwariusz
- Maryla Zalejska-Komar (zm. 2004) – dziennikarka
- Feliks Zamenhof (zm. 1933) – lekarz-farmaceuta, esperantysta, brat Ludwika Zamenhofa
- Henryk Zamenhof (zm. 1932) – lekarz, esperantysta, brat Ludwika Zamenhof
- Klara Zamenhof (zm. 1924) – esperantystka, żona Ludwika Zamenhofa
- Leon Zamenhof (zm. 1934) – lekarz laryngolog, esperantysta, brat Ludwika Zamenhofa
- Ludwik Zamenhof (zm. 1917) – lekarz, twórca sztucznego, międzynarodowego języka esperanto
- Markus Zamenhof (zm. 1907) – radca stanu, ojciec Ludwika Zamenhofa
- Mojsej Zeldowicz (zm. 2008) – historyk rosyjskiej krytyki literackiej
- Adolf Zeligson (zm. 1919) – łódzki architekt
- Aleksander Ziemny (zm. 2009) – poeta, prozaik, reportażysta, tłumacz
- Ewa Zigielman (zm. 2001) – działaczka komunistyczna
- Roman Zimand (zm. 1992) – krytyk literatury
- Jakub Zonszajn (zm. 1962) – poeta
- Reuven Zygielbaum (zm. 2005) – aktor, działacz kulturalny
- Mojżesz Zylberfarb (zm. 1934) – działacz syjonistyczny

Do dziś nie zachowały się nagrobki Samuela Adalberga, Eli Kochańskiego, Samuela Kronenberga oraz Gecla Zalcsteina.

### Groby symboliczne

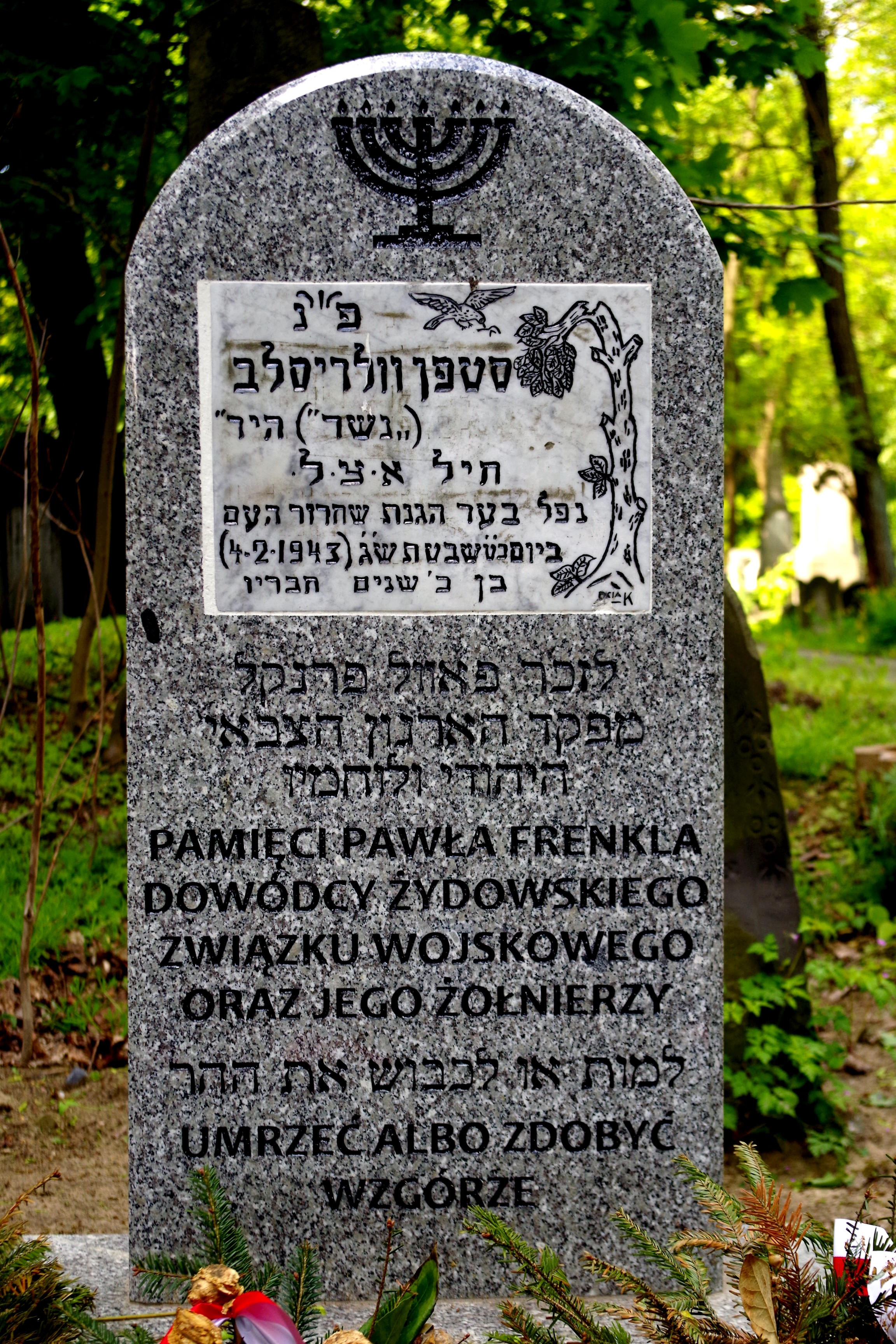
Grób uczestnika powstania w getcie warszawskim Stefana Władysława oraz symboliczny grób komendanta Żydowskiego Związku Wojskowego Pawła Frenkela i jego podkomendnych

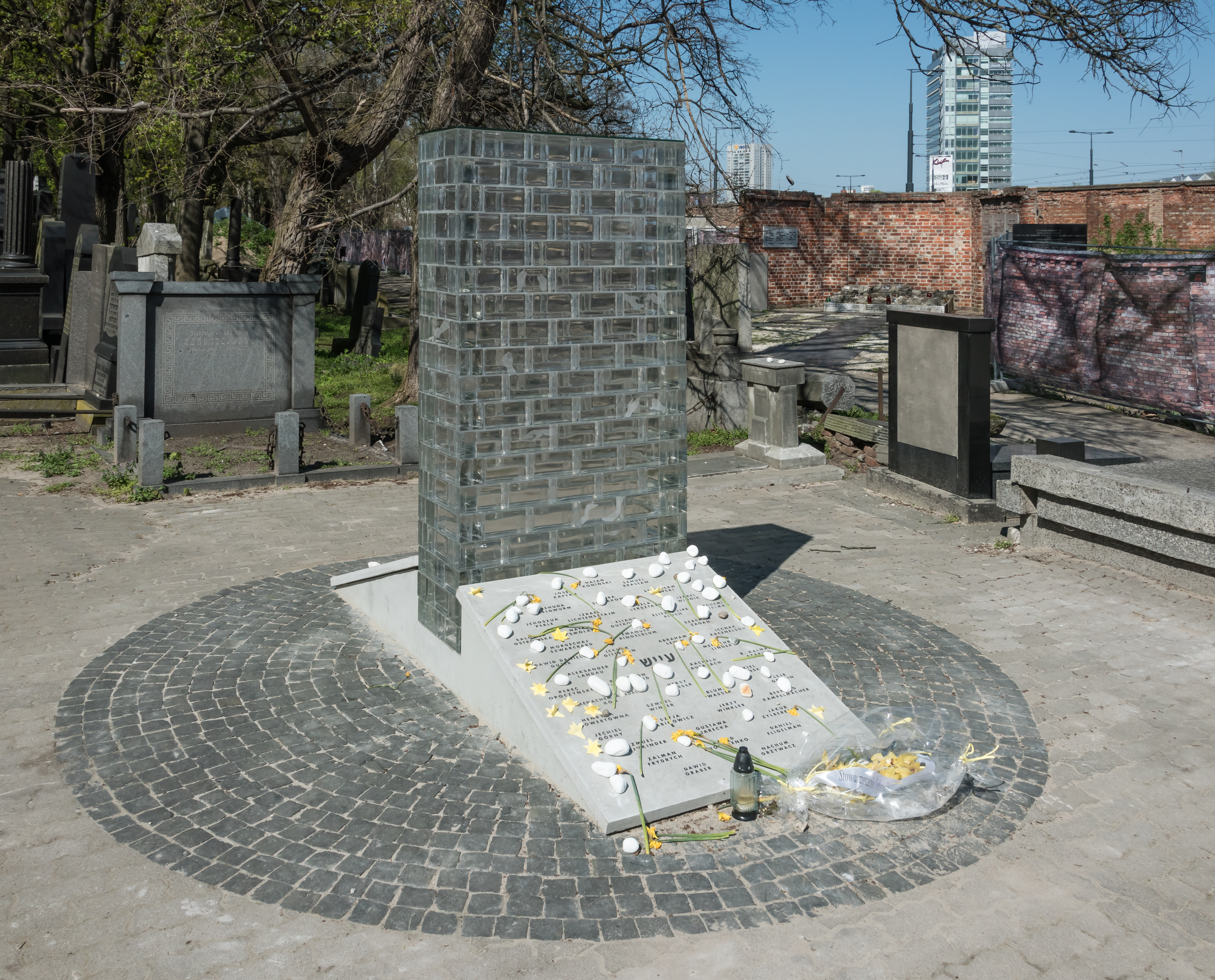
Grób symboliczny grupy Oneg Szabat

Na cmentarzu znajduje się wiele symbolicznych grobów i tablic głównie upamiętniających osoby zamordowane podczas II wojny światowej oraz osoby, które opuściły Polskę i zostały pochowane w innych miejscach.
- Wiktor Alter (zm. 1943) – działacz Bundu
- Anna Braude-Hellerowa (zm. 1943) – lekarz naczelny Szpitala Dziecięcego
- Aleksander Drożdżyński (zm. 1980) – dziennikarz, publicysta, pisarz, satyryk
- Henryk Ehrlich (zm. 1942) – działacz Bundu
- Artur Eisenbach (zm. 1992) – historyk
- Paweł Finder (zm. 1944) – chemik, działacz komunistyczny (min. I Sekretarz KC PPR)
- Jakub Goldberg (zm. 2002) – reżyser, scenarzysta i aktor
- Teodozja Goliborska-Gołąb (zm. 1992) – lekarka
- Abraham Gepner (zm. 1943) – prezes Centralnego Związku Kupców
- Bronisław Karbowski (zm. 1940) – lekarz
- Michał Klepfisz (zm. 1943) – członek Bundu i bojownik ŻOB
- Janusz Korczak (zm. 1942) – pedagog, pisarz
- Szymon Lewinson (zm. 1940) – urolog, oficer WP
- Jerzy Lipman (zm. 1983) – operator filmowy
- Leon Lipszowicz (zm. 1941) – neurolog
- Aleksander Margolis (zm. 1939) – lekarz, działacz Bundu
- Alina Margolis-Edelman (zm. 2008) – lekarka, działaczka społeczna
- Janina Mortkowiczowa (zm. 1960) – pisarka, tłumaczka
- Lejb Najdus (zm. 1918) – pisarz jidysz
- Stefan Rosental (zm. 1917) – lekarz
- Adam Rutkowski (zm. 1987) – historyk
- Aleksander Skotnicki (zm. 1944) – weterynarz, oficer rezerwy WP, partyzant AL
- Ignacy Sznajderman (zm. 1942) – lekarz neurolog
- Ryszard Szreter (zm. 1989) – żołnierz AK, powstaniec warszawski; wykładowca Uniwersytetu w Birmingham
- Stefania Wilczyńska (zm. 1942) – pedagog
- Lidia Zamenhof (zm. 1942) – propagatorka esperanto, bahaizmu oraz idei homaranismo
- Zofia Zamenhof (zm. 1942) – lekarz pediatra i internista

W 2023 roku na cmentarzu odsłonięto grób symboliczny grupy Oneg Szabat.

### Pomniki

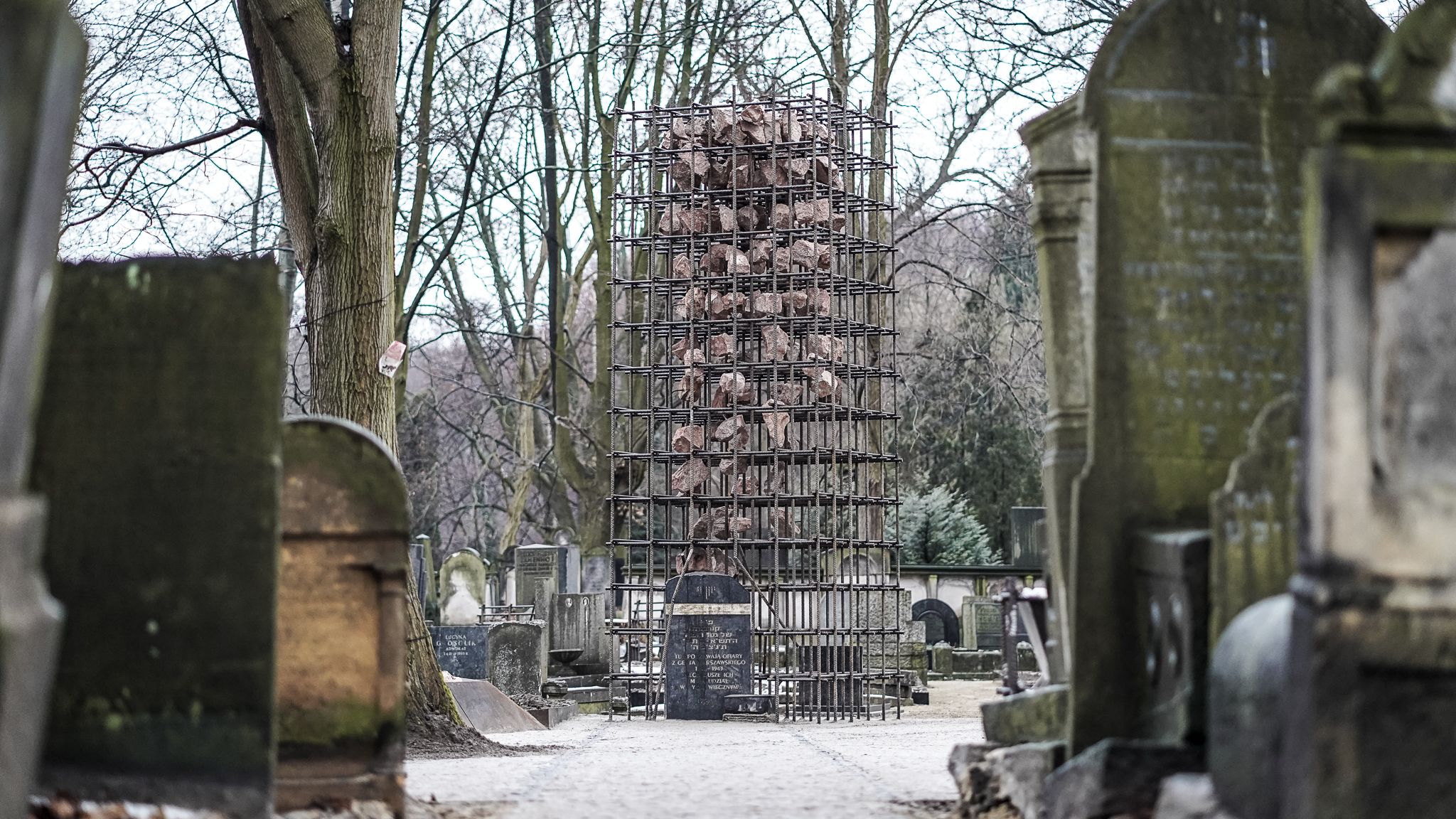
Pomnik ofiar getta warszawskiego

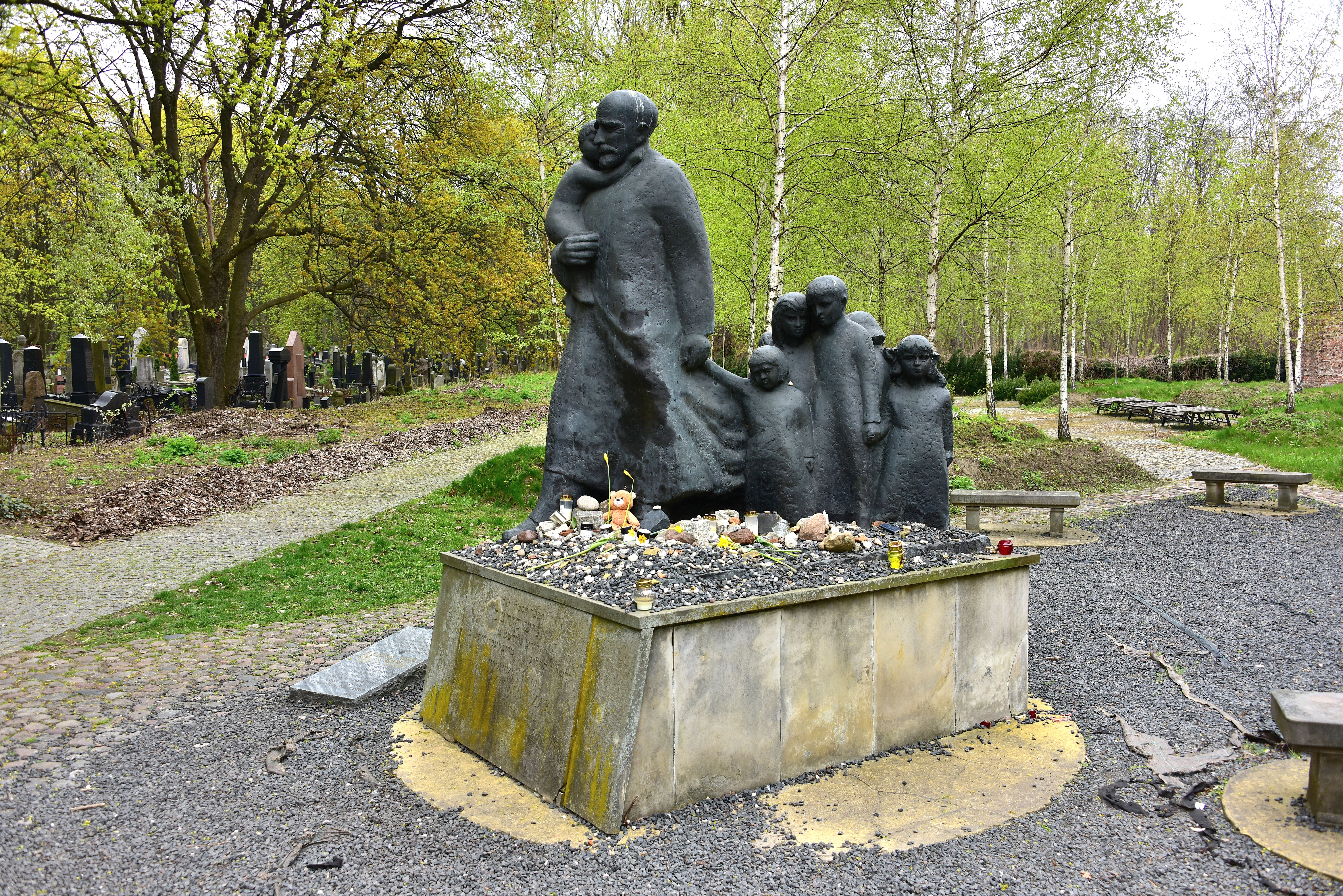
Pomnik Janusza Korczaka

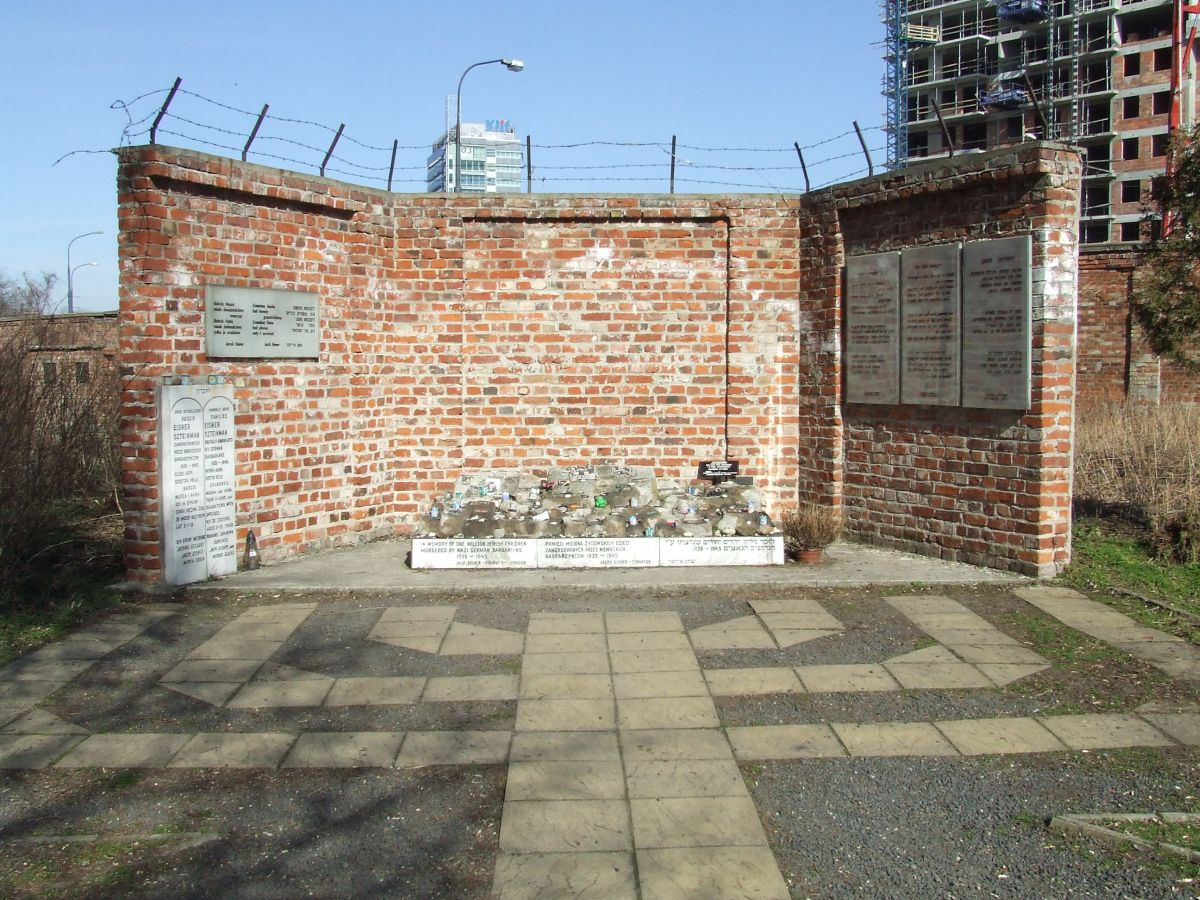
Pomnik Pamięci Dzieci – Ofiar Holokaustu

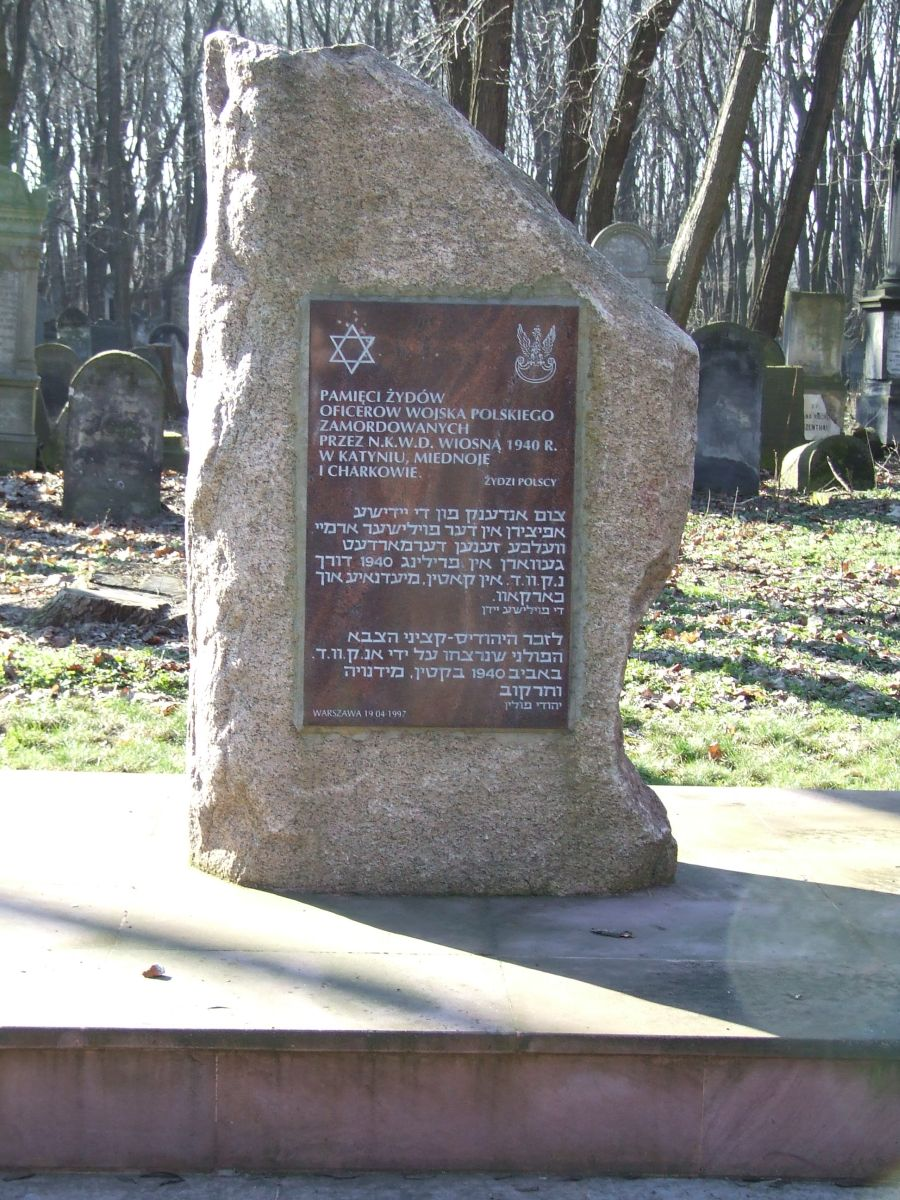
Pomnik żydowskich oficerów Wojska Polskiego

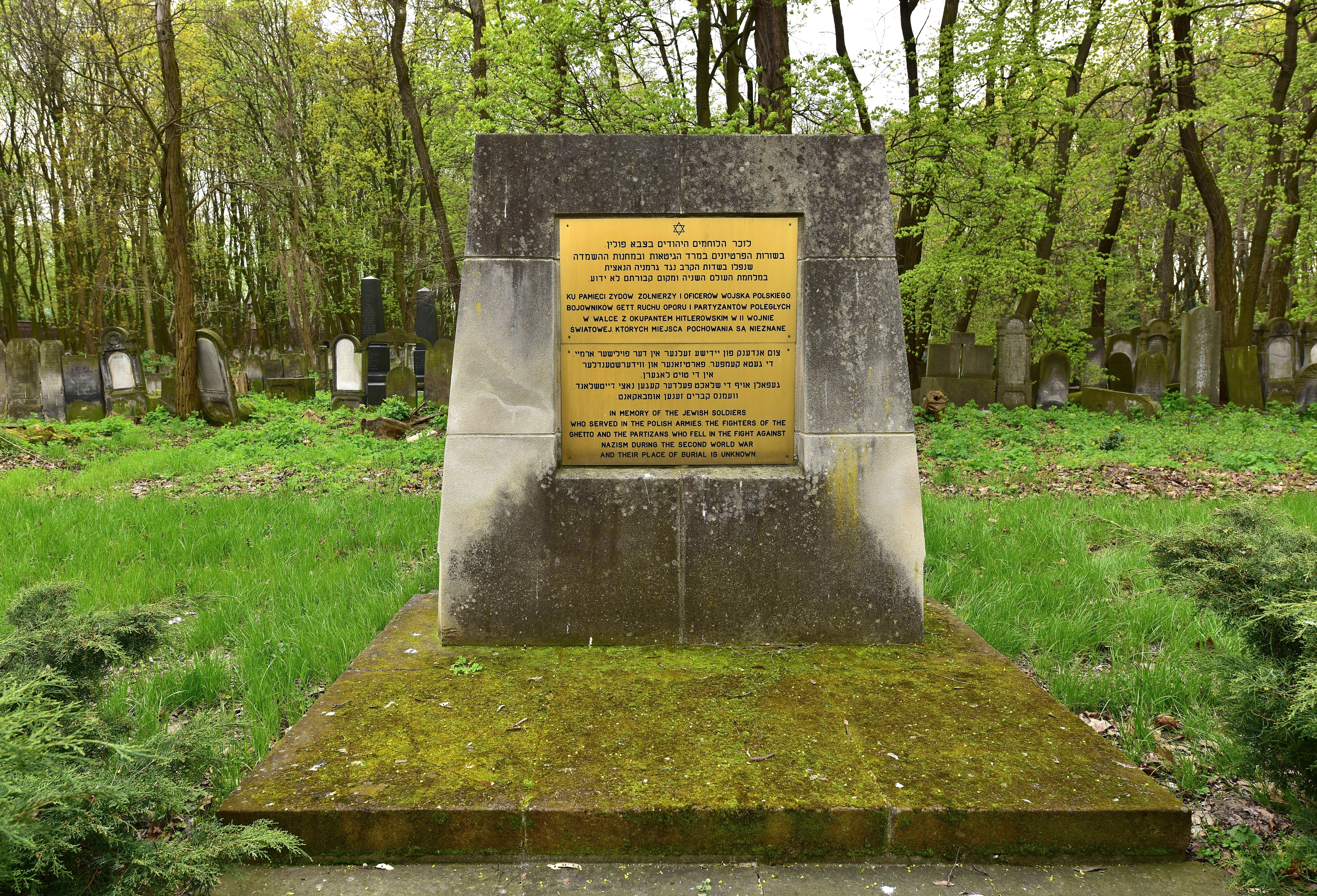
Pomnik żołnierzy Żydów poległych w II wojnie światowej

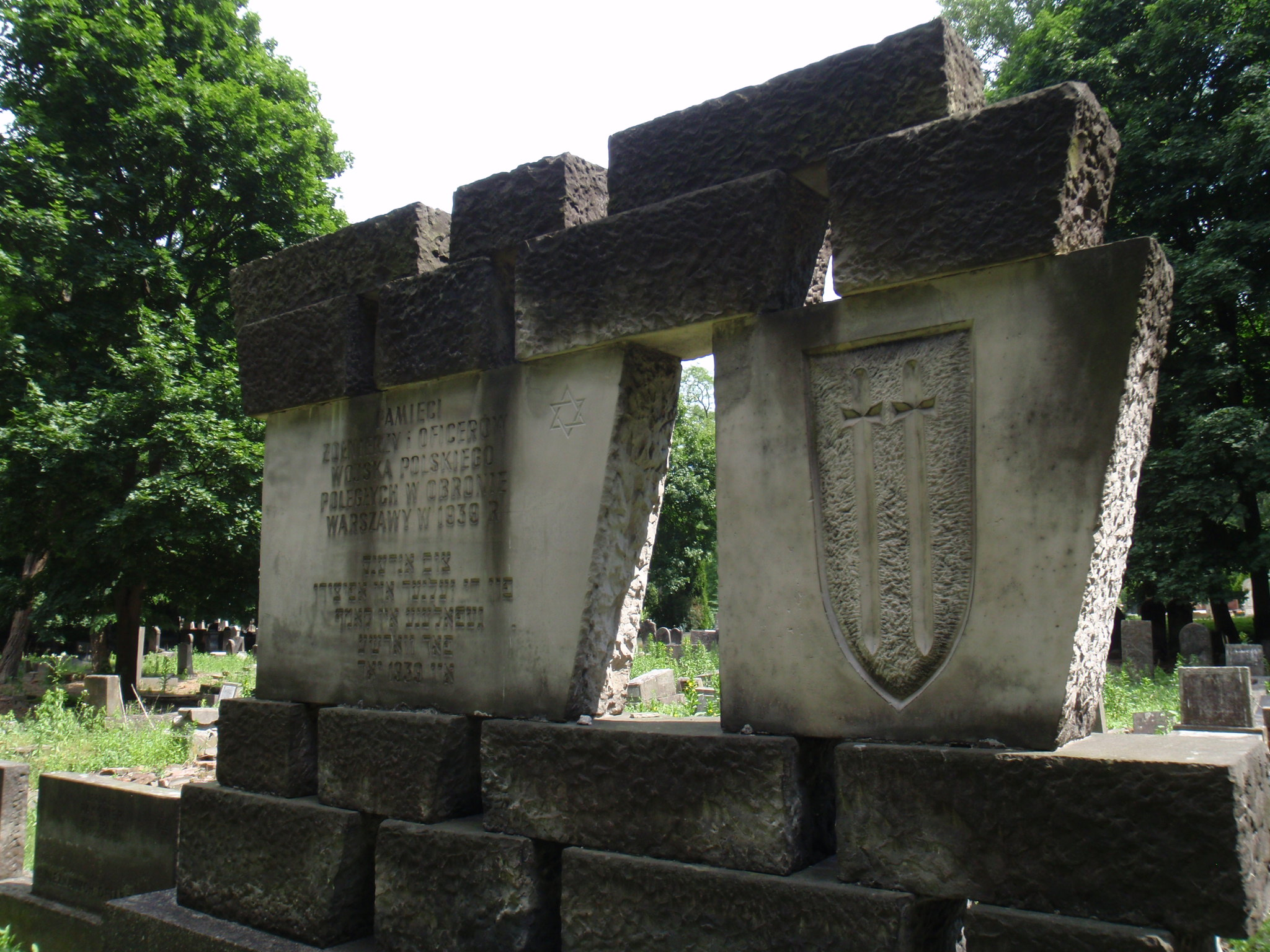
Pomnik poległych w kampanii wrześniowej

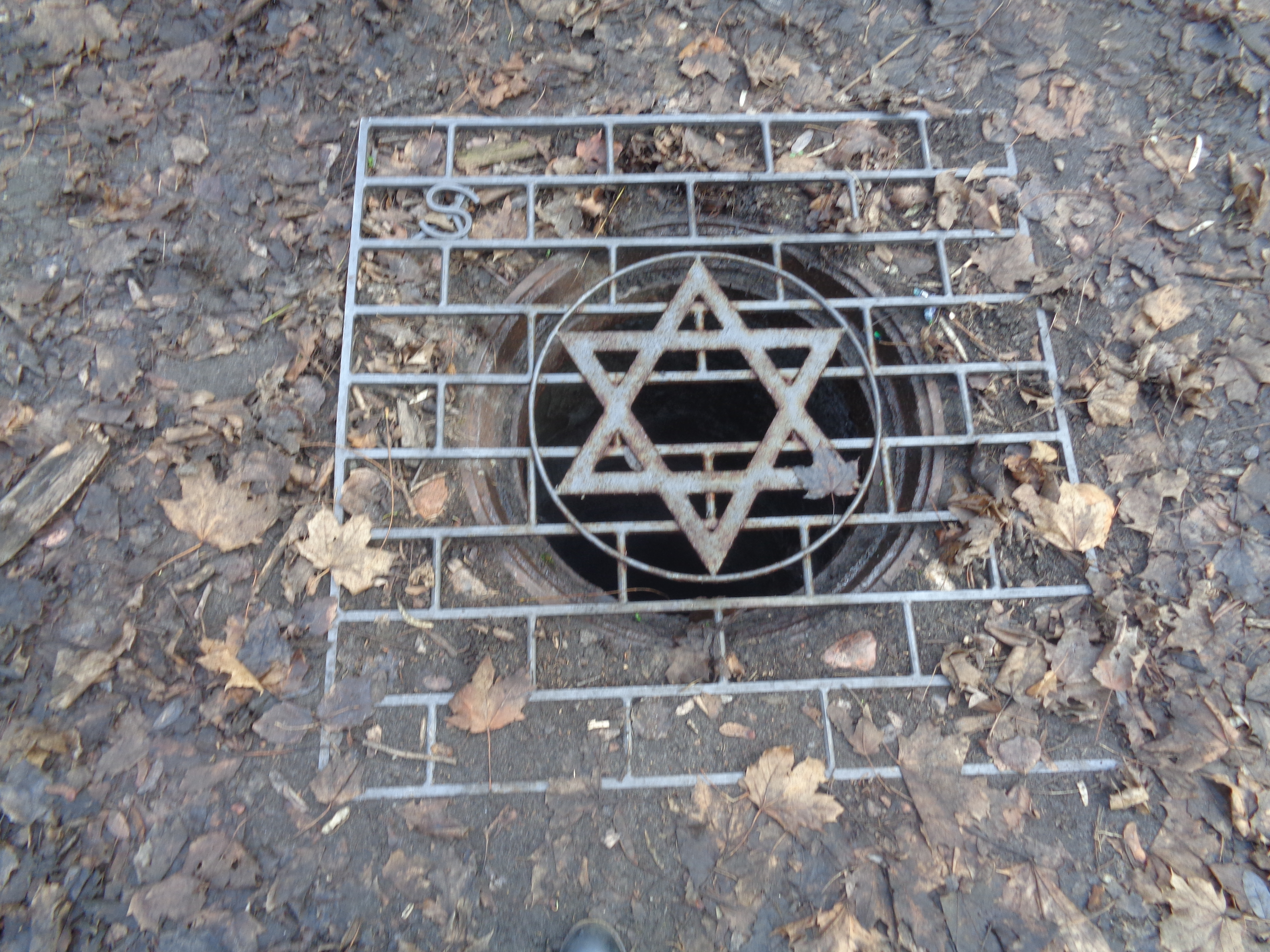
Kanał wykorzystywany do komunikacji z gettem

- Pomnik ofiar getta warszawskiego – ustawiony na masowej mogile, w której grzebano zmarłych w getcie. Pomnik został zaprojektowany przez Hannę Szmalenberg i Władysława Klamerusa[23]. Pomnik przeprojektowano w 2021 roku, w wyniku nowych ustaleń prac archeologicznych, rewidujących granice grobów masowych. Nowe założenie w postaci dwóch wyniesionych obrysów grobów oraz totemu na środku placu zostało zaprojektowane w pracowni Archiworks przez Macieja Szpalerskiego, Karola Dzika oraz Krzysztofa Matuszewskiego. Upamiętnienie powstało na jednych z największych grobów masowych w Europie, w dwóch wykopanych blisko siebie dołach o wymiarach 10 × 10 m i 10 × 20 m, głębokich na około 8 m, spoczęło - według historyków - od kilkunastu do kilkudziesięciu tysięcy bezimiennych ofiar.[24]

- Pomnik Pamięci Dzieci – Ofiar Holokaustu – kształtem nawiązujący do wysokiego muru getta z drutem kolczastym, a w jego dolnej części znajdują się gruzy getta, na których powierzchni wkomponowano zdjęcia żydowskich dzieci, które zginęły w latach II wojny światowej. Pomnik został ufundowany przez Jacka Eisnera.

- Pomnik Janusza Korczaka – upamiętniający osobę Janusza Korczaka oraz dzieci, wychowanków jego domu dziecka. Pomnik pełni rolę jego symbolicznego grobu.

- Pomnik żydowskich oficerów Wojska Polskiego – upamiętniający zamordowanie kilkuset żydowskich oficerów i intelektualistów w Katyniu, Miednoje, Kozielsku, Ostaszkowie i Charkowie, odsłonięty 19 kwietnia 1997. Treść napisu w językach polskim, jidysz i hebrajskim brzmi: „Pamięci Żydów oficerów Wojska Polskiego zamordowanych przez NKWD wiosną 1940 r. w Katyniu, Miednoje i Charkowie”.

- Pomnik Żołnierzy i Oficerów Żydowskich Poległych w II Wojnie Światowej – upamiętniający żołnierzy żydowskich poległych w czasie II wojny światowej.

Treść w językach polskim, jidysz, hebrajskim i angielskim brzmi: „Ku pamięci Żydów żołnierzy Wojska Polskiego, bojowników gett, ruchu oporu i partyzantów poległych w walce z okupantem hitlerowskim w II wojnie światowej, których miejsca pochowania są nieznane”.
- Pomnik Bundowców i Cukunftowców

- Pomnik partyzantów oddziału GL im. Mordechaja Anielewicza

- Dwa pomniki granic getta – na murze cmentarza (od strony ulic Młynarskiej i Anielewicza).
- Mauzoleum Żydów Bojowników o Niepodległość Polski – zrealizowany w 2019 projekt powstał w okresie międzywojennym.

### Symbolika
Macewy znajdujące się na cmentarzu żydowskim w Warszawie są niezwykle bogato zdobione. Ornamenty odnajdowane na nagrobkach mówią wiele o zmarłymi spoczywającymi pod nimi.
Motywy najczęściej pojawiające się na macewach:

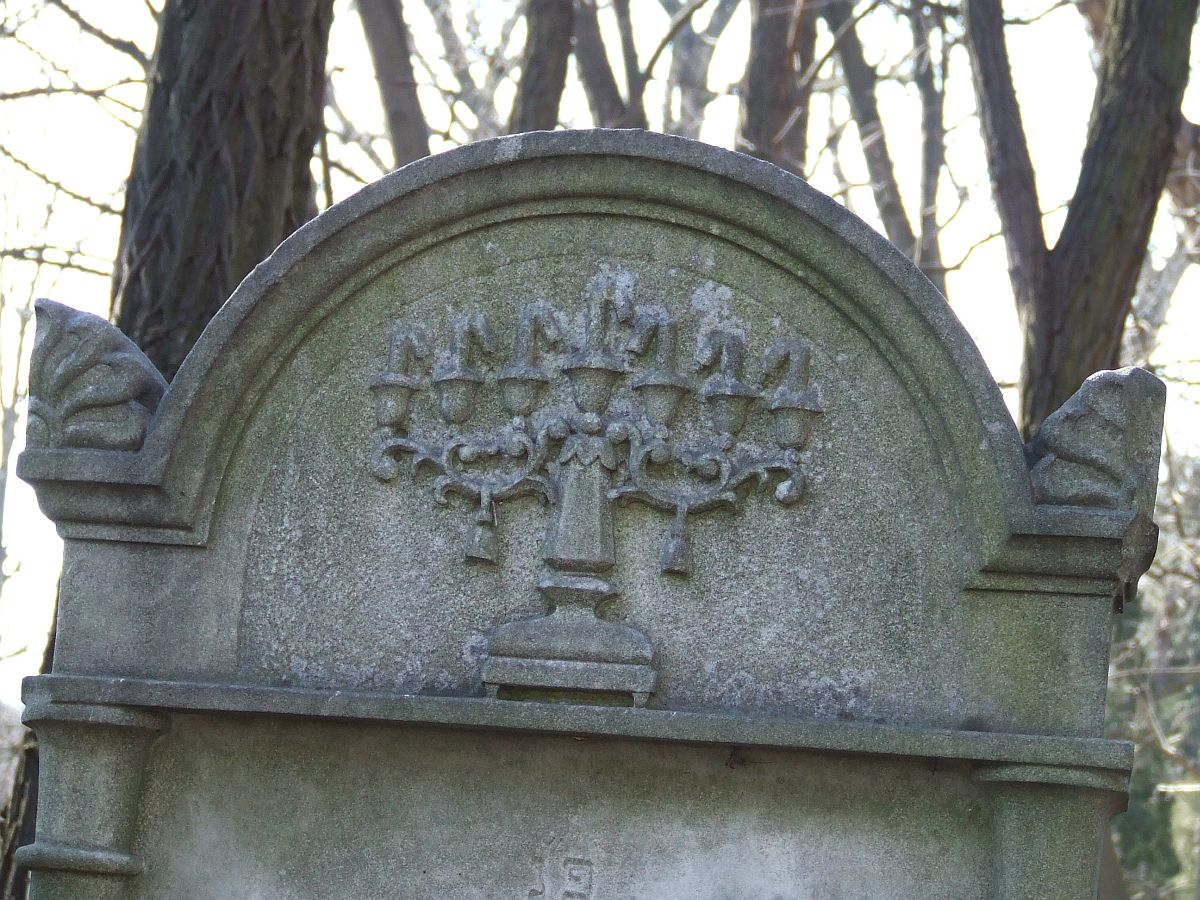
Symbole umieszczane na macewach: świecznik...

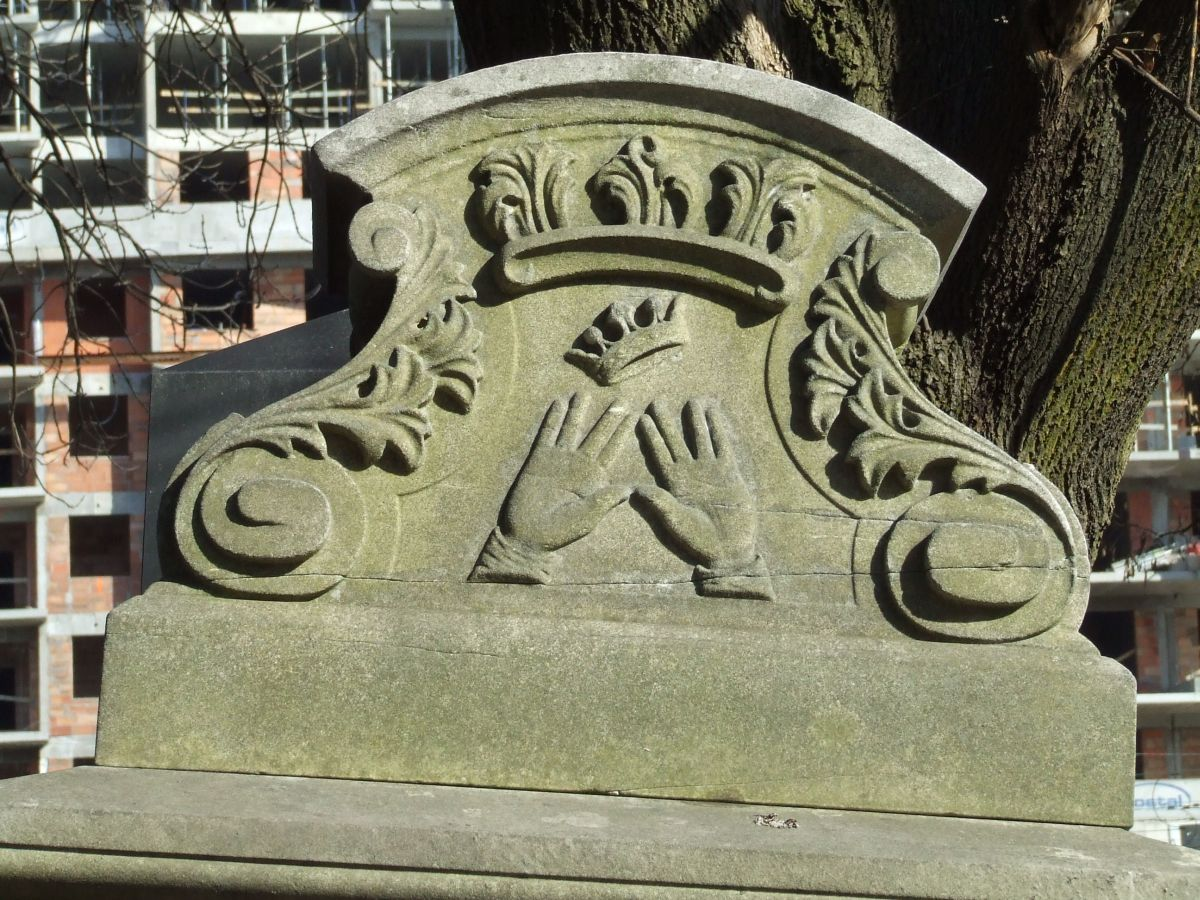
...dłonie kapłana...

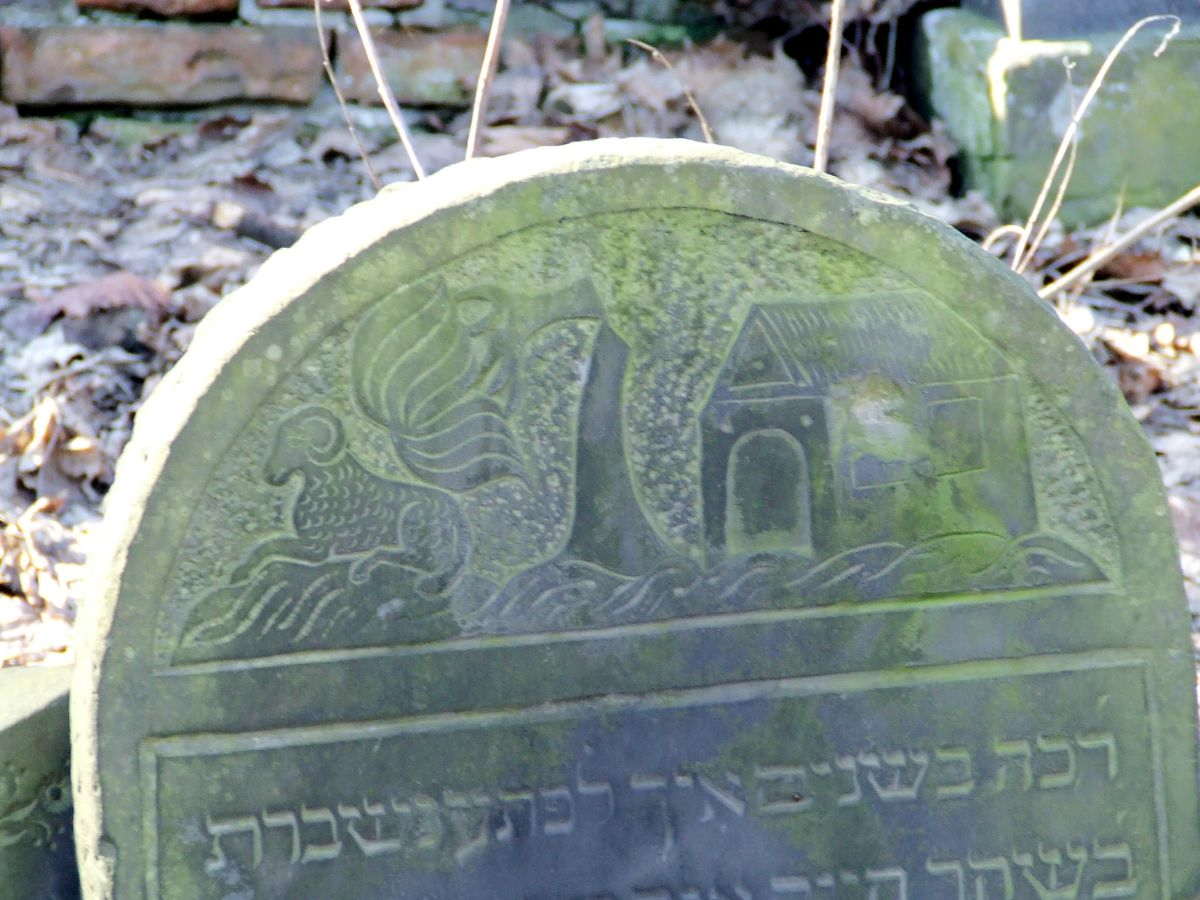
... baran i złamane drzewo

- dłonie kapłana – ułożone w geście symbolicznego błogosławieństwa, najczęściej na grobach osób pełniących posługę w świątyni, uważanych za potomków arcykapłana Aarona, osoby pochowane w grobach z takimi nagrobkami najczęściej noszą nazwisko Cohen.
- lew – oznacza osobę o imieniu Jehuda Arie lub Lejb (odpowiednio w hebrajskim i jidysz – lew), albo też kogoś niezwykle silnego lub odważnego.
- złamany kwiat lub drzewo – symbol niespodziewanej i gwałtownej śmierci.
- dłoń trzymająca nóż – symbol mohela, dokonującego rytualnego obrzezania.
- dłoń lejąca wodę z dzbana – na grobach osób z rodu Lewiego, obmywających dłonie kapłana przed nabożeństwem.
- księga – pochowany był uczonym w piśmie, rabinem.
- jeleń – symbol pokolenia Naftalego.
- gwiazda Dawida – symbol przynależności religijnej lub narodowej zmarłego.
- świecznik – występuje przede wszystkim na nagrobkach kobiet. Jest aluzją do zapalania i błogosławieństwa przez żydowskie kobiety świateł szabatu.
- baran – symbol miesiąca nisan.

## Cmentarz w kulturze
Cmentarz, obecny w literaturze wspomnieniowej, stał się również tematem poezji – Mosze Knaphajs napisał utwór pt. Skarga mojego taty na cmentarzu na Gęsiej.
Władysław Broniewski odnosi się do cmentarza w wierszu poświęconym ulicy Miłej pt. Ulica Miła:

(...) Na ulicy Miłej ani jedno drzewko nie rośnie,

na ulicy Miłej – w maju! – ludzie nie wiedzą o wiośnie,

ale cały rok hula perspektywa łysych gazowych latarni,

łbem waląc w mur cmentarny. (...)

Jest to odniesienie o tyle nieprawidłowe, iż ulica Miła faktycznie nie dochodziła do murów cmentarza, zaś znajdująca się na jej przedłużeniu ulica Sochaczewska skręcała pod kątem prostym na północ i wpadała w ulicę Niską, która dochodzi do ulicy Okopowej na wysokości budynków szkoły św. Kingi.
Ponadto sceneria cmentarza była wykorzystana jako plan zdjęciowy w takich filmach jak: Samson (jako cmentarz żydowski na Woli w Warszawie), Korczak (jako cmentarz żydowski na Woli w Warszawie) czy W ciemności (jako cmentarz żydowski we Lwowie).